# Список монастырей России
Список монастырей России — перечень действующих, упраздненных или утраченных монастырей, лавр, скитов, пу́стыней, дацанов различных религиозных конфессий (православие, католичество, старообрядчество, буддизм), находящихся на территории России.
Список сортирован по субъектам Российской Федерации и является открытым. Для удобства в списке даны наиболее употребительные и, по возможности, краткие формы названий монастырей (Соловецкий монастырь, Саввино-Сторожевский монастырь, Новодевичий монастырь). При совпадении названий монастырей в скобках даны уточнения по их географическому местонахождению.

## Преамбула
В 1890 году статистик Василий Зверинский писал, что в 1762 году епархии Великороссии насчитывали 881 единицу монастырей, пустыней и скитов (678 мужских и 203 женских). После реформы 1764 года числилось 385 монастырей — 224 штатных и 161 заштатный монастырь (318 мужских и 67 женских), оставшиеся 496 монашеских поселений упразднялись, либо сокращались до уровня церковного прихода.
В советское время, в 1988 году, в СССР числилось всего 18 монастырей (из них 2 в РСФСР — не закрывавшийся Псково-Печерский, до 1940 года находившийся вне СССР, в независимой Эстонии, и открытая в 1946 году Троице-Сергиева лавра).
В 2008 году в Российской Федерации было 459 действующих монастырей (219 мужских и 240 женских), 196 подворий и 56 скитов. На 2020 год в России действовали 537 монастырей и пустыней, в том числе 31 ставропигиальный и 2 лавры.

## Алтайский край
- Богородице-Казанский монастырь (Коробейниково) (1994) — учреждён при восстановленном Казанском храме 1902—1904 годов.
- Знаменский монастырь (Барнаул) (1994) — учреждён при восстановленном Знаменском соборе 1858 года.
- Иоанно-Кронштадтский монастырь (Кислуха) (1996) — деревянный храм 2013 года
- Богоявленский монастырь (Камень-на-Оби) (1997) — учреждён при восстановленном Богоявленском храме 1902 года.
- Ксение-Покровский монастырь (Яровое) (1994) — каменные постройки 1992 года
- Макарьево-Покровский монастырь (Бийск) (1996) — храм 2005 года построен на месте Покровской церкви, снесённой в 1961 году.
- Свято-Димитриевский монастырь (Алейск) (1994)

Упразднены или утрачены:
- Казанско-Богородицкий монастырь (Барнаул) (1894) — каменное здание 1904 года сохранилось

## Амурская область
- Богородично-Албазинский Свято-Никольский монастырь (1908) — каменное здание 1916 года, деревянный храм 2011 года
- Святогорский Крестовоздвиженский монастырь (2016) — каменная церковь 2017 года
- Среднебельский Богородичный монастырь (2001) — каменная церковь 2014 года
- Троицкий монастырь (Троицкое) (2003) — каменная церковь 2018 года
- Тындинский Покровский монастырь (2002) — деревянный монастырь

## Архангельская область

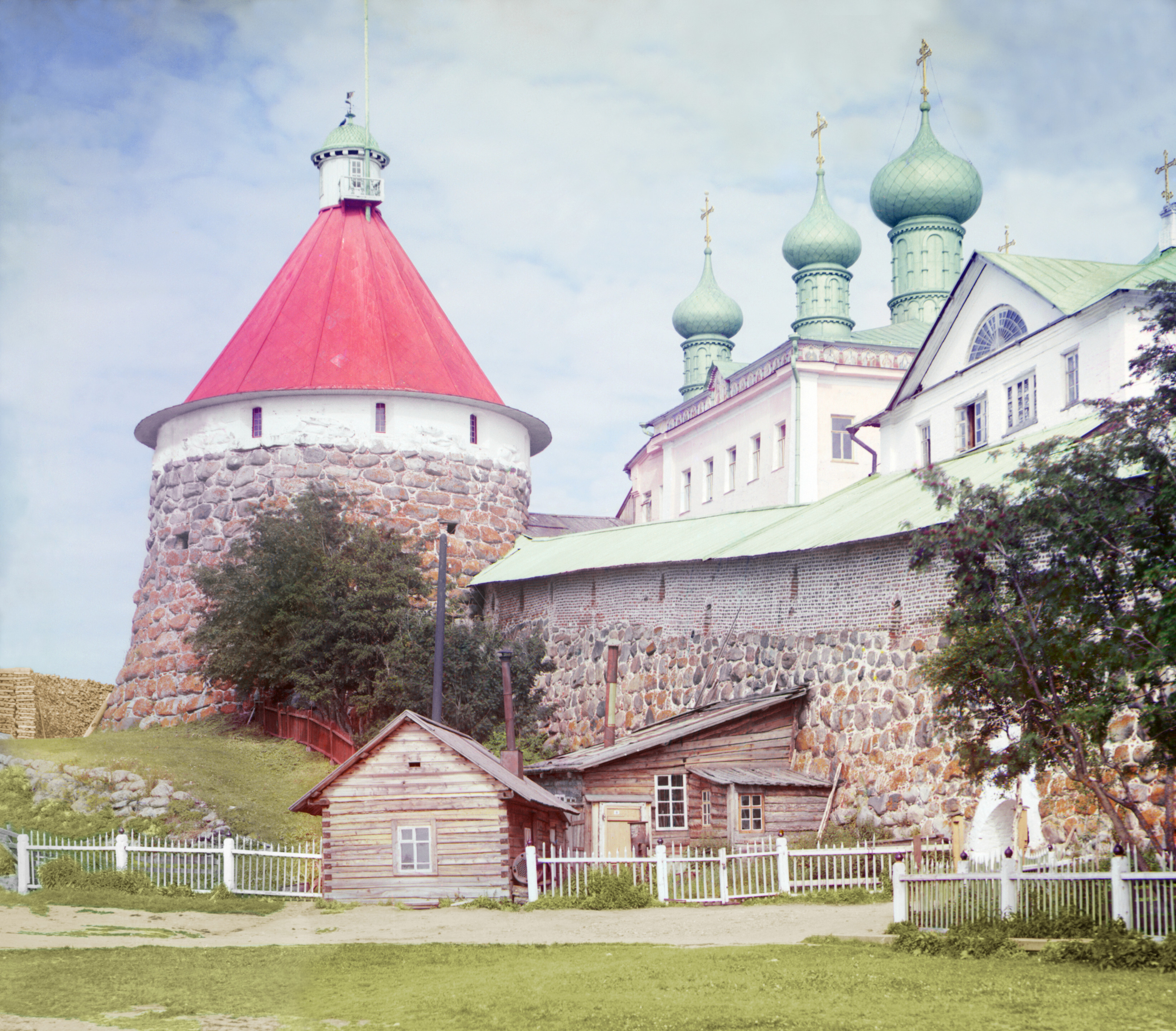
Соловецкий монастырь в 1915 году.
Фото С. М. Прокудина-Горского

- Александро-Ошевенский монастырь (1453) — каменные строения 1707—1834 годов.
- Антониево-Сийский монастырь (1520) — каменные постройки 1601—1686 годов.
- Артемиево-Веркольский монастырь (1635-49) — каменные постройки 1785—1909 годов.
- Иоанно-Богословский монастырь (Ершовка) (1996) — каменный храм построен в 2010 году.
- Иоанно-Богословский Сурский монастырь (1900) — каменные постройки 1891—1915 годов.
- Коряжемский Николаевский монастырь (1535) — каменные строения 1746—1912 годов, колокольня выстроена в 1998 году
- Соловецкий монастырь (1429) — каменные строения 1552—1860 годов.

Упразднены или утрачены:
- Кожеезерский монастырь (1565) — каменные постройки 1883—1908 годов без верхних ярусов
- Архангельская-Цилибинская пустынь (XVI) — упразднена к XVIII веку, каменная церковь 1713 года сохранилась
- Благовещенский Нижнетоемский монастырь (XVII)
- Борисоглебский монастырь (Сольвычегодск) (XV) — упразднён в XVII веке, каменные постройки 1757—1878 годов утрачены
- Важский монастырь (1426) — упразднён в 1764 году, каменная церковь 1802 года снесена в 1950
- Введенский монастырь (Сольвычегодск) (1565) — каменный храм 1693 года на реставрации
- Веретьевская (Веретенская) пустынь (XVII)
- Верхнетоемская Успенская Шоромская пустынь (XVI) — упразднена 1764 году, деревянные постройки утрачены
- Верхопаденская Николаевская пустынь (1656) — упразднена в 1764 году
- Верхошеремская Вознесенская пустынь (XVII) — упразднена в 1764 году
- Елгомская (Егломская) пустынь (XVII) — упразднена в 1764 году
- Ивановский Емецкий монастырь (XVI век) — упразднён в 1613 году
- Казаринова пустынь — упразднена в 1764 году
- Квалгозерская Иоанновская пустынь (1652) — упразднена в 1780 году
- Кевроло-Воскресенский монастырь (XIV) — упразднён в XVII веке
- Кенский Спасо-Преображенский монастырь (XVI) — упразднён в 1764 году, каменный храм 1867 года снесён в 1949 г.

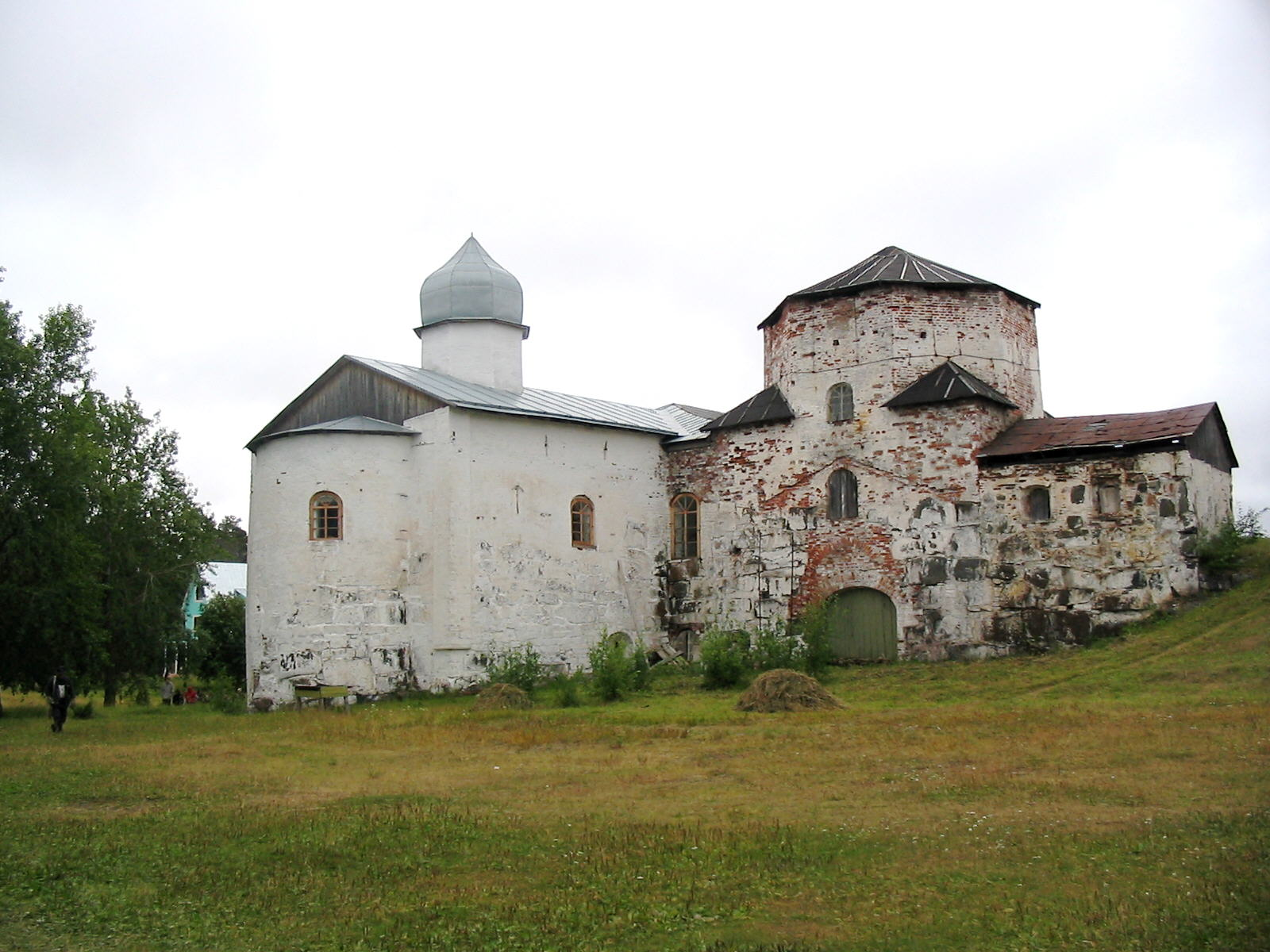
Церковь Рождества Богородицы, Онежский Крестный монастырь, остров Кий (Онежская губа Белого моря)

- Кирилло-Сырьинский Успенский монастырь (1657) — упразднён 1764 году, сохранилась деревянная церковь 1860-х годов.
- Кирилло-Челмогорский монастырь (1378) — каменные постройки 1809—1899 годов утрачены в 1932—1934 годах.
- Клоновская пустынь (XVI) — упразднена в 1764 году
- Кодлозерская Богоявленская пустынь (1618) — упразднена в 1764 году
- Красногорский Богородицкий монастырь (1606) — каменная церковь 1735 года сохранилась
- Крестный монастырь (1656) — каменные строения 1660—1753 годов находятся на реставрации
- Кривецкий Успенский монастырь (XVII) — упразднён в 1764 году, каменная церковь 1806 года утрачена [4]
- Курцевский Успенский монастырь (XVII)
- Ламбасская Преображенская пустынь (1615) — упразднена в 1777 году
- Лявленский Успенский монастырь — упразднён в 1765 году, сохранилась деревянная церковь 1584 года и каменная 1804 г.[5]
- Макариева Хергозерская пустынь (1630) — каменные строения 1790—1872 годов сохранились [6]
- Михаило-Архангельский монастырь (Архангельск) (XII век) — каменные постройки 1689—1744 годов снесены в 1930-х.
- Моржегорская Николаевская пустынь (XVII) — упразднена в 1764 году
- Наволоцкая Афанасьевская пустынь (XVII) — упразднена в 1764 году
- Наглимозерская пустынь (1642) — каменная церковь 1811 года утрачена в 1930-х
- Николо-Корельский монастырь (1410) — каменные постройки 1664—1700 годов находятся на реставрации
- Николаевский Чухченемский монастырь (XIV) — упразднён в 1764 году
- Пертоминский Спасо-Преображенский монастырь (1599) — каменные строения 1683—1814 годов утрачены, сохранились лишь башни ограды монастыря.
- Покровский Емецкий монастырь (ок. 1500) — деревянный монастырь сгорел в 1706 году, каменная церковь 1808 года сохранилась без верхних ярусов [7]
- Прилуцкий Николаевский монастырь (XVI век) — каменные строения 1746—1860 годов разрушены [8]
- Соезерская Троицкая пустынь (1639) — упразднённый в 1764 году деревянный монастырь, сохранилась ветхая церковь 1748 года.
- Спасо-Новоприлуцкий монастырь (1617) — упразднён в 1764 году
- Спасо-Озерская пустынь (XVII) — упразднена к середине XVIII века
- Спасо-Преображенский монастырь (Каргополь) (XVII) — каменный храм 1717 года утрачен
- Спасо-Преображенская Сойгинская пустынь (1537) — упразднена в 1791 году, каменные постройки 1710—1743 годов, из трёх церквей сохранилась одна.
- Спасская Боровинская пустынь (XVII) — упразднена в 1686 году
- Спасский Козьеручьевский монастырь (1617) — упразднён в 1764 году
- Сретенский монастырь (Сольвычегодск) (XVII) — упразднён в 1764 году
- Строкина пустынь (XVI)
- Троицкий Архангельский Телегов монастырь (1553) — упразднён в 1764 году
- Троицкая Кодемская пустынь (1590) — упразднена в 1764 году,  деревянные строения утрачены
- Троицко-Крествоздвиженская пустынь (XVII) — упразднена в 1764 году
- Тулгасская Свято-Троицкая пустынь (XVII)
- Турчасовская Благовещенская пустынь (XV)
- Уздринская Введенская пустынь (XVI) — упразднена с 1765 года, возобновлена в конце XIX в., каменная церковь 1820 года сохранилась без верхних ярусов [9][10]
- Успенский монастырь (Каргополь) (XVI) — каменные строения 1719—1882 годов [11]
- Усть-Илешская пустынь — упразднена в XVII веке
- Ущельский Иовский монастырь (1614) — деревянные строения утрачены
- Холмогорский Владимирский монастырь (XVII) — упразднен в 1687 году
- Холмогорский Успенский монастырь (1688) — каменные строения 1688—1887 годов на реставрации
- Христофорова-Богородицкая пустынь (1555) — упразднена в 1764 году, каменные постройки 1763—1907 годов, сохранившийся храм на реставрации
- Черевковская Троицкая пустынь (XVI) — упразднена в 1764 году
- Чирцова Свято-Троицкая пустынь (1576) — упразднена в XVII веке
- Шелексинская Николаевская пустынь (XVI)
- Шенкурский Свято-Троицкий монастырь (1637) — каменные постройки 1867—1881 годов сохранились
- Шидровская Сефтренская пустынь (XVI) — упразднена в 1764 году, каменная церковь 1872 года утрачена
- Юрьегорский Троицкий монастырь (Дамианова пустынь) (1626) — упразднен в 1764 году, деревянные постройки утрачены
- Ягрышская Пестова пустынь (XVI) — упразднена в 1764 году
- Ямецкий Благовещенский монастырь (XIV) — упразднён в 1764 году, сохранилась деревянная церковь 1725 года
- Яренгский Николаевский монастырь (XVI) — упразднён в 1764 году [12][13][14]

## Астраханская область
- Иоанно-Предтеченский монастырь (Астрахань) (1688) — каменные постройки 1697—1899 годов, из трёх храмов сохранился только один
- Христорождественский монастырь (Красный Яр) (2010) — учреждён при храме 2002 года, построенном на месте утраченной церкви 1764 года постройки

Упразднены или утрачены:
- Благовещенский монастырь (Астрахань) (1620) — каменные постройки 1641—1907 годов, в 1929-30 годах снесено здание собора, церкви и колокольня. В 2010-13 годах колокольня была восстановлена, ведётся реставрация
- Воскресенско-Мироносицкий монастырь (Зубовка) (1902) — каменные постройки 1896—1908 годов, сохранилось две церкви без верхних ярусов, собор утрачен.
- Высокогорская Успенско-Николаевская Чуркинская пустынь (XVI век) — каменные строения 1762—1860 годов, храмы утрачены в 1930-х
- Покрово-Болдинский монастырь (Астрахань) (1708) — каменные строения 1708—1908 годов, два храма и колокольня утрачены, сохранились две церкви.
- Спасо-Преображенский монастырь (Астрахань) (XVI век) — упразднён в 1873 году, каменные храмовые строения 1647—1757 годов утрачены, сохранилась лишь башня крепостной стены.
- Троицкий монастырь (Астрахань) (1568) — каменные постройки 1603—1748 годов восстановлены, статус культурно-исторического памятника федерального значения «Астраханский кремль».

## Белгородская область
- Борисовский Тихвинский монастырь (1714) — каменные строения 1738—1864 годов утрачены, с 2020 года ведётся строительство нового храма.
- Валуйский Успенский Николаевский монастырь (нач. XVII века) — каменные строения 1826—1913 годов, из трех храмов сохранился один
- Воскресенский монастырь Новый Иерусалим (Сухарево) (2001) — деревянный монастырь

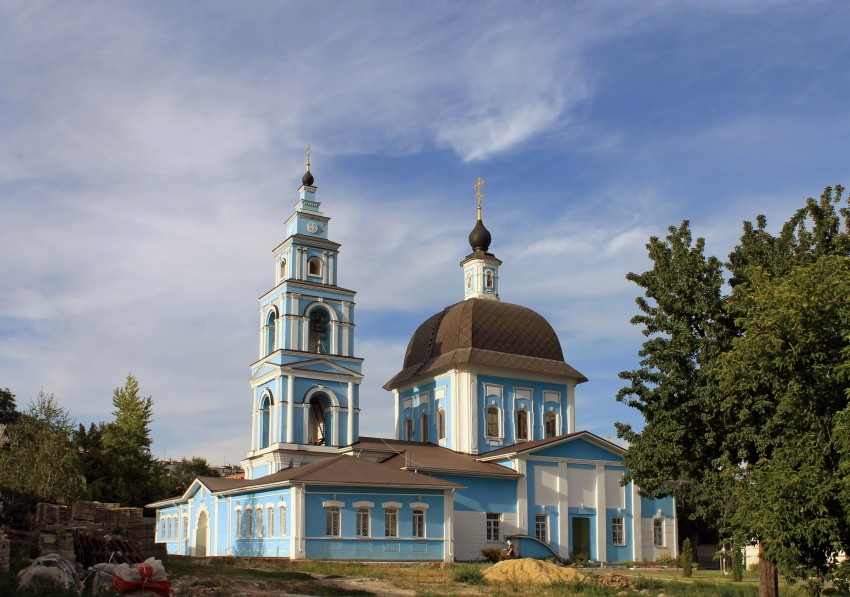
Марфо-Мариинский монастырь. Церковь Покрова Пресвятой Богородицы (Белгород)

- Воскресенский монастырь (Зимовеньки) (1999) — учреждён при восстановленной Воскресенской церкви 1911 года.
- Марфо-Мариинский монастырь (Белгород) (1999) — основан при двух восстановленных храмах 1703—1791 годов.
- Николо-Тихвинский монастырь (Пятницкое) (1889) — соборный храм снесён в 1920-х, другие постройки реставрируются.
- Холковский монастырь (ок. 1620) — пещерная обитель, упразднена в 1764 году, новые строения возведены в 1990—2000 годах.

Упразднены или утрачены:
- Белгородский Николаевский монастырь (1599) — упразднён в 1842 году, каменные постройки 1762—1838 годов утрачены[15]
- Знаменский Хотмыжский монастырь (Красный Куток) (1654) — упразднен в 1842 году, сохранилась церковь 1772 года.
- Монастырь Игнатия Богоносца — пещерная обитель
- Рождество-Богородицкий монастырь (Белгород) (1622) — каменные строения 1821—1838 годов, снесены в 1930—1950 гг.
- Троицкий монастырь (Белгород) (1833) — каменные строения 1707—1835 годов утрачены

## Брянская область
- Белобережская пустынь[16] (1714) — каменные постройки 1750—1878 годов, ни одно здание соборов или церквей не сохранилось.
- Горно-Никольский монастырь (2002) — каменные строения 1751—1870 годов
- Карачевский Воскресенский монастырь (XVI век) — каменные строения 1745—1822 годов, упразднён в 1764 году.
- Крестовоздвиженский Севский монастырь (2000) — учреждён при каменном храме 1808—1824 годов
- Николо-Одринский монастырь (XV век) — каменные строения 1710—1860 годов, соборный храм и колокольня снесены в 1928-30 годах.
- Петропавловский монастырь (Брянск) (1275) — каменные постройки 1702—1856 годов, один храм утрачен
- Площанская Богородицкая Казанская пустынь (1613) — каменные строения 1749—1815 годов, две снесённые церкви отстроены заново в 1998—2002 гг.
- Свенский монастырь (1288) — каменные постройки 1560—1758 годов. В 1930 году был взорван Успенский собор и снесена одна из трёх церквей с колокольней, утраченные здания отстроены заново в 2011—2019 годах.
- Свято-Никольский Клинцовский монастырь (2005) — учреждён при восстановленной церкви 1912 года, в  2016 году монастырь был преобразован в Архиерейское подворье [17]
- Свято-Успенский Клинцовский монастырь (2014) — учреждён на месте деревянного монастыря 1837—1928 годов, с 2019 года строиться каменный храм
- Севский Спасо-Преображенский монастырь (1636) — каменные сооружения 1717—1800 годов.
- Троицкий монастырь (Севск) (1519) — каменные постройки 1762—1872 годов.

Упразднены или утрачены:
- Благовещенский монастырь (Сураж) (1719) — упразднён в 1786 году
- Борщевская Николаевская пустынь (XVII) — упразднена в 1766 году
- Воскресенский монастырь (Брянск) (XVI век) — упразднён в 1766 году, каменная церковь 1741 года сохранилась и восстановлена [18]
- Введенский монастырь (Карачев) (1677) — упразднён в 1765 году, сохранилась каменная церковь 1686 года
- Георгиевский монастырь (Супонево) (XVI) — упразднён в XVII веке, каменная церковь 1831 года сохранилась и восстановлена
- Ильинский монастырь (Трубчевск) (1675) — деревянный монастырь упразднённый в 1767 году, каменный храм 1846-1899 годов сохранился и восстановлен
- Каменский Успенский монастырь (Забрама) (1687) — каменные строения 1779-1870 годов сохранились без верхних ярусов
- Клетневская Троицкая пустынь (1907) — постройки 1904 года[19].
- Климовский Покровский монастырь (1765) — каменные строения 1845—1892 годов, находятся на реставрации
- Климовский Казанский монастырь (1766) — деревянный старообрядческий монастырь, в 1850 году преобразован в единоверческий.
- Костянский Троицкий монастырь (XVII) — упразднён в 1786 году
- Красноборский Иоанно-Предтечев монастырь — деревянный старообрядческий монастырь, упразднён в 1928—1930 годах.
- Малино-Островский Рождество-Богородицкий монастырь (1767) — деревянный монастырь, сохранилась лишь небольшая каменная часовня 1907 года.
- Николо-Пустынский монастырь (Клинцы) (1744) — сохранилась деревянная церковь 1910 года без верхних ярусов
- Николаевский Каташинский монастырь (1692) — упразднён в 1786 году, каменные постройки 1699—1781 гг. взорваны в 1960 году.
- Печеницкий Успенский монастырь (1693) — деревянный монастырь, упразднён в 1786 году
- Покровский монастырь (Шуморово) — деревянный монастырь, упразднён в 1786 году
- Полбинская Предтечева пустынь (ок. 1700)[20] — упразднена в 1767 году
- Предтечев Песоцкий монастырь (Брянск) — упразднён в 1706 году[21]
- Пятницкий Молотьковский монастырь — упразднён в 1764 году
- Радогощская Спасская пустынь — упразднена в 1766 году
- Спасо-Поликарпов монастырь (1694) — упразднён в 1766 году, в 1862 году на месте каменной церкви 1697 года был возведён Покровский собор, снесён в 1968.
- Спасо-Преображенский монастырь (Трубчевск) (XVII) — упразднён в 1690 году, каменная церковь 1645—1760 годов полуразрушена
- Столбовский Николаевский монастырь — упразднён в 1764 году[22]
- Троицкий Никодимов монастырь (Злынка) — упразднён в 1830 году[23]
- Троицко-Покровский монастырь (Разрытое) (1904) — располагался в имении графа Василия Гудовича, каменном храме 1834 года, снесён в 1921
- Успенский монастырь (Рябцево) (1693) — деревянный монастырь
- Чолнский Спасский монастырь (XVI—XVII вв.) — каменные строения 1718—1817 годов, собор утрачен, церковь и колокольня без верхних ярусов.
- Яменская Предтечева пустынь — упразднена в 1764 году

## Владимирская область

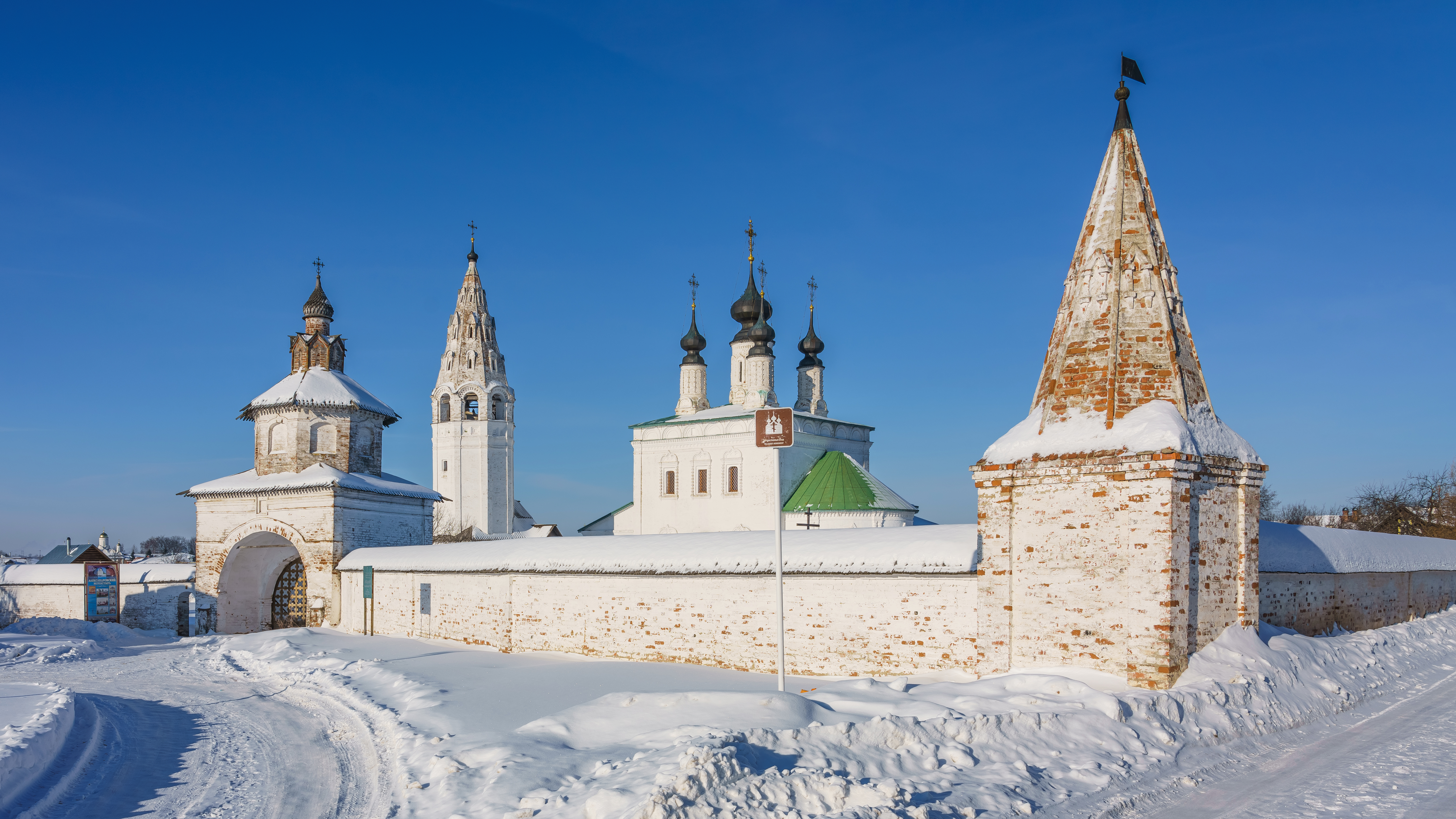
Александровский монастырь, Суздаль

- Алексиевский Константино-Еленинский монастырь (Владимир) (1362) — каменные строения 1770—1885 годов [24]
- Александровский монастырь (Суздаль) (1240) — каменные постройки 1695—1750 годов, упразднён в 1764 году.
- Благовещенский монастырь (Вязники) (1641) — каменные постройки 1683—1794 годов.
- Благовещенский монастырь (Киржач) (1358) — каменные постройки 1564—1866 годов, упразднен в 1764 году.
- Благовещенский монастырь (Муром) (1553) — каменные строения 1560—1812 годов.
- Боголюбский монастырь (1158) — каменные строения 1683—1866 годов.
- Богородице-Рождественский монастырь (Владимир) (1191) — первая каменная церковь построена в 1197 году,[25] другие постройки 1650—1866 гг. В 1930 году снесены собор и колокольня, отстроены заново в 2004—2011 годах.
- Богородице-Рождественский монастырь (Придорожный) (1897) — каменный храм 1912 года, колокольня 2010 года
- Богоявленский монастырь (Мстёра) (XVII) — первые каменные строения 1600—1887 годов
- Борисоглебский Муромский монастырь (XIV) — каменные постройки 1681—1699 годов
- Васильевский монастырь (Суздаль) (XIII) — каменные постройки 1670—1699 годов
- Введенский Никоновский монастырь (XVI) — каменные строения 1666—1826 годов
- Введенский Островской монастырь (1708) — каменные строения 1878—1894 годов
- Знаменский монастырь (Гороховец) (1598) — каменные строения 1720—1760 годов
- Зосимова пустынь (Владимирская область) (XVII) — каменные строения 1878—1899 годов
- Княгинин монастырь (1200) — первые каменные сооружения XIII века, храмовые постройки 1500—1789 годов
- Крестовоздвиженский монастырь (Муром) (XIII) — каменная церковь 1797 года снесена в 1930-х. В 2009 году поставлена каменная часовня.[26]
- Воскресенский монастырь (Муром) (XVII) — каменные постройки 1650-х годов

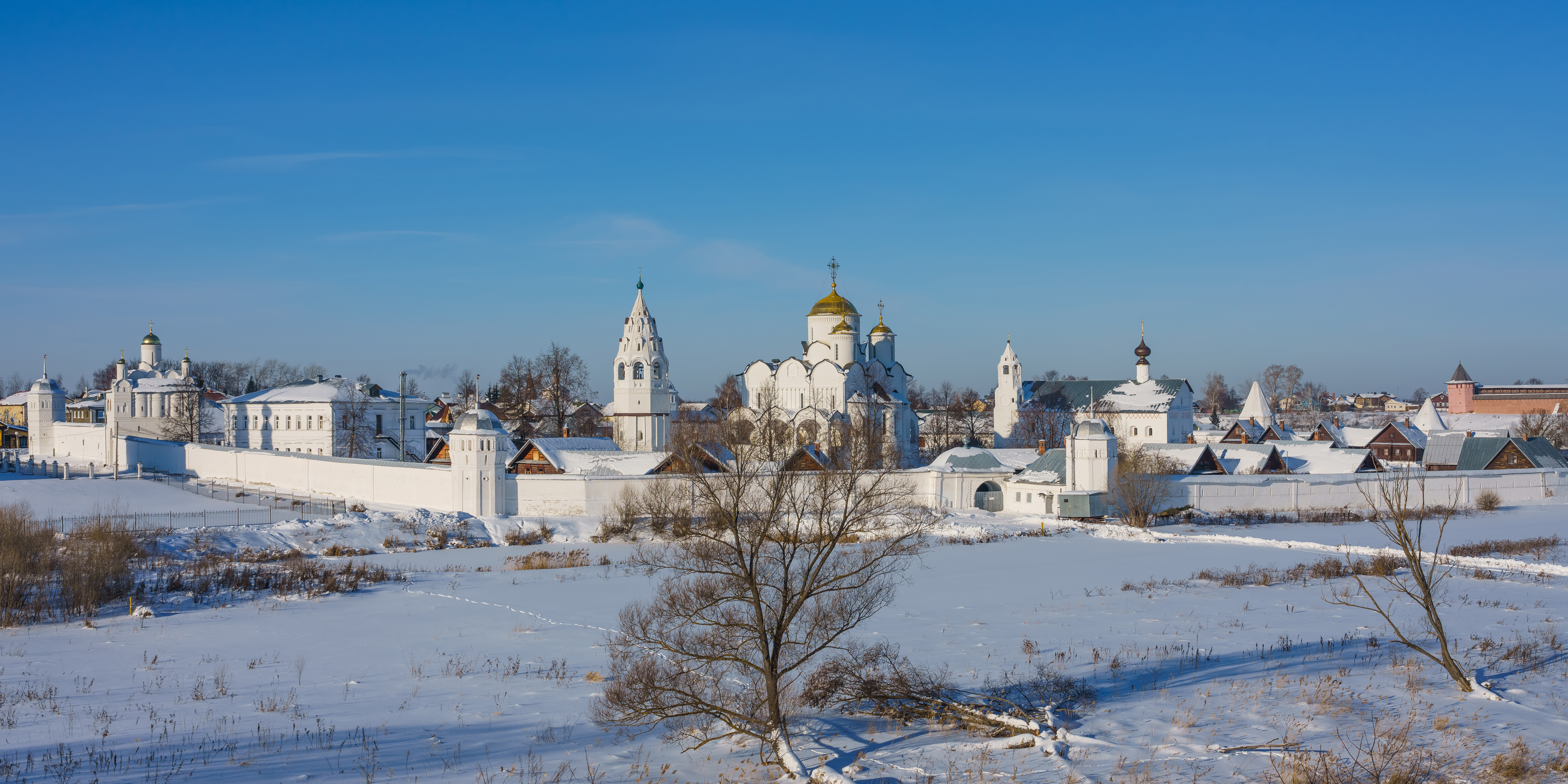
Покровский монастырь, Суздаль

- Космин Яхромский монастырь (XV) — каменные постройки 1657—1694 годов
- Лукианова пустынь (XVII) — каменные постройки 1684—1712 годов
- Монастырь Иоанна Милостивого (Мстёра)[27] (XVII) — каменные постройки c 1809 года
- Михайло-Архангельский монастырь (XIII) — каменные строения 1550—1670 годов
- Николо-Волосовский монастырь (XV) — каменные постройки с XVII века, сохранившиеся строения 1727—1763 годов
- Никольский монастырь (Гороховец) (XVII) — каменные постройки 1689—1716 годов
- Покровский монастырь (Суздаль) (1364) — каменные строения 1514—1712 годов
- Ризоположенский монастырь (XVI) — каменные строения 1560—1882 годов
- Скорбященский монастырь (1903) — каменные постройки 1834—1902 годов
- Спасо-Евфимиев монастырь (1352) — каменные постройки 1525—1850 годов
- Спасо-Преображенский монастырь (Муром) (XI) — каменные строения 1550—1895 годов, две церкви построены в 1996—2005 г.
- Сретенский монастырь (Гороховец) (1658) — каменные строения 1689—1869 годов
- Стефано-Махрищский монастырь (XIV) — каменные постройки 1793—1857 годов, одна из церквей и часовня построены в 1997—2013 г.
- Троицкий монастырь (Муром) (XVII) — каменные постройки 1643—1650 годов
- Успенский монастырь (Александров) (1651) — каменные строения 1510—1825 годов

Упразднены или утрачены:
- Борисоглебский монастырь (Кидекша)[28] (XII) — каменные постройки 1152—1780 годов на реставрации
- Благовещенский монастырь (Тимошкино) (XVI) — каменные постройки 1501—1833 годов сохранились
- Знаменский монастырь (Ковров) (1899) — каменный храм 1918 года на реставрации
- Петропавловский монастырь (Юрьев-Польский) (1874) — каменные постройки 1780—1902 годов сохранились

## Волгоградская область

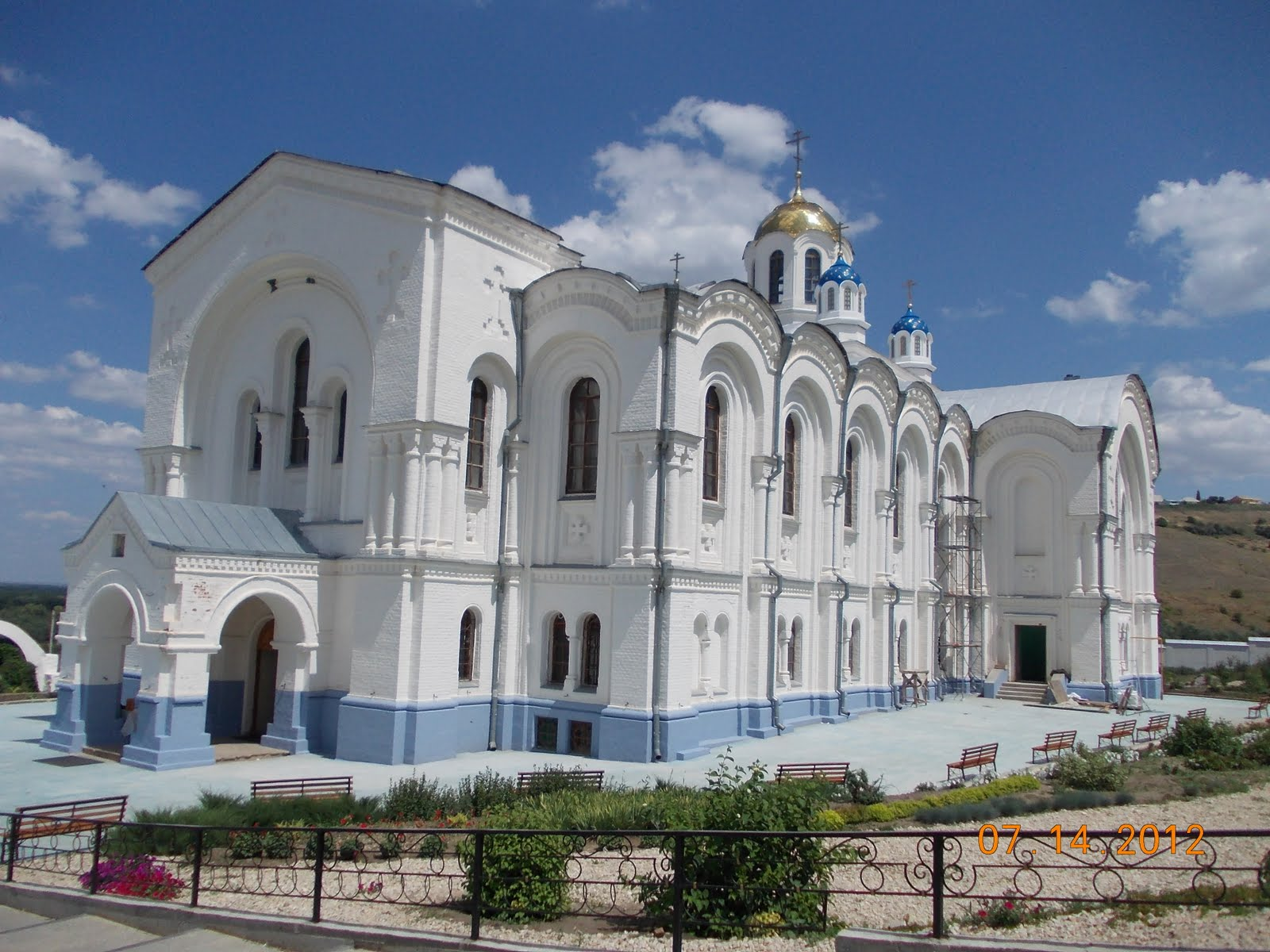
Усть-Медведицкий Спасо-Преображенский монастырь.

- Гавриило-Архангельский монастырь (Барбаши) (2005) — строения 2005—2008 годов
- Гусевский Ахтырский монастырь (1860) — каменная церковь 2001 года
- Каменно-Бродский Свято-Троицкий Белогорский монастырь (1860) — каменные строения 1869—1895 годов, один храм утрачен
- Монастырь в честь преподобных Германа и Сергия (2007) — церковь 2009 года
- Свято-Вознесенский Дубовский монастырь (1865) — каменные строения 1891—1897 годов, один храм утрачен
- Свято-Вознесенский Кременский монастырь (1693) — каменные строения 1782—1862 годов
- Свято-Духов монастырь (Волгоград) (1912) — каменные строения 1907—1913 годов, одна церковь утрачена
- Усть-Медведицкий Спасо-Преображенский монастырь (1652) — каменные строения 1752—1846 годов, к 2014—2015 годам были построены два храма, взамен утраченных

Упразднены или утрачены:
- Знаменский монастырь (Калач-на-Дону) (1880) — деревянные строения утрачены
- Сиротская пустынь Свято-Вознесенского Кременского мужского монастыря — пещерная обитель

## Вологодская область

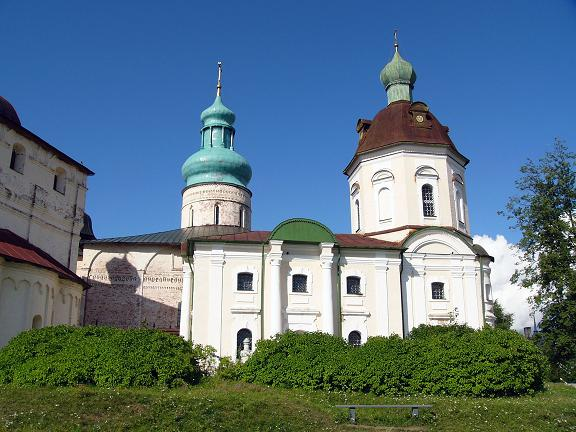
Кирилло-Белозерский монастырь, город Кириллов Вологодской области

- Александро-Куштская Успенская пустынь (1420) — упразднена в 1764 году, каменная церковь 1835 года сохранилась без верхнего яруса
- Горицкий Воскресенский монастырь (1544) — каменные постройки 1549—1832 годов
- Горне-Успенский монастырь (1590) — каменные постройки 1692—1880 годов
- Заоникиевская Богородице-Владимирская пустынь (1588) — каменные строения 1720—1886 годов, из двух церквей сохранился один храм без верхних ярусов.
- Кирилло-Белозерский монастырь (1397) — каменные строения 1496—1791 годов
- Нило-Сорская пустынь (1480) — каменные строения 1854—1866 годов
- Новолеушинский Иоанно-Предтеченский монастырь (2016) — каменные строения 1785—1810 годов без верхних ярусов и деревянная церковь 2008 года.
- Павло-Обнорский монастырь (1414) — каменные строения 1514—1870, из 4-х храмов осталась одна церковь без верхних ярусов.
- Спасо-Каменный монастырь (XVIII) — каменные постройки 1481—1543 годов, старейший храм утрачен.
- Спасо-Суморин монастырь (1554) — каменные строения 1689—1880 годов
- Спасо-Прилуцкий Димитриев монастырь (1380) — каменные строения 1542—1840 годов
- Троице-Благовещенская Синозерская пустынь (1596) — деревянные строения 2011 года
- Ферапонтов Белозерский монастырь (XV) — каменные строения 1490—1649 годов
- Филиппо-Ирапская Красноборская Троицкая пустынь (1517) — каменные строения 1699—1735 годов без верхних ярусов
- Череповецкий Воскресенский монастырь (XIV) — упразднён в 1764 году, каменные строения 1756—1761, из двух храмов один утрачен

Упразднены или утрачены:
- Авнежский Троицкий монастырь (1370) — упразднён в 1764 году, каменная церковь 1756 года утрачена, сохранилась лишь колокольня
- Агапитов Маркушевский Николаевский монастырь (1576) — упразднён в 1764 году, каменные постройки 1844—1869 годов утрачены.
- Александро-Коровина Троицкая пустынь (1530) — упразднена в 1722 году, каменная церковь 1823 года сохранилась
- Алмозерский Ильинский монастырь (XVI) — упразднён в начале XVII века, В 1816 году поставлена каменная церковь, сохранилась без верхних ярусов.
- Андозерский Успенский монастырь (Андогская пустынь) (XVI) — упразднён в 1764 году
- Андомский Николаевский монастырь (XVI) — каменная церковь 1811 года сохранилась без верхних ярусов.
- Антониева Введенская пустынь (XVI) — упразднена в 1662 году, каменная церковь 1846 сохранилась
- Арсениево-Комельский Ризоположенский монастырь (1539) — каменные постройки 1856—1865 годов
- Арсениево-Маслянская Одигитриевская пустынь (1529 год) — деревянные строения, закрыта в 1917 году
- Бабозерская Николаевская пустынь (1605) — упразднена в 1764 году, каменная церковь 1808 года сохранилась
- Белавинская Богоявленская пустынь (1630) — упразднена в 1764 году
- Белозерский Петропавловский монастырь (XVI) — упразднён после 1612 года, каменная церковь 1770 сохранилась, но в 1930-х снесены все купола.
- Богородицкая Тихвинская пустынь (1749) — каменная церковь 1755 года заброшена
- Борисо-Глебская пустынь (XVII) — упразднена в 1764 году
- Боровинская Спасская пустынь (1653) — упразднена в 1686 году, каменная церковь 1814 года сохранилась
- Вадбольская Георгиевская (Егорьева) пустынь (XVII) — упразднена в конце XVII века, каменная церковь 1770 года утрачена
- Важбахтская Пятницкая пустынь (XVII) — упразднена в 1764 году, из двух каменных церквей 1808—1814 годов сохранилась одна.
- Верхнетерменгская Воскресенская пустынь (XVII) — упразднена в конце XVII века, каменная церковь 1855 года сохранилась без верхнего яруса.
- Верхоситская Преображенская пустынь (XVII) — упразднена в 1764 году, каменная церковь 1862 года утрачена
- Вожеозерский Спасский монастырь (Чарондский) (1427) — упразднён в 1764 году
- Воздвиженский монастырь (Вологда) (XVII) — деревянный монастырь, упразднён после 1711 года.
- Вознесенский монастырь (Вологда) (1493) — деревянный монастырь, упразднён в конце XVI века.
- Воймангская пустынь (XVII) — не упоминается после 1688 года
- Ильинский монастырь (Кобылкин) (XVI) — каменные строения 1698—1780 годов, монастырь упразднён в 1738, обе церкви сохранились.
- Вондожская Богородицерождественская пустынь (XVII) — упразднена в 1764 году
- Воронинская Успенская пустынь (1524 год) — каменная церковь 1798 года утрачена
- Воскресенский монастырь (Воскресенское) (1371) — каменные строения 1813—1841 годов разрушены
- Выксинский Николаевский Азарьев монастырь (XVI) — упразднён в 1764 году, каменная церковь 1826 года разрушена к 1940-м и затоплена Рыбинским водохранилищем.
- Вытегорский Покровский монастырь (XVI) — каменные церкви 1780—1905 годов сохранились
- Герасимова пустынь (Троицкий монастырь у Кайсарова ручья) (1147) — каменная церковь 1717 года утрачена
- Герасимова Лешенская пустынь (XVII) — упразднена в середине XVIII века, две каменные церкви 1865—1892 годов затоплены в 1964 году Шекснинским водохранилищем.
- Голубинская Богородице-Рождественская пустынь (XVII) — упразднена в 1764 году
- Григориево-Пельшемский Лопотов монастырь (1426) — каменные постройки 1718—1879 годов, обе церкви полуразрушены
- Гурьева Шалочская Успенская пустынь (XVII) — упразднена в 1764 году, каменная церковь 1837 года утрачена
- Даниилов Шужгорский Спасо-Преображенский монастырь (XVI) — упразднён в 1764 году, каменная церковь 1755 года разрушена
- Дедова Троицкая пустынь (XVII) — упразднена в 1764 году, каменная церковь 1762—1770 годов утрачена
- Дионисиево-Глушицкий Покровский монастырь (1403) — упразднён в 1764 году
- Дионисиево-Глушицкий Сосновецкий Предтечев монастырь (1420) — каменные постройки 1745—1883 годов, храм утрачен
- Досифеева Троицкая пустынь (1582) — упразднена в 1764 году, каменная церковь 1804 года в 1940-х затоплена водами Рыбинского водохранилища.
- Дружинина Зосимо-Савватиевская пустынь (XVII) — упразднена в 1764 году
- Дуниловская Богородицкая пустынь (XVII) — упразднена в 1764 году, каменная церковь 1865 года сохранилась
- Дюдикова Предтеченская пустынь (XVI) — каменные церкви 1653—1748 годов утрачены
- Езовая Преображенская пустынь (XVI) — упразднена в 1756 году
- Ефремова Леванидовская Режская пустынь (XVIII) — каменные строения 1761—1886 годов, обе церкви сохранились, одна без верхнего яруса.
- Заозерская Введенская пустынь (1722) — упразднена в 1764 году, каменная церковь 1824 года сохранилась без верхних ярусов
- Златоустовская Ройская пустынь (XV) — упразднена в 1764 году, каменная церковь 1801 года затоплена Рыбинским водохранилищем, её колокольня возвышалась над поверхностью воды до 1997 года.
- Знамено-Филипповский Яиковский монастырь (XVII) — каменные строения 1735—1809 годов, церковь снесена в 1928
- Зосимо-Савватиевская Соловецкая пустынь (1618) — упразднена в 1764 году, две каменные церкви конца XVIII века и 1836 года сохранились без верхних ярусов.
- Зосимо-Савватиевская Брусенская пустынь (1554) — упразднена в 1690 году, каменная церковь 1805 года полуразрушена
- Зосимовская Ворбозомская Благовещенская пустынь (XVI) — упразднена в 1764 году, каменная церковь 1809 года полуразрушена
- Зубовская Николаевская пустынь (XVII) — упразднена в 1764 году, каменная церковь 1850 года сохранилась
- Игошевская Алексиевская пустынь (XVII) — упразднена к XVIII веку, каменная церковь 1868—1877 годов постройки сохранилась
- Иннокентиев Комельский Спасо-Преображенский монастырь (XVI) — упразднён в 1764 году, каменная церковь 1858 года утрачена.
- Иродионова Илоезерская Богородицерождественская пустынь (XVI) — упразднена в 1764 году, каменная церковь 1813 года сохранилась.
- Казанская на Климентовских озерах пустынь (1675) — упразднена в 1764 году
- Капитонова Княгинина Спасская пустынь (XVII) — упразднена в 1764 году
- Катромский Николаевский монастырь (XVI) — каменная церковь 1859 года разрушена
- Кирилло-Новоезерский монастырь (1517) — каменные строения 1649—1769 годов
- Корнилиево-Комельский монастырь (1497) — каменные строения 1599—1630 годов, из 4-х храмов и колокольни осталась одна полуразрушенная церковь.
- Ковжинский Николаевский монастырь (XV) — упразднён в начале XVIII века, каменная церковь 1800 года сохранилась.

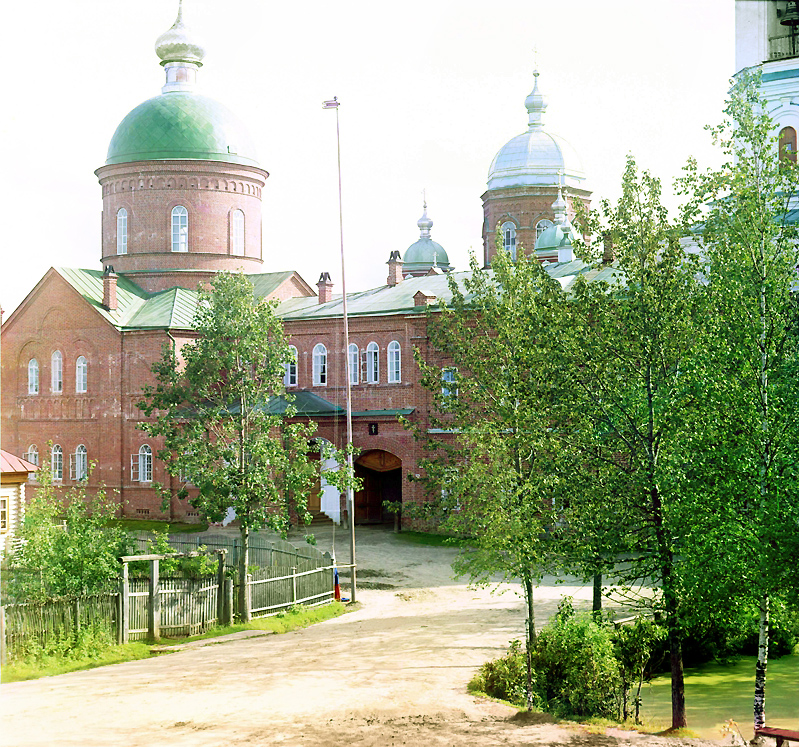
Леушинский Иоанно-Предтеченский монастырь

- Колповская Успенская пустынь — упразднена в 1764 году
- Коптева-Сретенско-Николаевская пустынь (XV) — упразднена в начале XVIII века, каменная церковь 1822 года утрачена.
- Кохтышская Иоанно-Богословская пустынь — упразднена в 1764 году
- Кубенская Преображенская пустынь (1690) — упразднена к середине XVIII века
- Курдюжская (Курьюжская) Николаевская пустынь (1553) — упразднена в 1764 году
- Куржинская Евфросинова Троицкая пустынь (XVII) — упразднена в XVIII веке
- Леушинский Иоанно-Предтеченский монастырь (1875) — каменные строения 1880—1906 годов утрачены, затоплены в 1940-х Рыбинским водохранилищем
- Лысогорский Пречистенский монастырь (1430) — упразднён к 1630 году, каменная церковь 1791 года снесена в 1959, церковь 1863 года восстановлена
- Лужандозерская Троицкая пустынь (XVI) — упразднена в 1764 году
- Макариевская Высокоезерская пустынь (XVII) — упразднена в 1764 году
- Михайло-Архангельский монастырь (Великий Устюг) (1212) — каменные строения 1653—1842 годов
- Моденский Николаевский монастырь (XVI) — каменные строения 1671—1802 годов, храм утрачен
- Мокрая Николаевская пустынь (XVI) — упразднена в 1764 году
- Никитский Белозерский монастырь (XV) — упразднён в 1764 году, каменная церковь 1810 года утрачена
- Николаевская Верхопежемская пустынь (XVI) — упразднена в 1764 году, сохранилась деревянная церковь 1722 года
- Николаевская Озерская пустынь (Стефанов-Комельский Николаевский монастырь) (XVI) — упразднён в 1764 году, каменная церковь 1741 года утрачена.
- Николаевская пустынь в Судбищах на Шексне (XV) — упразднена к XVIII веку
- Николаевский на Валухе монастырь (XVII) — не упоминается с XVIII века, каменная церковь 1755 года сохранилась.
- Ново-Николаевская пустынь на Колатице (XVII) — упразднена в 1682 году
- Озадский Николаевский монастырь (XVI) — упразднён к XVIII веку
- Орловский Троицкий монастырь (XV) — упразднён в XVII веке, каменная церковь 1809-1840 годов сохранилась.
- Парфеновский Богородицкий монастырь (1912) — каменный собор 1916 года сохранился
- Перцова Троицкая пустынь (1499) — упразднена к середине XVIII века, каменная церковь 1794 года разрушена
- Песочный (Песоцкий) Успенский монастырь (XVI) — упразднён в 1764 году, каменная церковь 1767 года сохранилась без верхнего яруса.
- Печенгский Спасо-Преображенский монастырь (1492) — упразднён в 1764 году, каменная церковь 1840—1855 годов утрачена
- Печенгская Спасская пустынь (1620) — упразднена в 1764 году
- Подболотная Архангельская пустынь (XVII) — упразднена в 1764 году, каменная церковь 1892 года полуразрушена
- Подольный Успенский монастырь (XVI) — упразднён в 1764 году, каменная церковь 1822 года сохранилась
- Пятницкая Кедринская пустынь (XVII) — упразднена в 1764 году, сохранилась деревянная церквушка 1881 года
- Рабангский Спасо-Преображенский монастырь (1447) — упразднён в 1764 году, каменная церковь 1744 года взорвана в 1937
- Ретчинская Богородицкая пустынь (XVII) — упразднена к 1760 годам
- Репная Спасская пустынь (XVII) — упразднена в 1764 году, каменная церковь 1853 года сохранилась
- Ржаницына Спасо-Преображенская пустынь (1630) — упразднена в 1764 году
- Рубежская (Рубенская) Троицкая пустынь (XVII) — упразднена в 1813 году, сохранилась деревянная церковь 1711-1890 годов.
- Святолуцкий Николаевский монастырь (XV) — упразднена в начале XVIII века, каменная церковь 1786 года утрачена
- Свято-Духов монастырь (Вологда) (XVII) — каменные строения 1654—1867 годов, один храм без верхних ярусов, второй утрачен.
- Семигородняя Успенская пустынь (XV) — каменные постройки 1755—1853 годов полуразрушены
- Сергиев Нуромский Спасо-Преображенский монастырь (1389) — упразднён в 1764 году, каменная церковь 1795 сохранилась
- Симоно-Воломская Крестовоздвиженская пустынь (XVII) — упразднена в 1764 году, каменная церковь 1760 года сохранилась без верхних ярусов.
- Спасогорский Троицкий монастырь (1716) — упразднён в 1764 году, каменная церковь 1716 года в руинах.
- Спасо-Евфимиев Сянжемский монастырь (1420) — упразднён в 1764 году, каменные строения 1759—1790 годов сохранились
- Спасо-Ломовский монастырь (Игнатиева Верхоломская пустынь) (XVI) — упразднён в 1764 году, каменная церковь 1827 года сохранилась
- Спасо-Маткозерская пустынь (XVII) — упразднена в 1764 году
- Становищская Николаевская пустынь (XVI) — упразднена в 1764 году, каменная церковь 1829 года утрачена.
- Сямский Богородице-Рождественский монастырь (1525) — каменные постройки 1764—1854 годов, храмы разрушены, сохранилась колокольня.
- Теплогорская Богородицкая пустынь (1643) — упразднена в 1764 году, каменная церковь 1741 года сохранилась без верхнего яруса

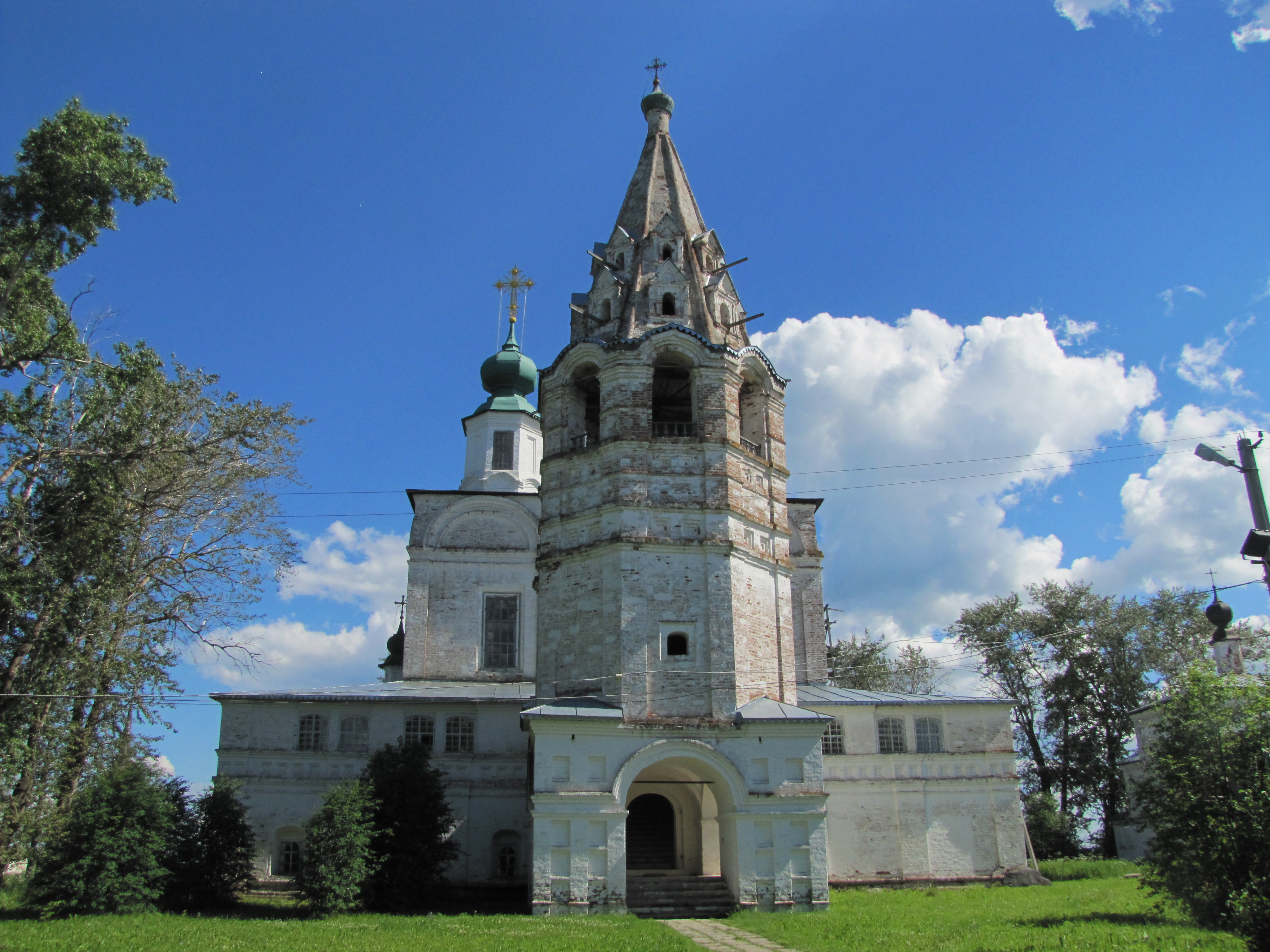
Колокольня Троицкого собора Троице-Гледенского монастыря

- Тиксненская Спасская пустынь (1603) — упразднена в 1764 году, каменные строения 1764—1781 годов разрушены
- Тотемский Богородицко-Владимирский монастырь (XVII) — упразднён в 1764 году, каменные постройки 1797—1856 годов утрачены
- Тошенская Ильинская пустынь (1613) — упразднена в начале XVIII века
- Троице-Гледенский монастырь (XII) — каменные строения 1659—1740 годов, статус музея-заповедника
- Усть-Ножемская Одигитриевская пустынь (XVI) — упразднена в 1764 году
- Усть-Стрелицкий Николаевский монастырь (XVI) — упразднён в XVIII веке
- Усть-Шехонский Троицкий монастырь (1251) — упразднён в 1764 году, каменная церковь 1757 года утрачена, храм 1788—1820 годов возвышается в зоне затопления Шекснинского водохранилища с 1961 года, в настоящее время уже полуразрушен.
- Устюжский Иоанно-Предтеченский монастырь (1262) — каменные постройки 1695—1919 годов, храмовые строения утрачены
- Устюжский Покровский монастырь (XV) — каменные постройки 1704—1888 годов, из двух церквей сохранилась одна.
- Устюжский Спасо-Преображенский монастырь (1422) — упразднён в 1764 году, каменные постройки 1697—1740 годов сохранились
- Федосеева Негренская Успенская пустынь (XVII) — упразднена в 1764 году
- Филаретова пустынь (XVI) — упразднена, вероятно, в XVII веке.
- Черноезерский Богородицкий монастырь (XVI) — каменную церковь начали строить в 1912 году, но после революции разобрали.
- Хабарова Петропавловская пустынь (Лобанова) (XVII) — упразднена в 1764 году
- Харитонцева Николаевская пустынь (XVII) — каменная церковь 1800—1849 годов полуразрушена
- Цывецкая Николаевская пустынь (1516) — упразднена в 1775 году
- Шухтовский Покровский монастырь (XVII)
- Югская Дмитриевская пустынь (XVI) — упразднена в 1764 году, каменная церковь 1835 года сохранилась.[29][30]

## Воронежская область

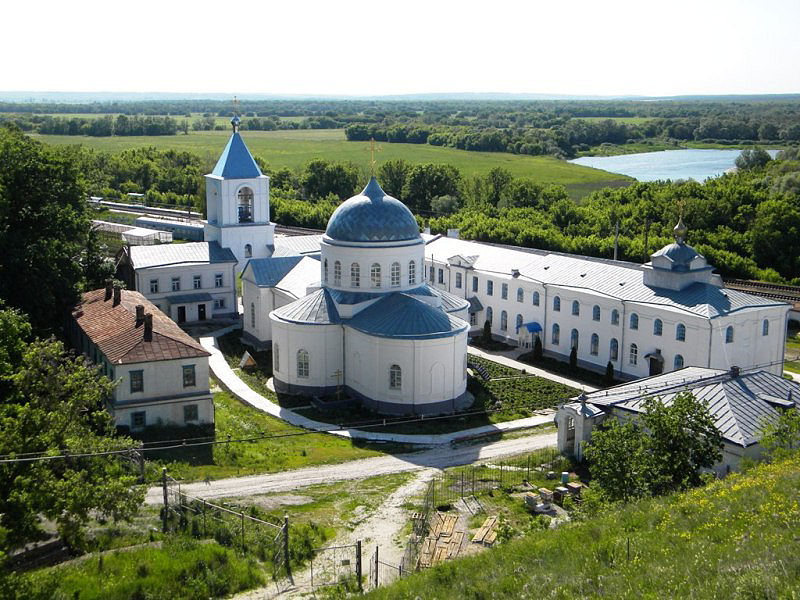
Дивногорский Успенский монастырь

- Алексеево-Акатов монастырь (1620) — каменные строения 1674—1880 годов
- Белогорский Воскресенский монастырь (1882) — пещерная обитель, храмовые строения 1874—1915 годов снесены в 1931 году
- Костомаровский Спасский монастырь (1999) — основан на месте пещерной обители, каменные постройки 2000—2005 годов.
- Дивногорский Успенский монастырь (1653) — каменные постройки 1663—1886 годов
- Серафимо-Саровский монастырь (Новомакарово) (1998) — каменные строения 1998—2004 годов
- Толшевский Спасо-Преображенский монастырь (1646) — каменные строения 1759—1865 годов

Упразднены или утрачены:
- Благовещенский Митрофановский монастырь (1836) — каменные постройки 1733—1839 годов разрушены во время Великой Отечественной войны и снесены в 1956-1965 гг.
- Борисоглебский Хренников Александро-Невский монастырь (1904) — каменная церковь 1904 года утрачена
- Борщевский Троицкий мужской монастырь (1613) — упразднен в 1764 году
- Землянский Знаменский монастырь (Стадница) (1868) — каменные храмовые постройки 1866—1897 утрачены
- Казанский Таволжанский монастырь (1884) — каменные строения 1869—1901 годов утрачены
- Коротоякский Вознесенский монастырь (XVII) — каменные строения 1764—1811 годов разрушены во время Великой Отечественной войны.
- Лысогорский Успенский монастырь (1895) — каменный храм 1901 года утрачен
- Ново-Донецкий Предтечев монастырь (1865) — каменные постройки 1845—1863 годов разрушены
- Покровский монастырь (Воронеж) (1623) — каменные строения 1790—1854 годов, из 4-х церквей сохранилась одна без верхних ярусов
- Семилукский Преображенский монастырь (1620) — упразднен в 1769 году, каменная церковь 1724 года утрачена
- Троицкая Лысогорская пустынь (Селявное) (XVII) — упразднена в 1764 году
- Троицкий Битюцкий монастырь (1693) — упразднен в 1764 году
- Успенская Донецкая пустынь (Монастырщина) (1669) — в 1711-1841 годах Азовский Иоанно-Предтеченский монастырь, каменная церковь 1735 года утрачена
- Шатрищегорский Спасо-Преображенский монастырь (XVII) — пещерная обитель, упразднена в 1764 году

## Еврейская автономная область
- Иннокентьевский монастырь (Раздольное) (2007) — деревянная церковь 2008 года

## Забайкальский край
- православные:

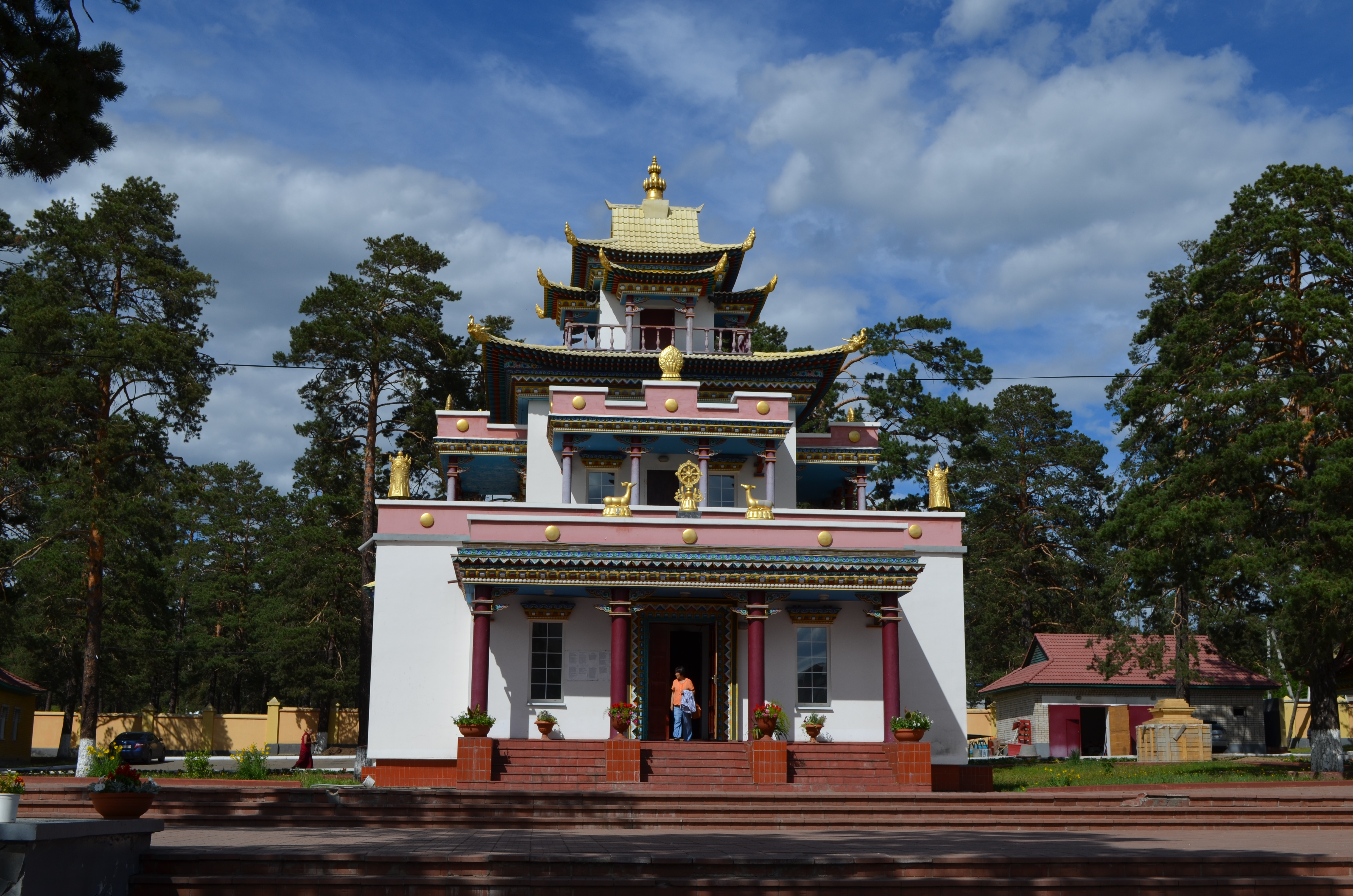
Читинский дацан

  - Атамановский Всехсвятский монастырь (2003) — каменный храм 2003 года
  - Читинский Успенский монастырь (2005) — деревянные строения
- буддийские дацаны:
  - Агинский дацан
  - Читинский дацан
  - Цугольский дацан
  - Угданский дацан
  - Узонский дацан
  - Зугалайский дацан

Упразднены или утрачены:
- Нерчинский Успенский монастырь (1664) — упразднен в 1773 году, каменный храм 1712 года сохранился
- Покровский монастырь (Чита) (1887) — деревянные строения утрачены
- Чикойский Иоанно-Предтеченский монастырь (1826) — деревянные строения утрачены

## Ивановская область
- Введенский монастырь (Иваново) (1991) — учреждён при храме 1907 года
- Воскресенский монастырь Ермолинской пустыни (1998) — учреждён при восстановленной церкви середины XVIII века [31]
- Воскресенско-Феодоровский монастырь (1889) — каменные строения 1732—1905 годов
- Золотниковская пустынь (1624) — каменные строения 1651—1657 годов, один храм утрачен
- Макариев-Решемский монастырь (XVII) — каменные строения 1767—1883 годов
- Монастырь Животворящего Креста Господня (Погост-Крест) (2011) — учреждён в каменной церкви 1776 года [32]
- Николо-Шартомский монастырь (XIV) — каменные строения 1651—1813 годов
- Николо-Тихонов монастырь (1498) — каменные строения 1680—1836
- Никольский монастырь (Приволжск) (1998) — учреждён при каменном храме 1779 года
- Святоезерская Иверская пустынь (XIV) — упразднён в 1764 году, каменные постройки 1781—1907 годов
- Успенский монастырь (Дунилово) (XVII) — упразднён в 1764 году, каменные постройки 1819—1850 годов [33]
- Успенский монастырь (Иваново) (1998) — учреждён при каменной церкви 1843 года, новые строения возведены в 2002—2018 годах
- Успенско-Казанский монастырь (Кузнецово) (1998) — каменные постройки 1775—1811 годов [34]

Упразднены или утрачены:
- Благовещенский монастырь (Дунилово) (XVII) — упразднён в 1764 году, каменные постройки 1675—1888 годов на реставрации
- Богоявленский монастырь (Юрьевец) (XVI) — упразднён в 1764 году, каменная церковь 1719 года сохранилась и восстановлена[35]
- Болдырева пустынь — упразднена в XVIII веке, каменная церковь утрачена [36]
- Борисоглебский монастырь (Шуя) (XVII)
- Борковская Троице-Николаевская пустынь (1650) — каменные постройки 1765—1774 годов сохранились, на реставрации[37]
- Введенский монастырь (Введенье) (XIV) — упразднён в 1764 году, каменные постройки 1807—1845 годов на реставрации
- Владимирский монастырь (Иваново) (1916) — каменный храм 1907 года сохранился и восстановлен
- Вознесенский монастырь (Кинешма) (XVII) — каменные постройки 1760—1779 годов сохранились
- Воробьёвская пустынь — синоним Успенского монастыря в Дунилово
- Воскресенский монастырь (Писцово) — каменный храм 1748 года сохранился [38]
- Всехсвятский Шуйский монастырь (1889) — каменные строения 1871—1901 годов, один храм утрачен, второй без верхних ярусов.
- Ломова пустынь (XVII)
- Никольский монастырь (Лежнево) (1898) — каменные постройки 1877—1911 годов сохранились [39]
- Никольский Строево-Горский монастырь (XVI) — упразднён в 1764 году, каменная церковь XVIII века сохранилась [40][41]
- Пушавинская пустынь — упразднена в 1765 году, каменные постройки 1717—1802 годов разрушены в 1950-х и затоплены водами Горьковского водохранилища.
- Спасский монастырь (Шуя) (XVII) — упразднён в 1764 году, каменные постройки 1847—1869 годов утрачены в 1930 году
- Спасо-Кукоцкий монастырь (XVII) — каменные строения 1673—1830 годов сохранились
- Спасо-Преображенский монастырь (Кинешма) (XV) — упразднён в 1764 году, каменный храм 1705 года сохранился и восстановлен
- Спасо-Преображенский монастырь (Плес) — упразднён в 1764 году, каменная церковь 1849 года сохранилась и восстановлена [42]
- Спасо-Преображенский монастырь (Юрьевец) (XVI) — упразднён в 1764 году, каменная церковь 1762 года утрачена в 1933 году[43]
- Рождественская на Нодоге пустынь (XVIII) — деревянные постройки утрачены
- Троицкий монастырь (Шуя) (XVI) — упразднён в 1765 году, каменная церковь 1829 года утрачена [44]
- Троицкий Кривоезерский монастырь (1643) — каменные строения 1735—1827 годов разрушены в 1950-х и затоплены водами Горьковского водохранилища.
- Тихвинская Мячева Пустынь (XVII) — упразднена до 1762 года, каменная церковь 1796 года снесена в 1950-х
- Успенский монастырь (Кинешма) (1896) — деревянные строения, утрачены

## Иркутская область
- православные:
  - Знаменский монастырь (Иркутск) (1689) — каменные постройки 1762—1818 годов
- буддийские дацаны:
  - Аларский дацан
  - Усть-Ордынский дацан
  - Унгинский дацан

Упразднены или утрачены:
- Вознесенский монастырь (Иркутск) (1669) — каменные постройки 1767—1837 годов, из четырёх церквей сохранилась одна
- Князе-Владимирский монастырь (Иркутск) (1903) — каменный храм 1895 года сохранился и восстановлен
- Усть-Киренский Свято-Троицкий монастырь (1663) — каменная церковь 1784—1817 годов полуразрушена

## Калининградская область
- Свято-Никольский монастырь (Калининград) (1996) — учреждён при каменном храме 1986 года
- Свято-Елисаветинский монастырь (Калининград) (2001) — каменные строения 2001—2006 годов
- Монастырь Божией Матери Державная (2009) — каменная церковь 2006 года

## Калужская область
- православные

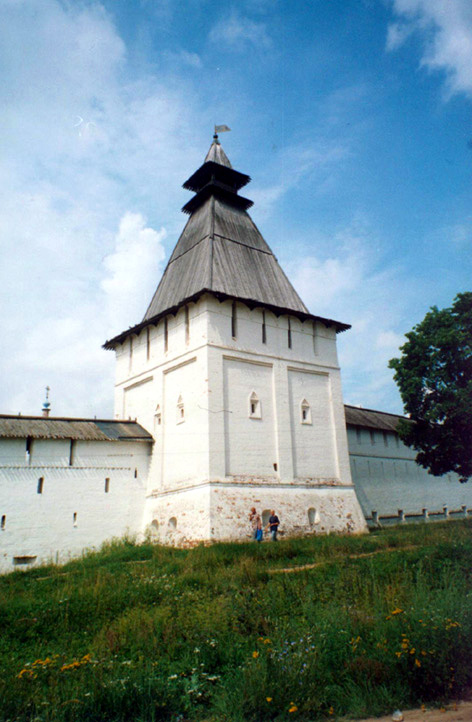
Пафнутьево-Боровский монастырь. Башня ограды

  - Белокопытовский Казанский Боголюбивый монастырь (1892) — каменный храм 1890 года разрушен в 1943 году и снесён в августе 1956-го, новые деревянные постройки 2016 года.
  - Богородице-Рождественская пустынь (Барятино) (1995) — каменная церковь 1796 года и строения 2011 года
  - Казанская Амвросиевская пустынь (1884) — каменные строения 1890—1902 годов и постройки 1996—2008 годов
  - Калужский монастырь Божией Матери (2017) — учреждён при восстановленной церкви 1760 года
  - Крестовский монастырь (1870-е) — каменные постройки 1830—1854 годов, храм утрачен, деревянная церковь 2012 года
  - Лаврентьев монастырь (XVI) — каменные постройки 1650—1825 годов, утраченные храмы отстроены заново к 2017 году
  - Николаевский Черноостровский монастырь (XVI) — каменные строения 1814—1843 годов и 2003—2018 гг.
  - Оптина пустынь (XV) — каменные строения 1689—1874 годов и новые постройки 1998—2007 годов
  - Пафнутьево-Боровский монастырь (1444) — каменные строения 1467—1838 годов
  - Свято-Георгиевский Мещовский монастырь (XVII) — каменные строения 1691—1889 годов и 2007—2012 гг.
  - Свято-Успенский Гремячев монастырь (XVI) — каменные постройки 1673—1701 годов
  - Спаса Нерукотворного пустынь (Клыково) (2001) — каменная церковь 1829 года и новые постройки 2013—2017 годов
  - Спасо-Преображенский Воротынский монастырь (1500) — каменные строения сер. XVI—XVIII веков
  - Тихонова Успенская пустынь (XV) — каменные постройки 1677—1904 годов
  - Успенская Феклина пустынь (Сенино) (2016) — каменный храм 1878—1917 годов и новые строения 2016—2019 годов
- католические

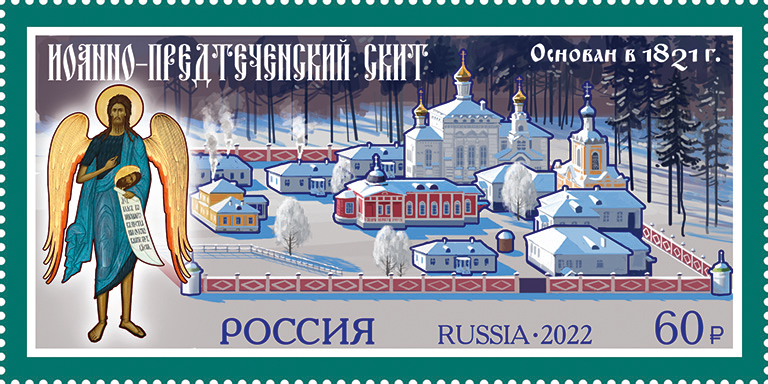
Почтовая марка 2022 год. Серия «Монастыри Русской православной церкви». Иоанно-Предтеченский скит при ставропигиальном мужском монастыре Введенская Оптина пустынь

  - Почтовая марка 2022 год. Серия «Монастыри Русской православной церкви». Иоанно-Предтеченский скит при ставропигиальном мужском монастыре Введенская Оптина пустыньМонастырь Матери Божией Ангельской (Калуга) (1996) — католическая община францисканцев

Упразднены или утрачены:
- Боровский Покровский монастырь (старообрядческий) (2005) — существовавшая до 2016 года община, учреждённая в храме 1912 года.
- Благовещенская пустынь (XV) — каменная церковь 1777 года, сохранилась без верхних ярусов
- Вознесенский монастырь (Козельск) (1499) — каменные постройки 1620—1835 годов, из двух храмов и колокольни сохранился один
- Воротынский Архангельский монастырь (XVII) — деревянные постройки
- Высоко-Покровский Боровский монастырь (XIV) — упразднён в 1764 году, сохранилась деревянная церковь 1621 года
- Дорогошанский Троицкий монастырь (1651) — каменная церковь 1670 года утрачена в 1942 году, во время Великой Отечественной войны.
- Жиздринская Мелхиседекова пустынь (1837) — каменная церковь 1916 года утрачена
- Жиздринский Троицкий монастырь (XVI) — упразднён в 1740 году после пожара, каменная церковь 1886 года утрачена
- Казанский монастырь (Калуга) (XVII) — каменные постройки 1645—1903 годов, находится на реставрации
- Медынская Николо-Печерская община (Муковниво) (1896)
- Медынская Скорбященская община (Булгаково) (1902)
- Монастырь Божией Матери «Отрада и утешение» (1913) — был учреждён при каменной церкви 1780 года П.Е. Демидова[45], снесённой в 1933 году.
- Перемышльский Николаевский Резванский монастырь (XVI) — упразднён в 1764 году, каменная церковь 1703 года взорвана в 1942 г.[46]
- Перемышльский Рождественский (Георгиевский) монастырь (XVI) — упразднён в 1764 году, каменная церковь 1635—1640 годов восстановлена
- Свято-Николаевский монастырь (Товарково) (1898) — деревянные постройки утрачены
- Тарусский Троицкий монастырь (Чаусово) (1894) — каменный собор заложен в 1907 году и разрушен после 1918, к 2017 году поставлена каменная церковь
- Троицкий Лютиков монастырь (XVI) — каменные строения XVI—XVII веков утрачены, с 2015 года ведётся строительство нового храма[47]
- Успенский монастырь (Рыжково) (XVI)
- Успенский Ферапонов монастырь (Боровенск) (XV) — упразднён в 1764 году, каменный храм 1754 года на реставрации
- Шаровкин Успенский монастырь (XVI) — упразднён в 1766 году, каменные постройки 1550—1720 годов находятся на реставрации[48]
- Юхновский Казанский монастырь (XVI) — каменные постройки 1743—1763 годов, все три храма утрачены[49][50].

## Камчатский край
- Казанский монастырь (Мутной) (2001) — деревянный монастырь
- Камчатский Пантелеимонов монастырь (2007) — каменный храм 2013—2019 годов
- Паратунский Всехсвятский скит (2002)

## Кемеровская область
- Иверский монастырь (Ленинск-Кузнецкий) (2017) — каменные постройки 2006—2017 годов
- Свято-Пантелеймоновский монастырь (Безруково) (2007) — каменный храм 2005 года
- Свято-Успенский монастырь (Елыкаево) (2008) — каменные постройки 1996—2008 годов
- Серафимо-Покровский монастырь (1992) — каменная церковь 1991 года

Упразднены или утрачены:
- Христорождественский монастырь (Новокузнецк) (1648) — упразднён в 1769 году, деревянные постройки утрачены.

## Кировская область

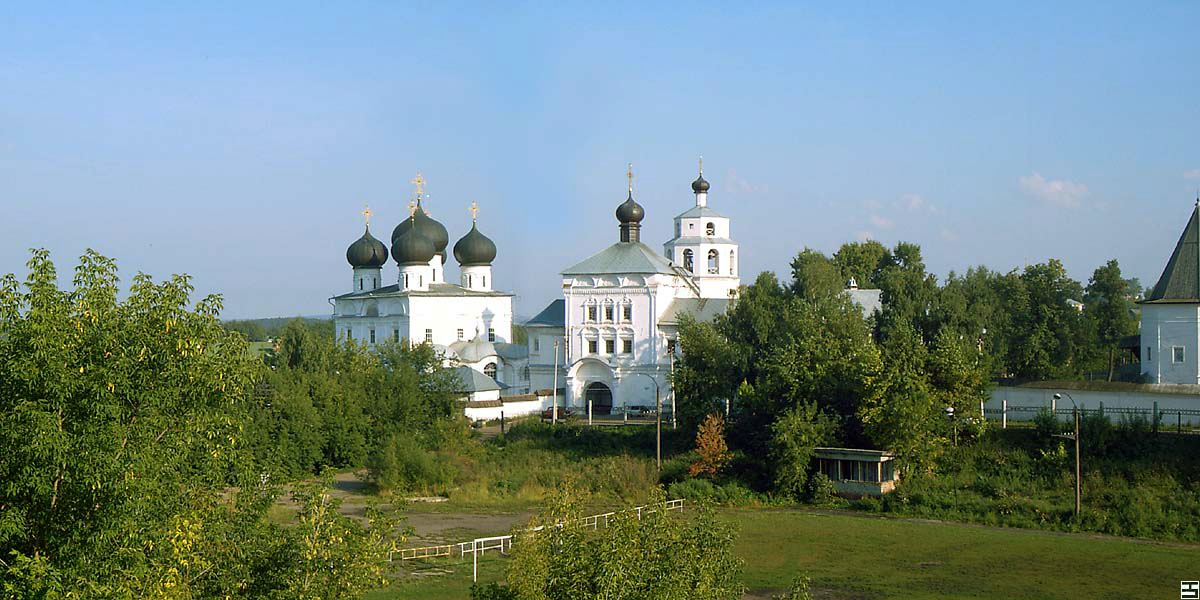
Успенский Трифонов монастырь, город Киров

- Вятский Преображенский монастырь (1624) — каменные постройки 1696—1882 годов
- Николо-Великорецкий монастырь (2004) — учреждён при восстановленном храмовом комплексе 1749—1860 годов
- Никольский монастырь (Николаевское) (1995) — учреждён при церкви 1903 года
- Пиксурский Владимирский монастырь (1996) — учреждён при церкви 1899 года
- Слободской Христорождественский монастырь (XVII) — каменные постройки 1740—1899 годов, один храм утрачен
- Успенский Трифонов монастырь (1580) — каменные постройки 1689—1728 годов
- Христорождественский Иверский монастырь (1996) — каменные постройки 1996—2006 годов
- Христорождественский Богородичный монастырь (Вятские Поляны) (1997) — каменная церковь 2006 года, учреждён в память об деревянном монастыре, существовавшем здесь с XVI века и сгоревшем со всем селом в 1783 году.

Упразднены или утрачены:
- Арбажский Александринский монастырь (1901) — деревянные постройки утрачены
- Введенский Кобрский монастырь (XVII) — упразднён в 1764 году, каменная церковь 1806 года на реставрации
- Верхомоломская Николаевская пустынь (Нижний Починок) (1663) — упразднена в 1764 году, сохранилась деревянная церковь 1716 года и каменная церковь 1835 года без верхнего яруса, колокольня 1859 года утрачена.
- Верховятский Екатерининский монастырь (XVI) — упразднён до 1762 года, деревянные постройки утрачены
- Верхочепецкий Крестовоздвиженский монастырь (1602) — сгорел в 1769 году, с 1775 года переведён в Слободской Богоявленский монастырь
- Воздвиженский Домнушкин монастырь (1914) — деревянные постройки утрачены
- Жерновогорская Предтеченская пустынь (1594) — между 1668 по 1690 годами переведён в Кукарский Покровский монастырь
- Знаменско-Мариинский монастырь (1888) — каменный храм 1894 года утрачен в 1950-х
- Истобенский Троицкий монастырь (1595) — упразднён в 1771 году, каменный храм 1808 года восстановлен
- Кайгородская Сретенская Сырьинская пустынь (XVII) — упразднена в 1723 году
- Кайгородская Успенская пустынь (1676) — упразднена в 1764 году
- Котельничский Введенский монастырь (1676) — упразднён в 1764 году
- Котельничский Предтеченский монастырь (1613) — упразднён в 1764 году
- Кукарский Покровский монастырь (XVII) — упразднён в 1764 году, каменная церковь 1700—1720 годов сохранилась и восстановлена
- Кукарский Успенский монастырь (1678) — упразднён в 1740 году, каменные постройки 1788—1867 годов, церковь сохранилась и восстановлена
- Куринский Михаило-Архангельский монастырь (1676) — деревянный монастырь, упразднён в 1764 году[51]
- Лальский Михаило-Архангельский монастырь (1700) — каменный храм 1748 года утрачен
- Мысовско-Козельщанская община (1913) — каменный храм 1913 года утрачен
- Раифская Богоявленская пустынь (Пышак) (1690) — упразднена в 1724 году[52]
- Свято-Никольский монастырь (Кирово-Чепецк) (2004) — учреждён в бывшем больничном комплексе, упразднён в 2015 году
- Свято-Троицкий Александро-Невский монастырь (Киров) (1994) — учреждён в каменном храме 1775 годов и церкви 1990 года, упразднён в 2005 году
- Слободской Богоявленский монастырь (1599) — упразднён в 1775 году, каменные постройки 1698—1873 годов, из пяти храмов сохранилась одна церковь[53][54]
- Спасо-Орловский монастырь (1693) — каменные постройки 1709—1824 годов, сохранился один храм, другая церковь и колокольня утрачены
- Троицкий монастырь (Санчурск) (XVIII) — каменная церковь 1817 года утрачена
- Троицкий Холуницко-Верховятский монастырь (1594) — упразднён в 1764 году
- Усть-Святицкий Спасский монастырь (XVII)
- Устьнедумский монастырь (Озерская) (1608) — упразднён в 1764 году, каменная церковь 1763 года восстановлена
- Филейский Александро-Невский монастырь (1889) — каменный храм 1916 года утрачен
- Чепочкин Спасский монастырь (1622) — упразднён в 1764 году, каменная церковь 1718 года утрачена в 1960-х
- Хлыновский Подгородный Богословский монастырь (1718) — упразднён в 1764 году
- Хлыновский Успенский монастырь — синоним Успенского Трифонова монастыря
- Яранский Владимирский Новодевичий монастырь (XVII)
- Яранский Вознесенский монастырь (1652) — упразднён в 1765 году, каменная церковь XVII века сохранилась и восстановлена
- Яранская Преображенская пустынь
- Яранский Пророчицкий монастырь (1899) — деревянные постройки утрачены.[55][56][57]

## Костромская область

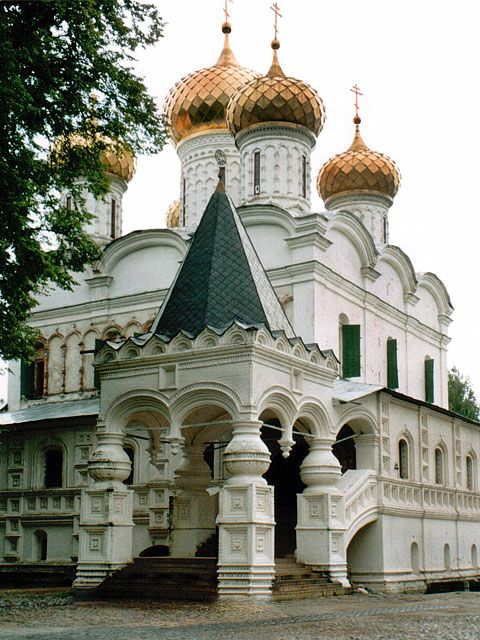
Троицкий собор, Ипатьевский монастырь, Костромская область

- Авраамиев Городецкий монастырь (XIV) — каменные постройки 1632—1867 годов
- Богоявленско-Анастасиин монастырь (1426) — каменные постройки 1565—1869 годов
- Знаменский монастырь (Кострома) (1993) — учреждён при Знаменской церкви 1802 года
- Ипатьевский монастырь (XIV) — каменные строения 1560—1864 годов, утраченный храм восстановлен к 2015 году
- Макариево-Писемский Спасо-Преображенский монастырь (XV) — каменная церковь 1821 года и деревянный храм 1905 года
- Макарьево-Унженский монастырь (1439) — каменные постройки 1670—1735 годов
- Монастырь Святых Царственных страстотерпцев (Домнино) (2004) — учреждён в церкви 1827 года
- Паисиево-Галичский Успенский монастырь (XIV) — каменные строения 1646—1650 годов
- Предтеченский Иаково-Железноборовский монастырь (XIV) — каменные строения 1757—1811 годов
- Троице-Сыпанов Пахомиево-Нерехтский монастырь (XIV) — каменные строения 1678—1780 годов
- Успенская Тетеринская пустынь (1993) — учреждена в восстановленной церкви с колокольней 1725-1820 годов.

Упразднены или утрачены:
- Авраамиев Заозерский монастырь (XIV) — каменные постройки 1760—1764 годов на реставрации
- Александрова-Спасская на Воче пустынь (XVI) — упразднена в 1764 году, каменный храм 1792 года сохранился [58]
- Благовещенский монастырь (Унорож) (XV) — упразднён до 1764 года, каменная церковь 1814 года сохранилась[59]
- Благовещенский Ферапонтов монастырь (Адрианова пустынь) (XVI) — упразднён в 1764 году, каменная церковь 1798 года на реставрации[60]
- Боголюбский монастырь (Вешка) (1893) — каменные постройки 1884—1904 годов, храмовые строения утрачены
- Богородицко-Казанская пустынь — упразднена в 1764 году
- Богородицкий Игрицкий монастырь (1624) — каменные постройки 1689—1839 годов, из 4-х храмов сохранился один без верхних ярусов
- Богородицкий Федоровский монастырь (1872) — каменные постройки 1878—1900 годов, из четырёх храмов сохранился один без верхних ярусов
- Брылеева пустынь (XV) — деревянные строения утрачены
- Владимирский Сретенский монастырь (1634) — упразднён в 1764 году, каменная церковь 1685 года сохранилась и восстановлена [61]
- Вознесенский монастырь (Кострома) (XVII) — упразднён в XVII веке
- Воскресенский монастырь (Солигалич) (XIV) — каменные постройки 1669—1681 годов сохранились
- Георгиевский монастырь на Ноле (Старый Георгий) (XV) — каменная церковь 1804 года сохранилась
- Жуково-Богородицкая пустынь (1514) — упразднена в 1764 году, каменная церковь 1802 года утрачена в 1960-х, сохранилась колокольня [62][63]
- Зачатиевский монастырь (Рыбная слобода) (XVI) — упразднен в 1759 году, каменная церковь 1799 года утрачена
- Ильинская Яблонская пустынь (XVII) — упразднена в 1764 году, каменная церковь 1720 года разрушена в 1950-х [64]
- Карпищева пустынь (1635) — каменные строения 1701—1818 годов, один из храмов сохранился [65]
- Космо-Дамиановский монастырь (Галич) (XVI) — упразднён в 1764 году, каменная церковь 1755 года сохранилась и восстановлена[66]
- Крестовоздвиженский Анастасин монастырь (Кострома) (XV) — каменные строения 1700-х годов утрачены
- Крестогорская Тихонова пустынь (1679) — упразднена в 1764 году
- Николо-Надеевская пустынь (XVI) — каменные постройки 1838—1867 годов утрачены
- Николаевский Староторжский монастырь (Галич) (XVI) — каменные постройки 1833—1859 годов, один храм утрачен, собор восстанавливается
- Николаевская пустынь (Кажирово) (1423) — упразднена в 1764 году, каменная церковь 1836 года восстановлена[67]
- Никола-Пустынь — упразднена в 1764 году, каменная церковь XIX века сохранилась[68]
- Ново-Словинская пустынь (1629) — упразднена в 1764 году, каменные постройки 1802—1892 годов сохранились [69]
- Рождественский монастырь (Мелешино) (XIV) — каменная церковь 1807 года сохранилась
- Рождественский монастырь (Солигалич) (XVII) — каменные постройки 1668—1887 годов, церковь 1805 года сохранилась и восстановлена
- Рождественский монастырь (Парфеньево) (XVII) — каменная церковь 1842 года сохранилась
- Спасо-Запрудненский монастырь (XIII) — каменная церковь 1754 года сохранилась и восстановлена
- Спасо-Подвязный монастырь — упразднён в 1691 году, каменная церковь 1738 года утрачена [70]
- Спасский монастырь (Галич) (1332)
- Тихонов монастырь (Кострома) — упразднён в XVII веке
- Троицкий монастырь (Сумароково) (1893) — каменные строения 1849—1895 годов сохранились, один из трёх храмов утрачен, начата реставрация
- Успенская Княжая пустынь (1719) — упразднена в 1764 году, каменная церковь 1842 года сохранилась без верхних ярусов
- Фроловский монастырь (XVI) — упразднён в 1764 году, каменная церковь 1814 года утрачена в 1930-х [71][72][73]

## Краснодарский край
- Апшеронский монастырь Нерушимая Стена (2001) — каменные постройки 2003—2014 годов
- Екатерино-Лебяжский Николаевский монастырь (1796) — каменные храмовые постройки 1812—1874 годов утрачены, в 2019 заложен новый храм.
- Краснодарский монастырь Всецарица (2005) — каменные постройки 2001—2003 годов
- Крестовая пустынь (Солохаул) (2000) — каменные строения 1997—1999 годов
- Монастырь Святой Марии Магдалины (Роговская) (1849) — каменные строения 1997—2001 годов
- Пустынь Феодосия Кавказского (1910) — каменный храм 1999—2011 годов постройки
- Свято-Успенский монастырь (Кореновск) (1992) — учреждён в здании 1911 года
- Свято-Духов монастырь (Тимашёвск) (1992) — каменные строения 1991—2000 годов
- Троице-Георгиевский монастырь (Лесное) (1999) — каменные строения 2000—2008 годов

Упразднены или утрачены:
- Кавказский Никольский миссионерский монастырь (1894) — каменная церковь 1897 года утрачена
- Николаевский монастырь на Цукеровой балке (1905)

## Красноярский край

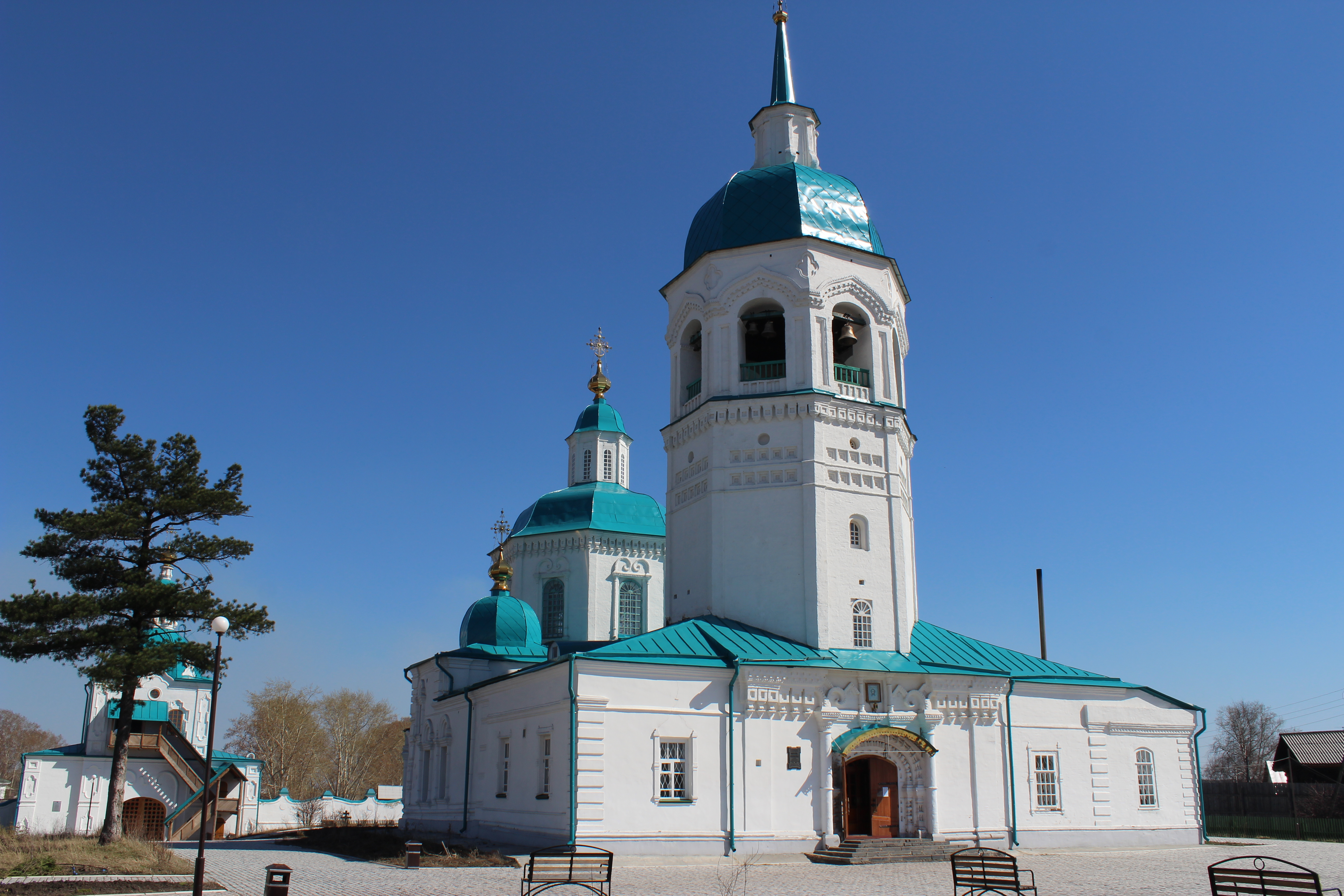
Преображенский храм, Спасо-Преображенский монастырь, Енисейск

- Благовещенский монастырь (Красноярск) (1995) — каменные постройки 1870—1914 годов
- Вознесенский монастырь (Кочергино) (2003) — учреждён в восстановленной церкви 1908 года[74]
- Иверский монастырь (Енисейск) (1623) — каменные постройки 1747—1872 годов, один из храмов утрачен
- Спасо-Преображенский монастырь (Енисейск) (1642) — каменные храмовые постройки 1756—1796 годов
- Свято-Троицкий Туруханский монастырь (1660) — каменная церковь 1806 года без верхних ярусов
- Свято-Успенский монастырь (Красноярск) (1879) — каменные постройки 1870—1914 годов

Упразднены или утрачены:
- Красноярский Знаменский скит (1888) — деревянные постройки утрачены [75]

## Курганская область
- Боровский монастырь Похвалы Пресвятой Богородицы (2000) — учреждён при каменной церкви 1869 года, деревянные строения 2000-х годов
- Введенский монастырь (Верхняя Теча) (1742) — каменные постройки 1867—1899 годов, из трёх храмов сохранился один
- Далматовский Успенский монастырь (1644) — каменные постройки 1720—1881 годов, один из четырёх храмов утрачен
- Казанский Чимеевский монастырь (2002) — учреждён при деревянной церкви 1890 года (сгорела в 2019), новые строения 2003—2007 годов

## Курская область

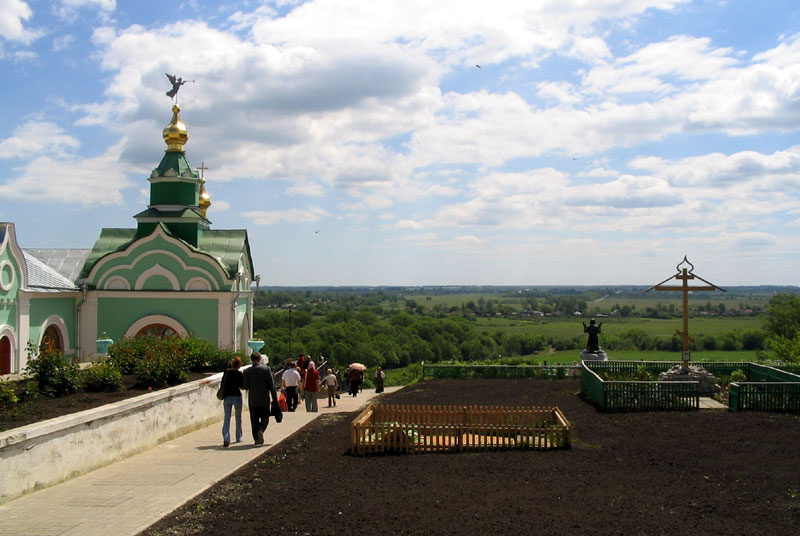
Коренная пустынь, Курская область

- Алексеевский монастырь (Золотухино) (1998) — каменные строения 1998—2008 годов
- Казанский монастырь (Большегнеушевск) (1999) — каменные постройки с 1996 года
- Свято-Троицкий монастырь (Курск) (XVII) — каменные постройки 1695—1851 годов
- Знаменский монастырь (Курск) (1612) — каменные постройки 1826—1875 годов
- Коренная пустынь (1597) — каменные постройки 1703—1875 годов, два из трёх утраченных храмов построены в 1995—2009 г
- Николаевский монастырь (Рыльск) (XVI) — каменные строения 1733—1893 годов, один из 4-х храмов утрачен
- Горнальский Свято-Николаевский Белогорский монастырь (1672) — каменные постройки 1865—1888 годов, из трёх храмов сохранился один

Упразднены или утрачены:
- Обоянский Богородицко-Знаменский монастырь (1664) — каменные постройки 1730—1871 годов утрачены
- Сомовский Варваринский монастырь (1883) — каменный храм 1866 года утрачен

## Ленинградская область

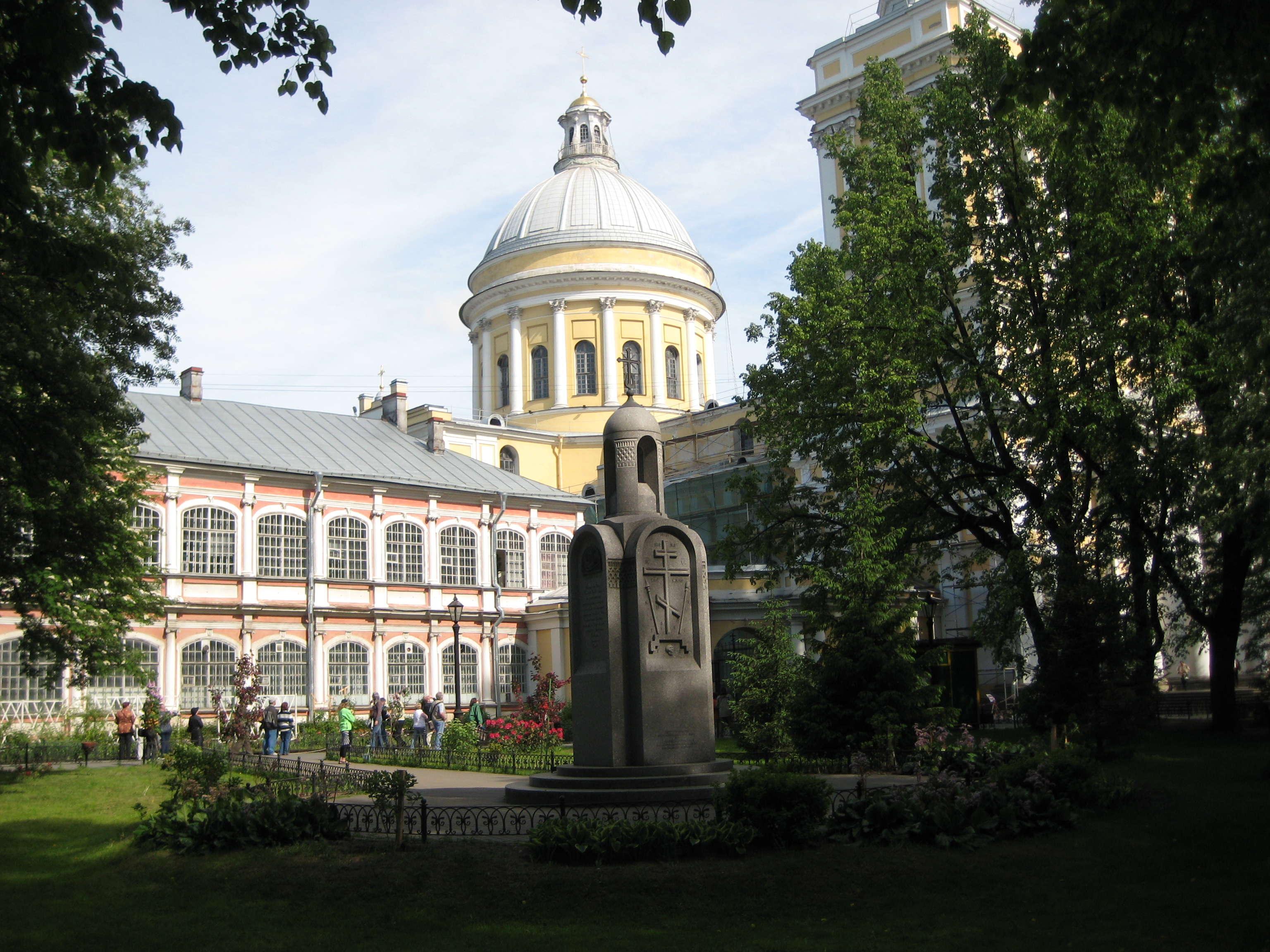
Александро-Невская лавра в Санкт-Петербурге

### Санкт-Петербург
- Александро-Невская лавра (1710) — каменные строения 1718—1873 годов
- Воскресенский Новодевичий монастырь (1764) — каменные постройки 1850—1919 годов, из шести храмов две церкви и колокольня утрачены.
- Иоанновский монастырь (Санкт-Петербург) (1900) — каменные постройки 1902—1911 годов
- Сергиева Приморская пустынь (1734) — каменные строения 1790—1859 годов, из семи храмов три утрачены
- Монастырь Святого Антония Чудотвордца (1996) — католический, орден конвентуальных францисканцев.

Упразднены или утрачены:
- Елизаветинская община сестёр милосердия (1896) — каменные строения 1777—1901 годов на реставрации[76]
- Киновия Александро-Невской лавры (1820) — каменные строения 1840—1868 годов, колокольня утрачена, храм восстановлен
- Старо-Афонское подворье — каменные постройки 1889—1893 годов без верхних ярусов на реставрации [77]
- Смольный монастырь (1748) — упразднён в 1797 году, каменные постройки 1748—1835 годов восстановлены

### Ленинградская область
- Александро-Свирский монастырь (1506) — каменные постройки с XVI века по 1791 год [78]
- Антониево-Дымский монастырь (XIII) — каменный храм 1656—1806 годов снесён к 1960 году, восстанавливается с 2005 года
- Введено-Оятский монастырь (XV) — каменный храм 1817 года
- Зеленецкий-Троицкий монастырь (1564) — каменные строения 1683—1686 годов
- Константино-Еленинский монастырь (Ленинское) (2006) — каменные строения 2001 года
- Коневский Рождество-Богородичный монастырь (1393) — каменные постройки 1809—1849 годов
- Линтульский монастырь (Огоньки) (1896) — каменные постройки 1919 года, восстановлен в качестве подворья Константино-Еленинского монастыря.
- Мариинский Вохоновский монастырь (1889) — деревянные строения сгорели в 1941 году, каменные постройки 2006—2020 годов[79]
- Макарьевская пустынь (Ленинградская область) (XVI)[80] — деревянные строения и каменная церковь 1916 года утрачены во время Великой Отечественной войны в 1942 году, с 2009 года строиться новый каменный храм.
- Николо-Стороженский монастырь (XVI) — каменные храмы 1595 и 2019 годов
- Покрово-Тервенический монастырь (1997) — каменные церкви 1861 и 2006 годов
- Пятогорский Богородицкий монастырь (1899) — сохранились каменные постройки 1906 года и деревянная церковь 1898 года
- Староладожский Никольский монастырь (1241) — каменные храмовые постройки с XVI века по 1873 год
- Староладожский Успенский монастырь (XII) — каменные храмовые постройки с XII века по 1862 год
- Тихвинский Богородичный Успенский монастырь (1560) — каменные постройки 1515—1877 годов
- Тихвинский Введенский монастырь (1560) — каменные строения 1606—1836 годов
- Череменецкий Иоанно-Богословский монастырь (XV) — каменные постройки 1550—1870 годов

Упразднены или утрачены:
- Васильевский монастырь (Чернавино) (XVI) — упразднён в 1764 году, каменные строения 1686—1871 годов сохранились. Реставрация храмов запланирована на 2022—2025 годы[81]
- Вознесенский Свирский монастырь (XVI) — упразднён в 1764 году
- Воскресенский монастырь (Приозерск) (XV) — утрачен при шведской интервенции в XVII веке
- Георгиевский Застенный монастырь (XV) — упразднён в 1764 году, каменная церковь XII века сохранилась и восстановлена[82]
- Городецкая Гремячая пустынь (XVI) — упразднен в 1764 году, деревянная церковь 1844 года сохранилась и восстановлена
- Елисеева пустынь (Монастырьки) (XIV) — утрачена при шведской интервенции в 1642 году
- Зверинский Троицко-Сергиевский монастырь (XVI) — деревянный монастырь, сгорел в начале XVIII века
- Ильинский монастырь (Монастырёк) (XVI) — деревянный монастырь, утрачен при шведской интервенции в XVI веке
- Ильинский Череменский монастырь (Чолово) (XVI) — упразднён в XVII веке
- Ильинско-Свирский Великорецкий монастырь (Горка) (XVI) — упразднён в 1764 году, деревянные строения утрачены
- Иоанно-Предтеченский монастырь (Старая Ладога) (XIII) — упразднён в 1764 году, каменная церковь 1695 года сохранилась и восстановлена
- Иоанновский монастырь (Приозерск) (XV) — утрачен при шведской интервенции в XVII веке
- Николо-Маврина Боровинская пустынь (XVI) — упразднена в 1769 году, каменная церковь 1767 года сохранилась без верхних ярусов
- Николо-Беседный монастырь (1510) — каменные строения с XVI века, храмовые постройки 1837—1845 годов разрушены во время войны в 1941 году
- Николаевский Верхнеоятский монастырь (XIV) — упразднён в XVI веке
- Николаевский Гостиннопольский монастырь (XV) — упразднён в 1764 году, каменная церковь XV века утрачена в ходе боевых действий 1942-43 годов[83]
- Николаевский Коровьеручьёвский монастырь (XVIII) — упразднён в 1764 году, каменная церковь 1822 года утрачена в ходе боевых действий 1944 года
- Николаевский Ляликин монастырь (Орешек) (XV) — утрачен при шведской интервенции в XVII веке
- Николо-Медведский монастырь (XV) — упразднен в 1704 году, каменные постройки XVI—XVIII веков  на реставрации
- Никольский Польский монастырь (Сланцы) (XVI) — упразднён к XVIII веку, каменная церковь 1805—1898 годов утрачена в 1939
- Никольский монастырь (Приозерск) (XV) — упразднён в XVII веке
- Никольский монастырь (Усадищи) (XV) — упразднён в 1764 году, каменная церковь 1725 года утрачена в 1938 [84]
- Паданский Введенский монастырь (XVI) — деревянный монастырь, храмовые строения утрачены
- Покровский Поречский монастырь (1902) — каменная церковь 1908 года восстановлена [85]
- Пятницкая Лепруйская пустынь (XVII) — упразднена в 1764 году
- Пятницкий монастырь (Кингисепп) (XVI) — утрачен при шведской интервенции в 1593 году
- Симеоновский Староладожский монастырь (XV) — утрачен при шведской интервенции в XVII веке
- Спасский монастырь (Кингисепп) (XV) — утрачен при шведской интервенции в XVI веке
- Спасский Сяберский монастырь (XVI) — упразднён в 1764 году, деревянная церковь 1853 года сохранилась и восстановлена[86]
- Спасский Чащинский монастырь (XV) — утрачен при шведской интервенции в XVII веке
- Суйдовский Никольский монастырь (XV) — утрачен при шведской интервенции в XVI веке
- Троицкий Верхутинский монастырь (XV) — деревянный монастырь, упразднён в 1764 году
- Троицкая Ругуйская пустынь (XVI) — упразднена в 1764 году
- Троицкий Сарожский монастырь (Сароцкая Пустынь) (XVII) — упразднён в 1764 году, деревянные строения утрачены
- Успенский Тесовский монастырь (XV) — упразднён к середине XVII века, каменная церковь 1784 года утрачена к 1940-м
- Хотчинский монастырь (XVI) — утрачен при шведской интервенции в XVII веке
- Христорождественский Горицкий монастырь (XV) — упразднён в первой половине XVII века
- Юрьев монастырь (Приозерск) (XV) — утрачен при шведской интервенции в XVII веке
- Яблонская пустынь (XVI) — упразднена в 1764 году, деревянная церковь утрачена[87]

## Липецкая область

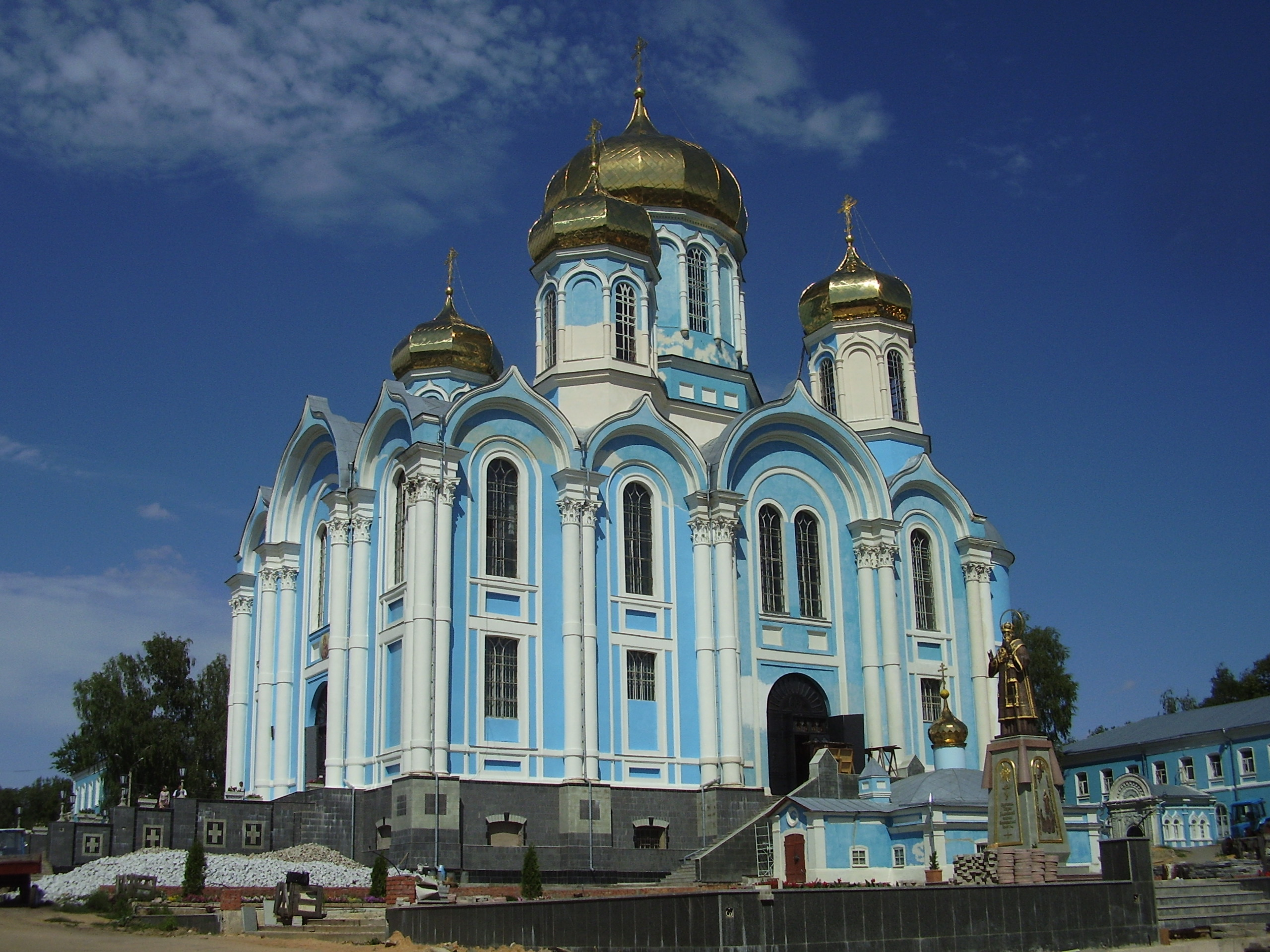
Задонский Рождество-Богородицкий монастырь, город Задонск

- Богородице-Тихоновский монастырь (Тюнино) (1860) — каменные постройки 1814—1900 годов
- Благовещенский монастырь (Ожога) (2005) — учреждён при восстановленном храме 1820 года
- Задонский Рождество-Богородицкий монастырь (XVII) — каменные постройки 1817—1870 годов
- Знаменский монастырь (Елец) (1683) — каменные постройки 1813—1861 годов, утраченный храм был построен в 2008 году
- Свято-Троицкий монастырь (Лебедянь) (1621) — каменные строения 1642—1666 годов
- Раненбургская Петропавловская пустынь (1711) — каменные строения 1738—1844 годов, два храма утрачены
- Свято-Успенский Липецкий монастырь (XVII) — каменные храмы 1700 и 2015 годов
- Сезёновский Иоанно-Казанский монастырь (1837) — каменные строения 1842—1864 годов, один из трёх храмов утрачен
- Тихоновский Преображенский монастырь (1873) — каменные постройки 1877—1883 годов
- Троекуровский монастырь (1871) — каменные строения 1814—1913 годов

Упразднены или утрачены:
- Барятинский Софийский монастырь (1900) — каменный храм 1904 года утрачен
- Белоколодский Спасо-Преображенский монастырь (XVII) — упразднён в XVIII веке
- Вознесенский монастырь (Доброе) (1685) — упразднён в 1764 году
- Городецкая пустынь (Преображенское) — упразднён в 1764 году
- Данковский Успенский монастырь (XVII) — упразднён в 1724 году
- Даншина пустынь (XVII) — упразднена в 1699 году
- Елецкий Троицкий монастырь (1836) — каменные строения 1836—1874 годов, из шести храмов сохранились только два
- Задонский Троицкий Тихоновский монастырь (1888) — каменные постройки 1860—1897 годов, один храм утрачен, другой восстановлен
- Красногорский Спасский монастырь (Романово) (XVII) — упразднён в 1724 году
- Покровский монастырь (Данков) (XVI) — каменные постройки 1748—1887 годов утрачены
- Преображенский Красногорский монастырь (Лебедянь) — упразднён в 1764 году
- Тихвинский Богородицкий монастырь (Доброе) (1631) — упразднён в 1764 году
- Усманский Софийский монастырь (1799) — каменные строения 1813—1907 годов, от церкви в Новоуглянке сохранилась лишь колокольня 1826 года, каменный храм 1907 года восстановлен, его снесённая колокольня возведена к 2000 году.

## Магаданская область
- Свято-Покровский монастырь (1999) — каменная церковь 1993 года

## Московская область

### Москва
- православные

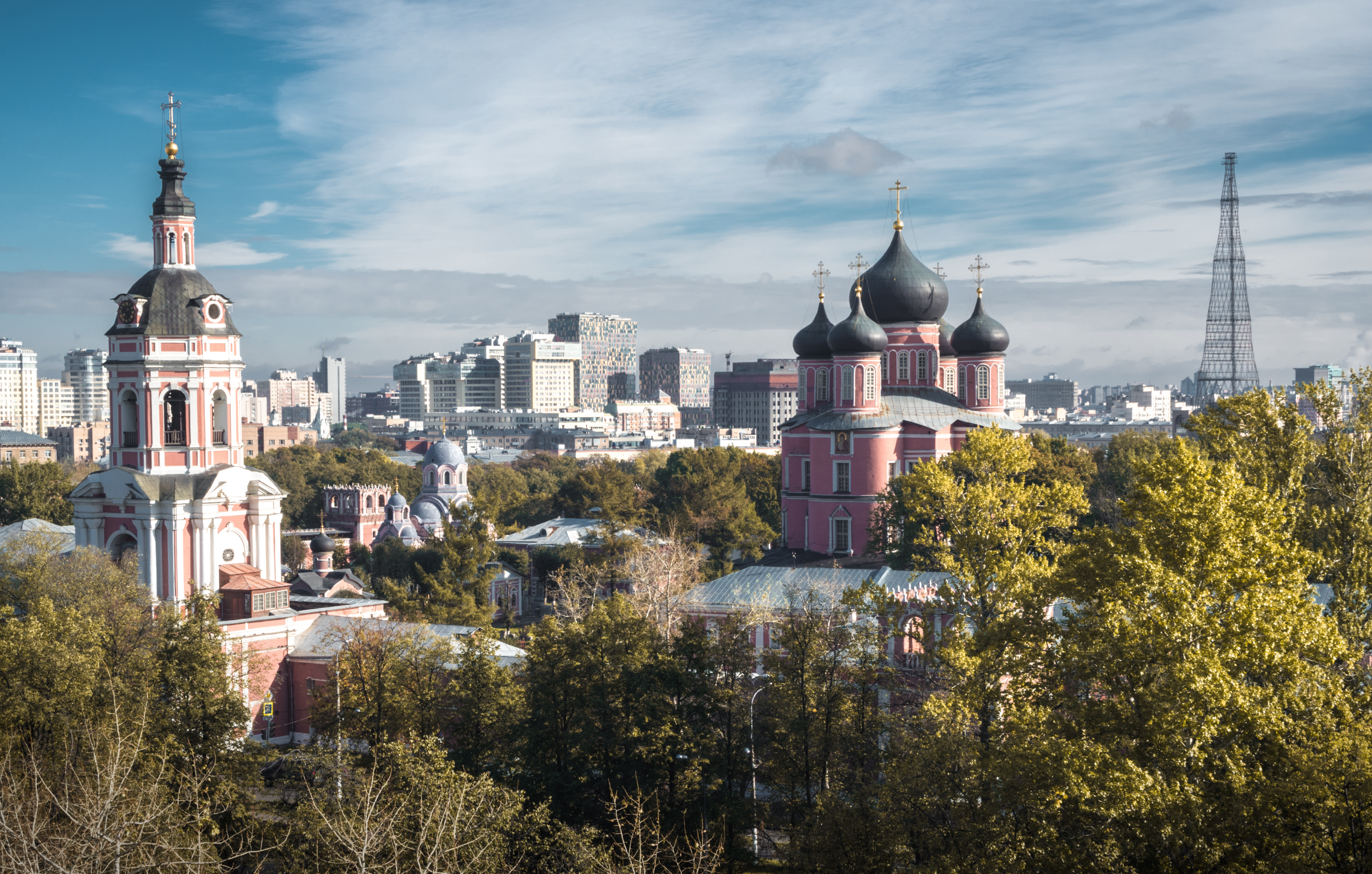
Донской монастырь, Москва

  - Алексеевский монастырь (1837) — каменные строения 1692—1891 годов
  - Андреевский монастырь (1648) — каменные строения 1675—1748 годов
  - Афонское подворье (1992) — каменный храм 1595 года[88]
  - Богородице-Рождественский монастырь (1386) — каменные постройки с XV века по 1906 год
  - Высоко-Петровский монастырь (XIV) — каменные постройки 1517—1755 годов
  - Данилов монастырь (1282) — каменные постройки 1561—1838 годов и строения 1988 года
  - Донской монастырь (1591) — каменные строения 1593—1898 годов и постройки 1998—2006 годов
  - Заиконоспасский монастырь (XVI) — каменные строения 1661—1692 годов, один из двух храмов утрачен
  - Зачатьевский монастырь (XIV) — каменные постройки 1584—1850 годов, соборный храм построен в 2010 году
  - Иоанно-Предтеченский монастырь (XV) — каменные строения с XVI века по 1879 год
  - Марфо-Мариинская обитель (1907) — каменные строения 1909—1912 годов
  - Новодевичий монастырь (1524) — каменные постройки 1525—1690 годов
  - Новоспасский монастырь (1490) — каменные постройки 1647—1795 годов
  - Покровский монастырь (1635) — каменные строения 1750—1855 годов и постройки 2002—2014 годов
  - Сретенский монастырь (1397) — каменные постройки 1482—1795 годов, два храма утрачены, собор построен в 2017 году
  - Троице-Одигитриевская пустынь (1826) — каменные постройки 1838—1857 годов
- старообрядческие
  - Преображенская старообрядческая община (1771) — каменные строения 1790—1811 годов
- католические
  - Монастырь святого Франциска (1993) — католический, орден конвентуальных францисканцев.

Упразднены или утрачены:
- Андроников монастырь (XIV) — каменные постройки 1427—1874 годов, из пяти храмов три утрачены. Статус музея
- Афанасьевский монастырь (Москва) (XIV) — упразднён в XVIII веке, каменные строения 1462—1514 годов утрачены
- Богоявленский монастырь (1296) — каменные постройки 1342—1742 годов, один из двух храмов сохранился и восстановлен[89]
- Варсонофьевский монастырь (XVI) — упразднён в 1765 году, каменный храм 1730 года и колокольня 1833 года снесены в 1931 г.
- Вознесенский монастырь (Москва) (1386) — каменные постройки 1467—1817 годов утрачены в 1929 г.
- Всехсвятский единоверческий монастырь (Москва) (1862) — каменные постройки 1843—1878 годов, один из двух храмов сохранился
- Георгиевский монастырь (Москва) (XV) — упразднён после французской интервенции 1812 года, каменные постройки 1652—1703 годов утрачены в 1935 г.[90]
- Златоустовский монастырь (XIV) — каменные постройки 1663—1759 годов утрачены в 1933 г.
- Знаменский монастырь (1631) — каменные строения 1684—1789 годов сохранились и восстановлены
- Иверская община сестёр милосердия (1894) — каменный храм 1901 года сохранился и восстановлен
- Ильинский монастырь (XV) — упразднён в XVII веке[91], каменные постройки 1520 года сохранились
- Казанский Головинский монастырь (1886) — каменные строения 1872—1893 годов утрачены, сохранилась лишь колокольня 1913 года
- Крестовоздвиженский монастырь (Москва) (XVI) — упразднён после французской интервенции в 1814 году, каменный храм 1728 года утрачен в 1934 г.
- Крутицкое подворье (XIII) — каменные постройки 1655—1694 годов сохранились [92]
- Мироносицкий монастырь (XVI) — каменная церковь 1647 года утрачена [93]
- Моисеевский монастырь (XVI) — упразднён в 1764 году, каменные постройки 1650-х годов утрачены
- Никитский монастырь (Москва) (1582) — каменные постройки с XVI века по 1868 год утрачены в 1933 г.
- Николо-Греческий монастырь (XIV) — каменные постройки 1727—1902 годов, храм снесён в 1935 г.
- Никольский единоверческий монастырь (1866) — каменные постройки 1784—1879 годов сохранились и восстановлены
- Новинский монастырь (XV) — упразднён в 1764 году, каменный храм 1675 года утрачен в 1933 году
- Николо-Перервинский монастырь — каменные постройки 1700—1908 годов сохранились и восстановлены
- Серафимовская община (1917) — ветхая деревянная церковь 1909 года снесена в 2000 году, новая деревянная церковь 1997 года
- Сергиевская община в Даниловской слободе (1917) — деревянно-каменный дом 1911 года утрачен
- Симонов монастырь (XIV) — каменные строения 1405—1840 годов, из шести храмов сохранился один
- Скорбященский монастырь (1891) — каменные постройки 1894—1910 годов, из пяти церквей сохранился один храм
- Скорбященская Свято-Троицкая община (1917) — деревянные постройки утрачены[94]
- Спасо-Преображенский монастырь на бору (1330) — упразднён в XV веке
- Спасо-Преображенский монастырь (Тушино) (XIV) — упразднён в 1764 году, каменные постройки 1550—1888 годов, сохранившийся храм восстановлен [95]
- Страстной монастырь (1654) — каменные строения 1646—1899 годов утрачены в 1937 году
- Троице-Богоявленский монастырь (XIV) — каменные постройки 1460—1482 годов разобраны в 1788—1806 годах[96]
- Фёдоровский монастырь (1627) — упразднён в 1709 году, каменный храм 1626 года восстановлен
- Чудов монастырь (1365) — каменные строения 1483—1779 годов утрачены в 1929—1931 годах

### Московская область
- Александро-Невский монастырь (Маклаково) (1906) — каменный храм 1897 года
- Аносин Борисоглебский монастырь (1823) — каменные постройки 1822—1827 годов и строения 2009—2011 г.
- Боголюбская киновия Троице-Сергиевой лавры (1858) — каменный храм 1859—1861 годов [97]
- Белопесоцкий монастырь (XV) — каменные храмовые строения c XVI века по 1804 год
- Бобренев монастырь (1381) — каменные строения c XVI века по 1860 годы
- Борисоглебский монастырь (Дмитров) (XV) — каменные строения c XVI века по 1687 год
- Введенский Владычный монастырь (1360) — каменные постройки 1599—1695 годов
- Вознесенская Давидова пустынь (1515) — каменные постройки 1682—1900 годов
- Высоцкий монастырь (1374) — каменные постройки 1381—1896 годов
- Гефсиманский Черниговский cкит (1844) — каменные строения 1865—1904 годов[98]
- Гуслицкий Спасо-Преображенский монастырь (1859) — каменные строения 1886—1916 годов, один храм утрачен
- Екатерининская пустынь (Видное) (1660) — каменные строения 1679—1800 годов
- Иоанно-Предтеченский монастырь (Денежниково) (2000) — каменная церковь 2006 года и деревянные строения
- Иосифо-Волоцкий монастырь (1479) — каменные постройки 1510—1696 годов
- Казанский Колычевский монастырь (1885) — каменные постройки 1897—1903 годов
- Колоцкий монастырь (1413) — каменные строения с XVI века по 1785 годы
- Крестовоздвиженский Иерусалимский монастырь (1887) — каменные строения 1848—1896 годов
- Можайский Лужецкий монастырь (1408) — каменные строения с XVI века по 1771 годы, один храм утрачен
- Николо-Берлюковская пустынь (XVIII) — каменные постройки 1780—1884 годов, две церкви утрачены
- Николо-Пешношский монастырь (1361) — каменные постройки с XVI века по 1890 годы
- Николо-Радовицкий монастырь (XVI) — каменные постройки 1677—1869 годов, один из храмов утрачен
- Николо-Угрешский монастырь (XIV) — каменные строения 1530—1894 годов, три храма построены в 2001—2006 годах
- Новоиерусалимский монастырь (1656) — каменные постройки 1685—1698 годов
- Община Божией Матери "Отрада и утешение" (1898) — каменные постройки 1893—1904 годов
- Покровская община (Юдановка) (1999) — учреждена в восстановленном храме 1728 года с колокольней 1865 г.
- Покровский Хотьков монастырь (XIV) — каменные строения 1760—1904 годов
- Покровско-Васильевский монастырь (1903) — каменные строения 1895—1913 годов и постройки 1994—2009 г.
- Преображенский скит Пюхтицкого подворья (1996) — каменная церковь 1723 года и храм 2007 года
- Преображенский скит (Подмоклово) (2008) — каменный храм 2018 года
- Пустынь Параклита (1858) — каменная церковь 1861 года, колокольня 1890-х
- Саввино-Сторожевский монастырь (1398) — каменные постройки 1407—1693 годов
- Саввинский скит (Звенигород) (1862) — каменные постройки 1862—1872 годов
- Свято-Троицкий Мариинский монастырь (1900) — каменный храм 1883 года
- Свято-Троицкий Ново-Голутвин монастырь (1800) — каменные строения 1705—1825 годов
- Серафимо-Знаменский скит (1912) — каменный храм 1912 года
- Скит Богоявления Господня Воскресенского Новоиерусалимского монастыря (1658) — каменный храм 1662 года
- Спасо-Бородинский монастырь (1838) — каменные постройки 1820—1874 годов
- Спасо-Вифанский монастырь (1797) — каменные строения 1786—1874 годов, утраченный храм построен в 2011 году, второй без верхних ярусов[99]
- Спасо-Влахернский монастырь (1861) — каменный храм 1818 года и деревянная церковь 2003 года
- Старо-Голутвин монастырь (XIV) — каменные постройки c XIV века по 1833 годы, одна из церквей построена в 2012 году
- Троицкий Александро-Невский монастырь (Акатово) (1899) — каменный храм 1905 года
- Троицкий монастырь (Острово) (1997) — каменные постройки 2000-х годов
- Троице-Сергиева лавра (XIV) — каменные строения 1423—1896 годов
- Троице-Одигитриевская пустынь (1826) — каменные постройки 1838—1857 годов, один храм утрачен
- Успенский Брусенский монастырь (XVI) — каменные строения 1552—1858 годов

Упразднены или утрачены:
- Александро-Мариинский монастырь (1899) — каменные строения 1903—1911 годов сохранились
- Благовещенский Микулинский монастырь (XVI) — упразднён до 1764 года
- Борисоглебский Микулинский монастырь (XVI) — упразднён до 1764 года
- Вознесенский Микулинский монастырь (XV) — упразднён до 1764 года
- Владимиро-Екатерининский монастырь (1907) — деревянные постройки утрачены
- Гермогенова пустынь (1913) — деревянные постройки утрачены
- Гефсиманская община (1909) — домовая церковь утрачена
- Елизаветинская община (1917) — деревянные постройки утрачены
- Зуевский скит Вознесенского монастыря (1912) — деревянные постройки утрачены
- Иоанно-Предтеченский скит (Соколова Пустынь) (1895) — деревянные постройки утрачены
- Князь-Владимирский монастырь (Филимонки) (1891) — каменные строения 1888—1904 годов сохранились и восстановлены
- Никитский монастырь (Дмитров) (XIII) — каменные постройки 1781—1875 годов утрачены в 1933 году
- Никитский монастырь (Кашира) (1884) — каменные строения 1855—1894 годов, колокольня утрачена, храмы сохранились и восстановлены
- Распятский монастырь (1695) — упразднён в 1764 году, каменный храм 1751 года сохранился
- Святой Нины община в Курилово (1905) — деревянные постройки утрачены
- Сергиево-Дубровский монастырь (1914) — каменная церковь 1910 года утрачена
- Скит Всех Святых Иосифо-Волоколамского монастыря (1855) — каменная церковь 1860 без верхних ярусов
- Скит Казанского Колычевского монастыря (1914) — деревянные постройки утрачены
- Спасский монастырь (Верея) (XVI) — упразднён в 1764 году, каменный храм 1679 года сохранился и восстановлен
- Якиманский монастырь (Можайск) (XVI) — упразднён в 1764 году, каменные постройки 1390—1871 годов, сохранившийся храм восстановлен

## Мурманская область
- Печенгский монастырь (XVI) — деревянные строения утрачены, новые постройки 2008—2012 годов
- Хибиногорский монастырь (2005) — деревянная церковь 1984 года

Упразднены или утрачены:
- Кандалакшский монастырь (1548) — упразднён в 1742 году, деревянные постройки утрачены
- Троицкий Усть-Кольский монастырь (XVI) — упразднён в 1764 году, деревянные постройки утрачены

## Нижегородская область

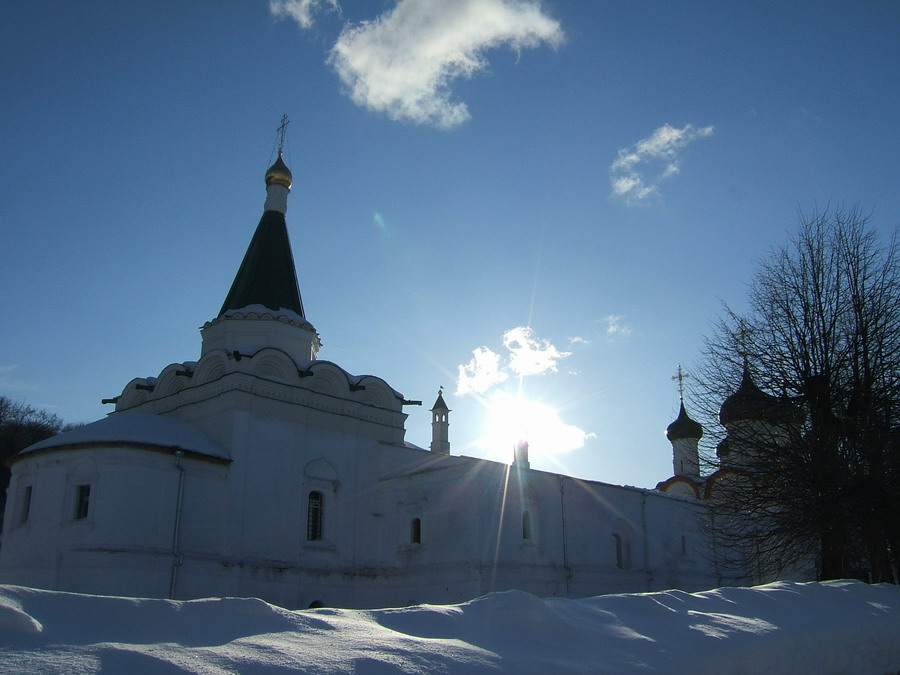
Церковь Успения Божией Матери, Печерский Вознесенский монастырь, Нижний Новгород

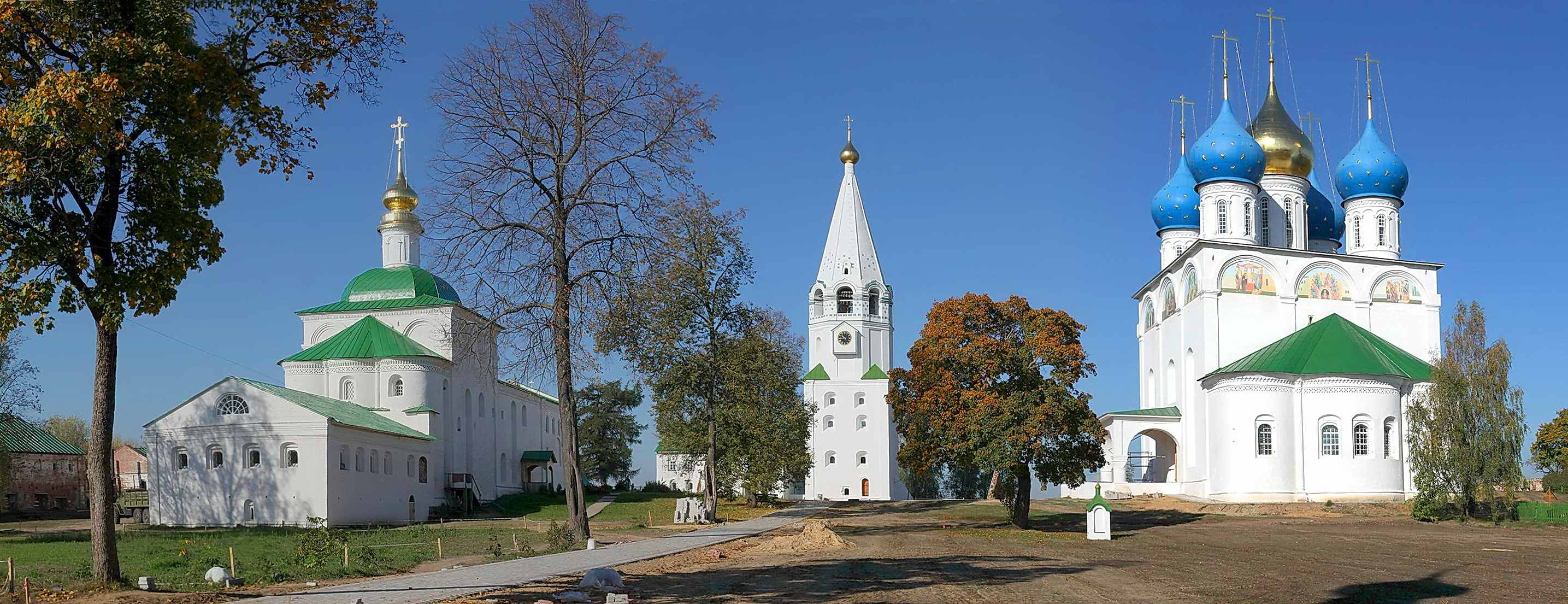
Флорищева пустынь

- Абабковский монастырь (1858) — каменные строения 1886—1903 годов, оба собора снесены в 1930-х, новый храм строится с 2005 года
- Амвросиев Николаевский Дудин монастырь (XIV) — каменные строения 1593—1677 годов
- Благовещенский монастырь (Нижний Новгород) (1221) — каменные постройки 1649—1837 годов
- Высоковский Успенский монастырь (1784) — каменные постройки 1827—1835 годов
- Выксунский Иверский монастырь (1864) — каменные строения 1876—1909 годов, один из храмов утрачен
- Дальне-Давыдовский монастырь (1858) — каменные постройки 1878—1901 годов
- Желтоводский Макариев монастырь (1435) — каменные строения 1654—1809 годов
- Иверско-Софрониева пустынь (2001) — деревянные постройки 2003—2008 годов
- Крестовоздвиженский монастырь (Нижний Новгород) (XIV) — каменные постройки 1814—1823 годов
- Крестовоздвиженский монастырь (Быдреевка) (2016) — учреждён при храме 1826—1875 годов
- Маровский Крестовоздвиженский монастырь (1632) — каменный храм 1642 года утрачен, деревянная церковь 2011 года
- Оранский Богородицкий монастырь (1634) — каменные строения 1720—1833 годов
- Печерский Вознесенский монастырь (1328) — каменные постройки 1632—1738 годов
- Покровский монастырь (Лукино) (2006) — учреждён при восстановленном храме 1866 года
- Свято-Николаевский монастырь (Арзамас) (XVI) — каменные постройки 1683—1813 годов
- Свято-Троицкий Островоезерский монастырь (1588) — каменные постройки 1692—1699 годов, два храма утрачены в 1930-х и воссозданы в 2011-2015 годах.
- Свято-Успенская Саровская пустынь (1706) — каменные строения 1750—1903 годов
- Серафимо-Понетаевский монастырь (1869) — каменные постройки 1863—1911 годов
- Спасо-Преображенский монастырь (Арзамас) (1556) — каменные строения 1640—1806 годов, один храм утрачен
- Троицкий Серафимо-Дивеевский монастырь (1770) — каменные строения 1780—1916 годов и постройки 2014-2017 г.
- Феодоровский монастырь (Городец) (XII) — каменные постройки 1765—1882 годов утрачены, новый храм 2009 года
- Флорищева пустынь (XVII) — каменные строения 1681—1703 годов, утраченная церковь воссоздана в 2017—2020 годах [100]

Упразднены или утрачены:
- Алексеевский Новодевичий монастырь (Арзамас) (1634) — каменные постройки 1753—1827 годов, их трёх храмов сохранился один[101]
- Варнавина Троицкая пустынь (XV) — каменный храм 1836 года утрачен в 1930-х
- Воздвиженская пустынь Ченебечиха (XVII) — деревянные постройки утрачены
- Высокогорский Вознесенский монастырь (Арзамас) (1716) — каменные постройки 1745—1845 годов без верхних ярусов [102]
- Елисинский монастырь (1857) — деревянные постройки утрачены
- Керженский Благовещенский монастырь (1814) — каменная церковь 1868 года и деревянные постройки утрачены [103]
- Керженские скиты — старообрядческие поселения, деревянные постройки утрачены
- Крестовоздвиженский монастырь (Осинки) (1849) — каменные постройки 1855—1879 годов без верхних ярусов
- Монастырь Живоносного источника (Нижний Новгород) (1701) — упразднён в 1764 году, каменная церковь 1821 года утрачена
- Покровский монастырь (Балахна) (XVI) — упразднён в 1783 году, каменные постройки XVI—XVII веков восстановлены
- Свято-Троицкий Белбажский монастырь (1708) — каменные постройки 1726—1815 годов на реставрации [104]
- Скорбященский монастырь (Малая Пица) (1884) — каменные строения 1893—1907 годов утрачены
- Спасо-Зеленогорский монастырь (1653) — каменные постройки 1664—1797 годов, колокольня рухнула в 1998 году, церковь сохранилась и восстановлена
- Спасский-Раифский-Кезовский монастырь (XVII) — упразднён в 1764 году, каменные строения 1740—1760 годов сохранились
- Тихоновский монастырь (Лукоянов) (1896) — каменный храм 1907 годов снесён в 1931 году
- Успенская Дорофеева пустынь (XVII) — упразднена в 1708 году, каменная церковь 1812 года сохранилась и восстановлена[105]
- Успенский Кержебельмашский монастырь (1708) — упразднён в 1764 году

## Новгородская область

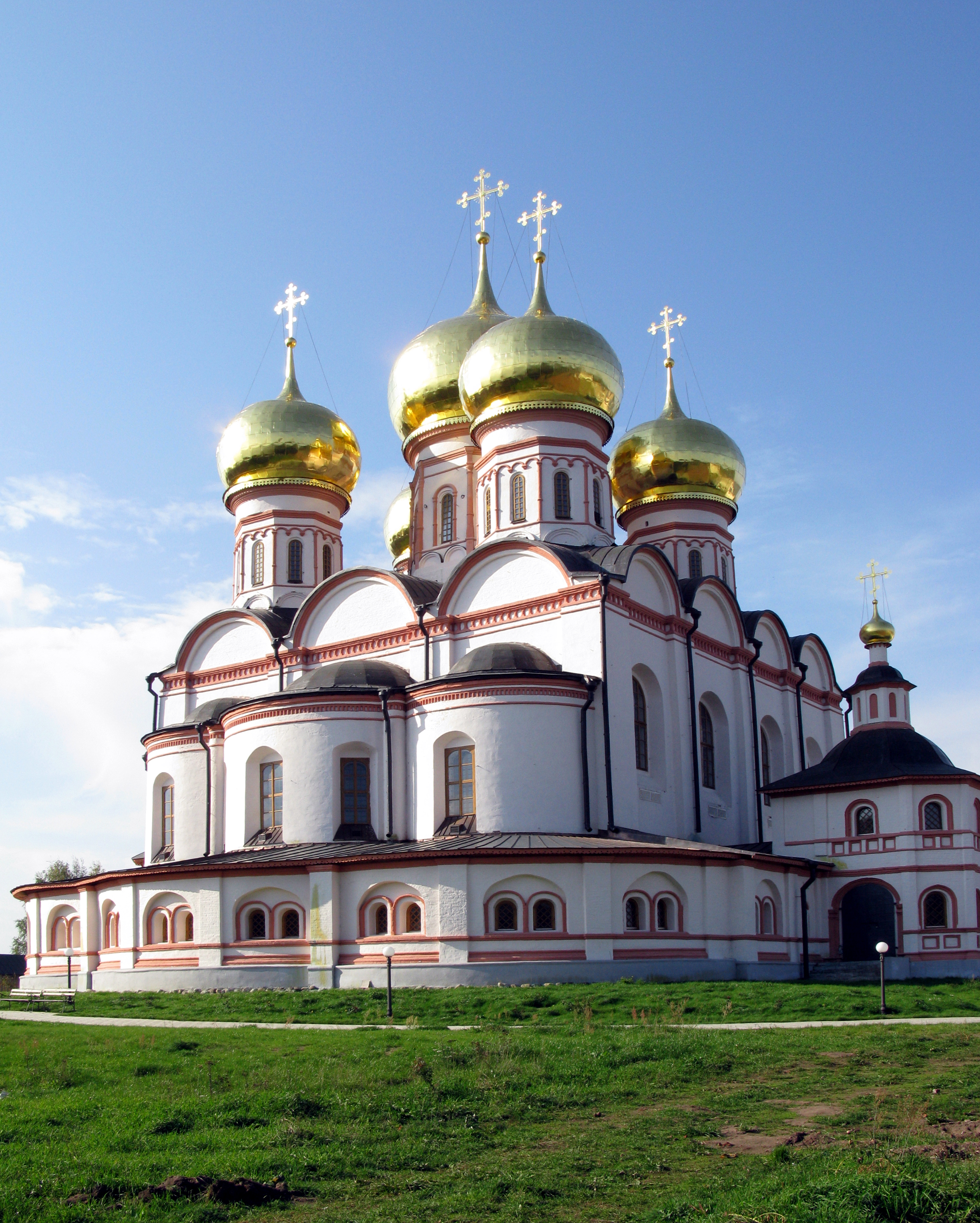
Успенский собор Валдайского Иверского монастыря, Валдай

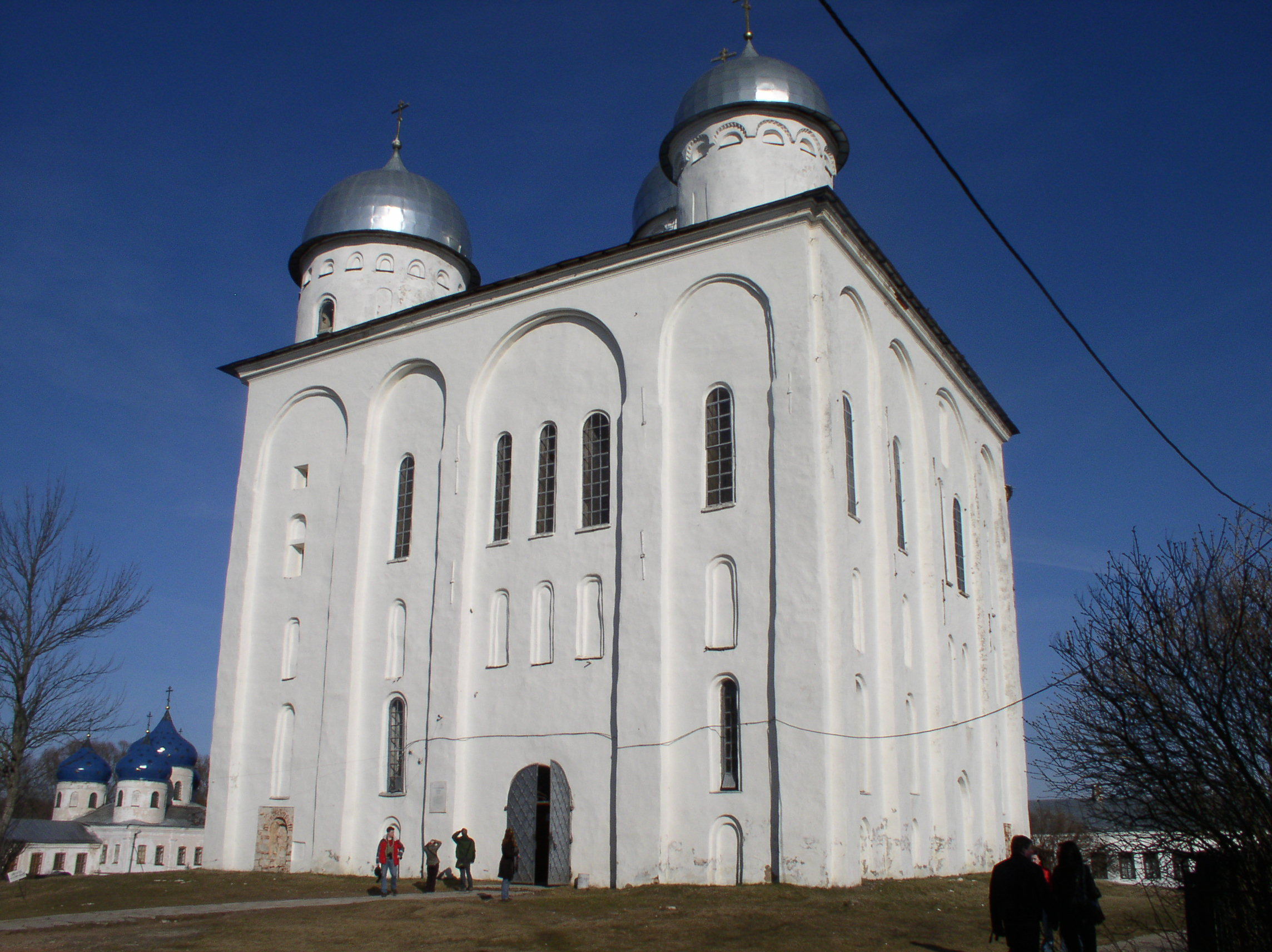
Георгиевский собор Юрьева монастыря, Великий Новгород

- Антониево–Леохновский монастырь (XVI) — каменный храм 1788 года
- Валдайский Иверский монастырь (1653) — каменные постройки 1657—1874 годов
- Клопский Свято-Троицкий монастырь (XV) — каменные строения 1569—1805 годов
- Николо-Вяжищский монастырь (XV) — каменные строения 1685—1698 годов
- Николо-Косинской монастырь (XIII) — каменные строения с XV века по 1882 годы, одна церковь утрачена
- Перынский скит (XIII) — каменный храм 1240 годов
- Свято-Духов Иаковлев монастырь (Боровичи) (1327) — каменные строения 1676—1872 годов
- Свято-Троицкий Никандров монастырь (XVI) — каменная церковь 1831 года
- Хутынский монастырь (XII) — каменные постройки 1515—1781 годов, одна церковь утрачена
- Юрьев монастырь (XI) — каменные строения 1130—1848 годов

Упразднены или утрачены:
- Антониев монастырь (1106) — каменные строения 1119—1807 годов входят в Новгородский музей-заповедник
- Аргамаков монастырь (XVII) — разорён при шведской интервенции
- Аркажский монастырь (1153) — упразднён в 1764 году, каменные строения 1189—1407 годов утрачены
- Богословский на Витке монастырь (XIV) — каменный храм 1384 года восстановлен
- Богоявленский монастырь на Водской дороге (XIV) — каменный храм 1421 года утрачен [106]
- Борисоглебский на Гзени монастырь (XIV) — каменный храм 1424 года утрачен
- Благовещенский монастырь на Мячине (1170) — упразднён в 1764 году, каменные строения 1179—1447 годов,[107]  сохранившийся храм на реставрации [108][109]
- Воскресенский монастырь на Мячине (XII) — каменные постройки с XII века, строения 1422—1464 годов сохранились [110]
- Воскресенский монастырь на Красном поле (1415) — каменный храм 1550 года сохранился[111]
- Деревяницкий монастырь (XIV) — каменные постройки c XIV века по 1725 год, храмовые строения сохранились
- Десятинный монастырь (XIV) — каменные постройки 1397—1903 годов, оба храма утрачены, сохранилась лишь колокольня и башни монастырской стены.
- Духов монастырь (Великий Новгород) (XII) — каменные постройки 1357—1892 годов, из трёх храмов один утрачен
- Званский Знаменский монастырь (1869) — каменные постройки 1821—1887 годов утрачены во время Великой Отечественной войны
- Зверин-Покровский монастырь (XII) — каменные строения 1399—1901 годов, сохранившиеся храмы восстановлены
- Ионо-Отенский монастырь (XV) — каменные строения 1452—1800 годов утрачены во время Великой Отечественной войны
- Ильинский в Прусском заполье монастырь (XV)
- Кириллов монастырь (Великий Новгород) (XII) — каменные постройки 1196—1755 годов утрачены во время Великой Отечественной войны
- Козмодемьянский на Поле монастырь (XVI) — разорён при шведской интервенции в XVII веке, каменная церковь XVI века утрачена
- Колмов Успенский монастырь (1392) — каменный храм XVII века восстановлен
- Коломецкий Троицкий монастырь (XIV) — каменный храм 1310 года утрачен
- Короцкий Тихонов монастырь (1881) — каменные строения 1871—1895 годов сохранились[112]
- Ксеонофонтов Робейский Николаевский монастырь (XIV—XV) — упразднён в 1764 году, каменные постройки XVI—XIX веков утрачены[113]
- Лазарев монастырь (XII) — каменные постройки 1461—1862 годов утрачены [114][115]
- Лисицкий Рождество-Богородицкий монастырь (XIV) — упразднён в 1764 году, каменная церковь 1393 года утрачена
- Медовский монастырь (XVI) — упразднён в 1764 году, каменная церковь 1798 года разрушена во время Великой Отечественной войны
- Николо-Бельский монастырь — упразднён в 1764 году, каменные постройки XIV—XVI веков, церковь 1313 года на реставрации [116][117]
- Николо-Липенский монастырь (XIII) — каменный храм 1290-х годов сохранился и восстановлен
- Николо-Островский монастырь (XV)
- Николаевский Лядский монастырь (XIV) — упразднён в 1764 году, каменные постройки с 1365 года по XVI век разобраны в XIX веке
- Николаевский Мостищский монастырь (XV) — каменный храм 1448 года утрачен, вероятно, в XVII веке[118]
- Николаевский на Голыневе монастырь (XVII)
- Никольский Сокольницкий монастырь (1389) — каменный храм XV века утрачен
- Никольский в Приворотниках монастырь (XVI) — разорён при шведской интервенции в XVII веке, каменный храм XVII века утрачен
- Никольский на Холопьем городке монастырь (XV) — каменный храм 1417 года утрачен
- Никольский с Поля монастырь (1390) — каменные постройки XVI века утрачены
- Пантелеймонов монастырь на Мячине (XII) — упразднён в 1764 году, каменный храмы 1207—1808 годов утрачены
- Петропавловский на Сильнище монастырь (XII) — каменный храм 1192 года сохранился
- Рдейский Успенский монастырь (XVII) — каменный храм 1902 года сохранился
- Рёконьская пустынь (XVI) — каменные строения 1874—1877 годов сохранились
- Савво-Вишерский монастырь (XV) — каменные постройки 1520—1660 годов разрушены во время Великой Отечественной войны и снесены в 1974—1979 годах, новая церковь построена в 1992 году.
- Ситецкий монастырь (XIV) — каменный храм 1371 года утрачен в 1941 году, во время Великой Отечественной войны [119]
- Сковородский Михайловский монастырь (XIV) — каменные строения 1355—1820 годов утрачены во время Великой Отечественной войны
- Спасо-Нередицкий монастырь (XIV) — упразднён в 1764 году, каменный храм 1198 года разрушен во время Великой Отечественной войны, позже восстановлен[120]
- Спасо-Преображенский монастырь (Старая Русса) (1192) — каменные строения 1198—1892 годов, один храм утрачен, другие постройки восстановлены
- Спасский монастырь на Ковалёве (XIV) — каменный храм 1345 года разрушен во время Великой Отечественной войны, восстановлен в 1974 году.
- Спасский с Водской дороги монастырь (XIV) — каменный храм, упоминаемый в 1615 году, утрачен
- Сплавский монастырь (XVI)
- Сырков монастырь (1548) — каменные постройки 1554—1690 годов без верхних ярусов
- Успенский монастырь (Лаврово) (1898) — каменные постройки 1907 года сохранились
- Успенский на Волотове монастырь (XIV) — каменный храм 1352 года разрушен во время Великой Отечественной войны и восстановлен в 2003 г.
- Успенский Радоковицкий монастырь (XIV) — упразднён в 1764 году, каменный храм 1385 года разобран в 1801 году
- Щилов-Покровский монастырь (XIV) — каменный храм 1310 года утрачен [121]

## Новосибирская область
- Иоанно-Предтеченский монастырь (Новосибирск) (2001) — каменные постройки 1996—2003 годов
- Михаило-Архангельский монастырь (Козиха) (1997) — каменные постройки 1997—2003 годов
- Михаило-Архангельский монастырь (Малоирменка) (1998) — каменная церковь 1997 года
- Монастырь Святых Новомучеников Российских (1999) — каменный храм 2005 года
- Покровский Александро-Невский монастырь (1992) — учреждён при восстановленном храме 1887 года
- Покровский монастырь (Завьялово) (1997) — учреждён при восстановленном храме 1897 года
- Черепановский Всехсвятский монастырь (2006) — деревянная церковь 1989 года

## Омская область
- Ачаирский Крестовый монастырь (1992) — храмовые строения 1993—2005 годов
- Свято-Никольский монастырь (Большекулачье) (1995) — учреждён при восстановленном храме 1905 года
- Свято–Никольский монастырь (Саргатское) (2010)
- Покровский монастырь (Самохвалово) (1992) — учреждён при деревянной церкви 1907 года, сгоревшей в 2007 году[122]
- Серафимовский монастырь (Татьяновский) (1991) — деревянные строения 1993—2003 годов

Упразднены или утрачены:
- Богородице-Михаило-Архангельский монастырь (1890) — каменная церковь 1903 года утрачена

## Оренбургская область
- Бузулукский Спасо-Преображенский монастырь (1853) — каменные постройки 1861—1868 годов утрачены, новая церковь 2007 года
- Дмитриевский монастырь (Оренбург) (2016) — учреждён при восстановленном храме 1890 года
- Иверский монастырь (Орск) (2016) — каменные постройки 2014—2016 годов
- Николаевский монастырь (Покровка) (1913) — каменные строения 1911—1916 годов утрачены в 1930-х, новые постройки 2005—2007 годов
- Свято-Успенский Оренбургский женский монастырь (1866) — каменный храм и колокольня 1875—1888 годов утрачены, сохранились часовня и корпуса
- Свято-Андреевский монастырь (Андреевка) (1996) — учреждён при восстановленной церкви 1901 года
- Свято-Троицкая обитель милосердия (1999) — каменные постройки 1998—2013 годов
- Тихвинский Богородицкий монастырь (Бузулук) (1859) — каменные постройки 1861—1869 годов без верхних ярусов, колокольня 1891 года утрачена. Монастырь возрождён при восстановленном храме 1901 года.

Упразднены или утрачены:
- Богодуховский Оренбургский монастырь (1867) — каменная церковь 1901 года снесена в 1929 году
- Бугурусланский Покровский монастырь (1874) — каменные храмовые строения 1867—1899 годов утрачены
- Илецкий Николаевский монастырь (1892) — каменный храм 1905—1917 годов утрачен
- Ключегорский Казанско-Богородицкий монастырь (1861) — каменные храмовые постройки 1887—1906 годов утрачены
- Покровский Орский монастырь (1898) — каменный храм 1908 года сохранился и восстановлен
- Покровский Свято-Троицкий монастырь (1899) — деревянная церковь утрачена
- Успенско-Макарьевский монастырь (Оренбург) (1895) — деревянная церковь утрачена [123]

## Орловская область
- Введенский монастырь (Орёл) (1848) — каменные строения 1822—1886 годов, из четырёх храмов два утрачены
- Иоанно-Богословский монастырь (Корсунь) (2014) — деревянная церковь 2008 года
- Князь-Владимирская Корсунская пустынь (2015) — деревянная церковь 2018 года
- Монастырь Димитрия Солунского (Желябуга) (2015) — каменная церковь 2012 года
- Монастырь Ксении Петербургской (Долбенкино) (2010) — каменная церковь 1805 года [124]
- Монастырь Кукши Печерского (Фроловка) (2000) — каменные постройки 2010—2015 годов
- Монастырь Святой Марии Магдалины (Никольское) (1884) — каменный храм 1886 года
- Новосильский Свято-Духов монастырь (XVI) — каменные строения 1770—1844 годов, из трёх храмов сохранился один
- Оптин монастырь (Болхов) (XVI) — каменные постройки 1706—1856 годов, из трёх храмов сохранился один
- Скит Рождества Пресвятой Богородицы (Сторожевое) (2007) — учреждён при каменном храме 1797 года бывшей усадьбы Шереметевых
- Успенский монастырь (Орёл) (XVI) — каменные строения 1688—1879 годов, из пяти храмов сохранился только один, новые постройки 1998—2020 годов[125]

Упразднены или утрачены:
- Архангело-Вознесенский монастырь (Мценск) (XVI) — каменный храм 1702 года восстановлен [126]
- Богородично-Всесвятский монастырь (Болхов) (1875) — каменные строения 1820—1897 годов, из трёх храмов сохранился один без верхних ярусов
- Мценский Петропавловский монастырь (1694) — каменные постройки 1700—1821 годов, сохранилась одна церковь без верхних ярусов, второй храм в руинах, колокольня утрачена [127]

## Пензенская область

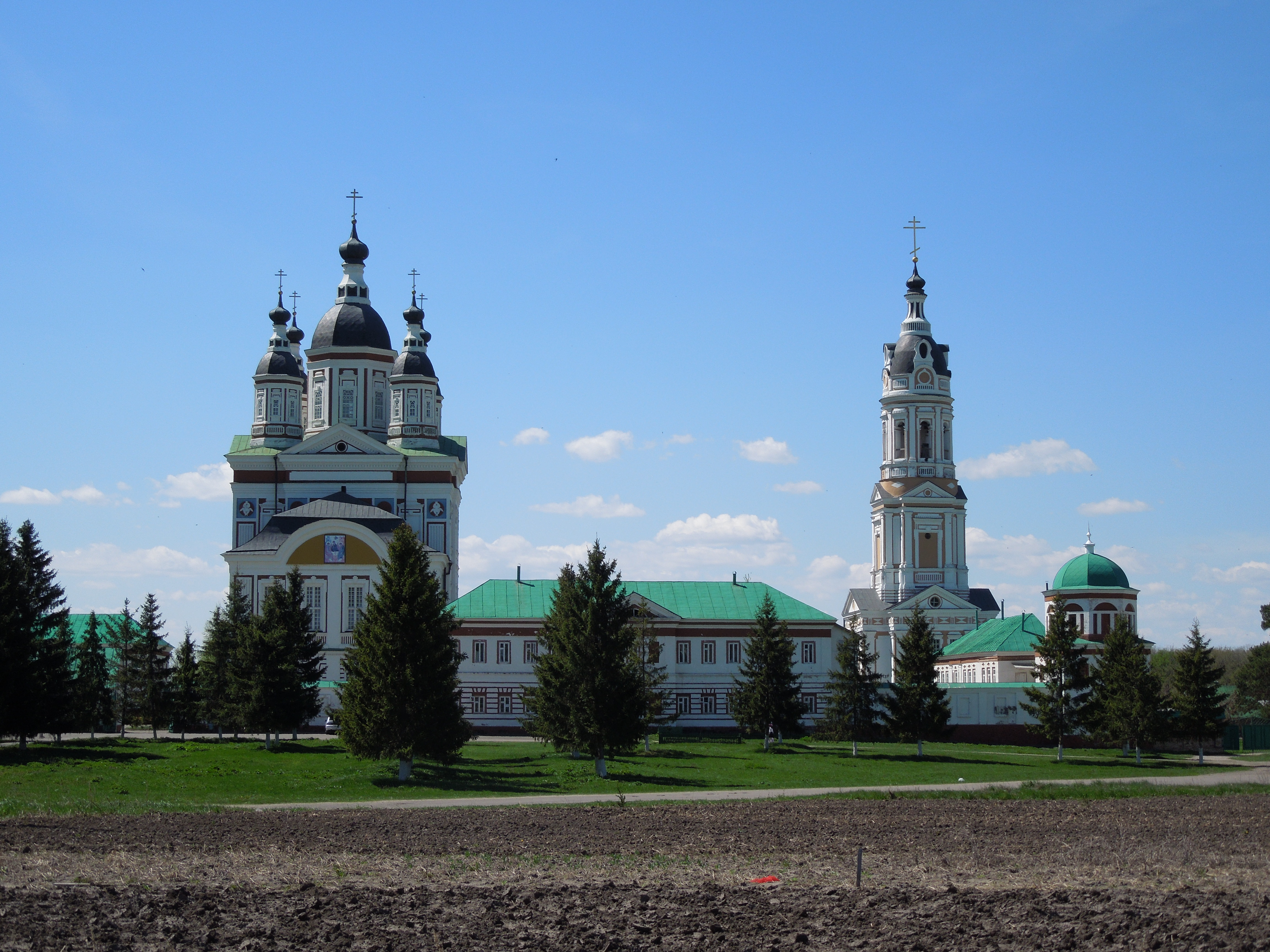
Троице-Сканов монастырь, Пензенская область

- Вьясский Владимирско-Богородицкий монастырь (1713) — каменные строения 1863—1903 годов, из четырёх церквей сохранилась только одна.
- Казанская Алексиево-Сергиевская пустынь (1905) — каменная церковь 1908 года утрачена, новые строения 2005—2006 годов
- Казанский Нижнеломовский монастырь (1648) — каменные строения 1722—1779 годов утрачены, новые постройки 2003—2004 г.
- Керенский Тихвинский монастырь (1683) — каменные постройки 1762—1848 годов
- Покровский Шиханский монастырь (1890) — каменный собор 1905 года утрачен, новый храм 2017 года
- Скрябинский Вознесенский монастырь (1885) — каменный храм 1891 года
- Спасо-Преображенский монастырь (Пенза) (1689) — каменные постройки 1750—1862 годов, из шести храмов сохранился один
- Троицкий монастырь (Пенза) (1692) — каменные постройки 1782—1911 годов, одна церковь утрачена
- Троице-Сканов монастырь (XVII) — каменные строения 1796—1870 годов, один храм утрачен, деревянная церковь 2011 года
- Успенский монастырь (Нижний Ломов) (1880) — каменные строения 1840—1898 годов утрачены, новые постройки 1997—2009 г.

Упразднены или утрачены:
- Казанский монастырь (Мокшан) (1857) — каменные храмовые постройки 1853—1883 годов утрачены

## Пермский край

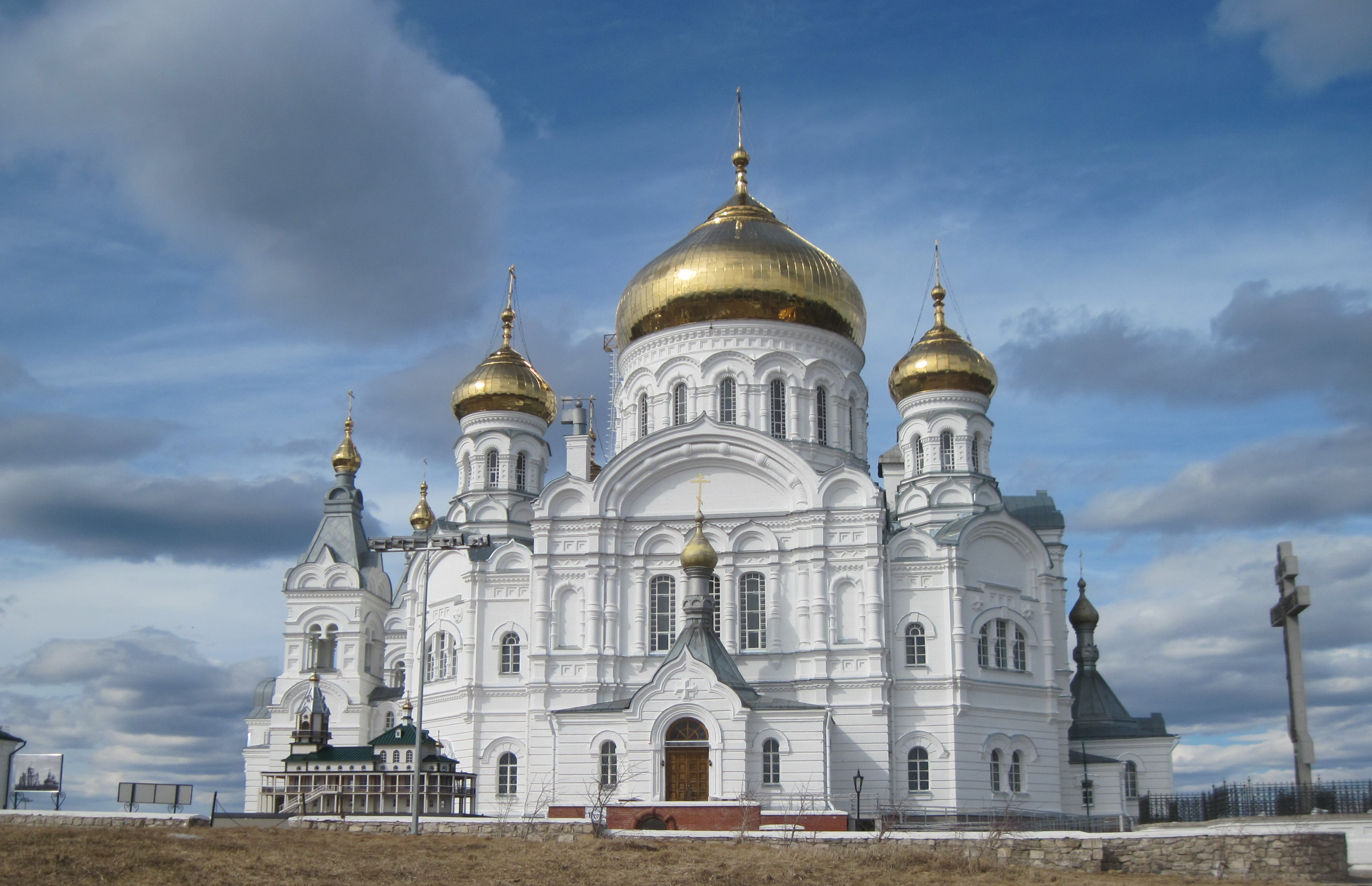
Крестовоздвиженский собор, Белогорский Николаевский монастырь, Пермский край

- Богородице-Казанский Серафимо-Алексеевский монастырь (Бахаревка) (1908) — деревянная церковь 1909 года
- Белогорский Николаевский монастырь (1891) — каменные строения 1896—1917 годов, одна из церквей утрачена
- Богоявленский монастырь (Пермь) (2004) — каменный храм 2009 года, колокольня построена в 2016 году
- Верхне-Чусовская Казанская Трифонова пустынь (1996) — учреждена при каменной церкви 1856 года, новые строения 2000-х г.
- Вознесенский Троицкий монастырь (Соликамск) (1590) — каменные постройки 1704—1734 годов
- Иоанно-Предтеченский монастырь (Кунгур) (1868) — каменные строения 1858—1914 годов
- Иоанно-Предтеченский Красносельский монастырь (Соликамск) (1891) — каменный храм 1728 года
- Обвинский Верхне-Язвенский Успенский монастырь (1686) — каменная церковь 1731 года
- Пророко-Ильинская пустынь (Колпашники) (1997) — учреждён при восстановленном каменном храме 1910 года
- Свято-Лазаревский монастырь (Верещагино) (1999) — учреждён при деревянной церкви 1906 года
- Свято-Никольский монастырь (Николаевский) (1995) — учреждён при восстановленном каменном храме 1860 года
- Свято-Троицкий Стефанов монастырь (1995) — учреждён при восстановленном каменном храме 1828 года
- Свято-Успенский Трифонов скит (1997) — учреждён при каменной церкви 1864 года бывшего Чусовского Успенского Трифонова монастыря (XVI-1764)
- Спасо-Преображенский Усольский монастырь (2000) — учреждён при каменном храме 1731 года имения Строгановых
- Успенский монастырь (Пермь) (1882) — каменные постройки 1879—1908 годов, два храма утрачены
- Чердынский Богословский монастырь (1463) — каменный храм 1718 года

Упразднены или утрачены:
- Богородице-Успенская Введенская Соловецкая пустынь (Оханск) (XVII) — упразднена в 1764 году, деревянные строения утрачены [128]
- Введенский Верх-Яйвенский монастырь (XVII) — упразднён в 1680 годах, деревянные постройки утрачены
- Гороблагодатский общежительный монастырь (1908)
- Кунгурская Воздвиженская пустынь (XVII) — каменная церковь 1785 года утрачена [129]
- Кунгурский Тихвинский монастырь (XVII) — упразднён в 1764 году, каменный храм 1758 года восстановлен
- Мулянская пустынь (XVI)
- Осинский Спасо-Преображенский монастырь (XVI) — деревянные церкви сгорели в 1721 году
- Пермский Спасо-Преображенский монастырь (1781) — упразднён в 1799 году, каменный храм 1819—1831 годов на реставрации
- Пешнигортский Стефановский монастырь (1905) — деревянные постройки утрачены
- Пыскорский Введенский монастырь (XVI) — упразднён в 1755 году, каменная церковь 1736 года разобрана в 1756 году
- Пыскорский Спасо-Преображенский монастырь (1560) — упразднён в 1755 году, каменные постройки 1688—1772 годов утрачены, церковь 1695 года сохранилась [130]
- Сергиевский-Тамаровский общежительный женский монастырь (1901)
- Соликамский Вознесенский монастырь (XVI) — упразднён в 1775 году, каменные постройки 1704—1734 годов утрачены
- Соликамский Михаило-Архангельский монастырь (XVII) — деревянный монастырь, сгорел в 1672 году
- Сылвенский Крестовоздвиженский монастырь (XVII) — упразднен в 1764 году, деревянные постройки утрачены
- Сылвенская Рождественская пустынь (XVII) — упразднена в 1764 году, каменная церковь 1760 года утрачена
- Тохтарево Богородицкий монастырь (XVII) — упразднён в 1764 году, деревянная церковь 1694 года находится в Архитектурно-этнографическом музее «Хохловка»
- Тойкинский Романовский монастырь (1913)
- Троицкая Варлаамова Плесенская пустынь (Монастырь) (1539) — упразднена в 1775 году, деревянная церковь 1910 года сохранилась [131]
- Чердынский Успенский монастырь (XVI) — упразднён в 1764 году, каменная церковь 1784 года сохранилась, с 2000 года — музей [132]
- Шерьинская Одигитриева пустынь (1675) — упразднена в 1764 году, колокольня 1867 года разрушена в 1940, церковь 1771 года восстановлена [133][134][135]

## Приморский край
- Казанский монастырь (Раздольное) (1998) — учреждён при каменной церкви 1914 года
- Марфо-Мариинский монастырь (Владивосток) (1995) — учреждён при церкви 1901 года
- Богородице-Рождественский монастырь (Линевичи) (1900) — каменная церковь 1914 года
- Свято-Серафимовский монастырь (2001) — учреждён при церкви 1914 года
- Свято-Троицкий Николаевский монастырь (1894) — каменные строения 1895—1917 годов и постройки 1999—2004 годов[136]

## Псковская область

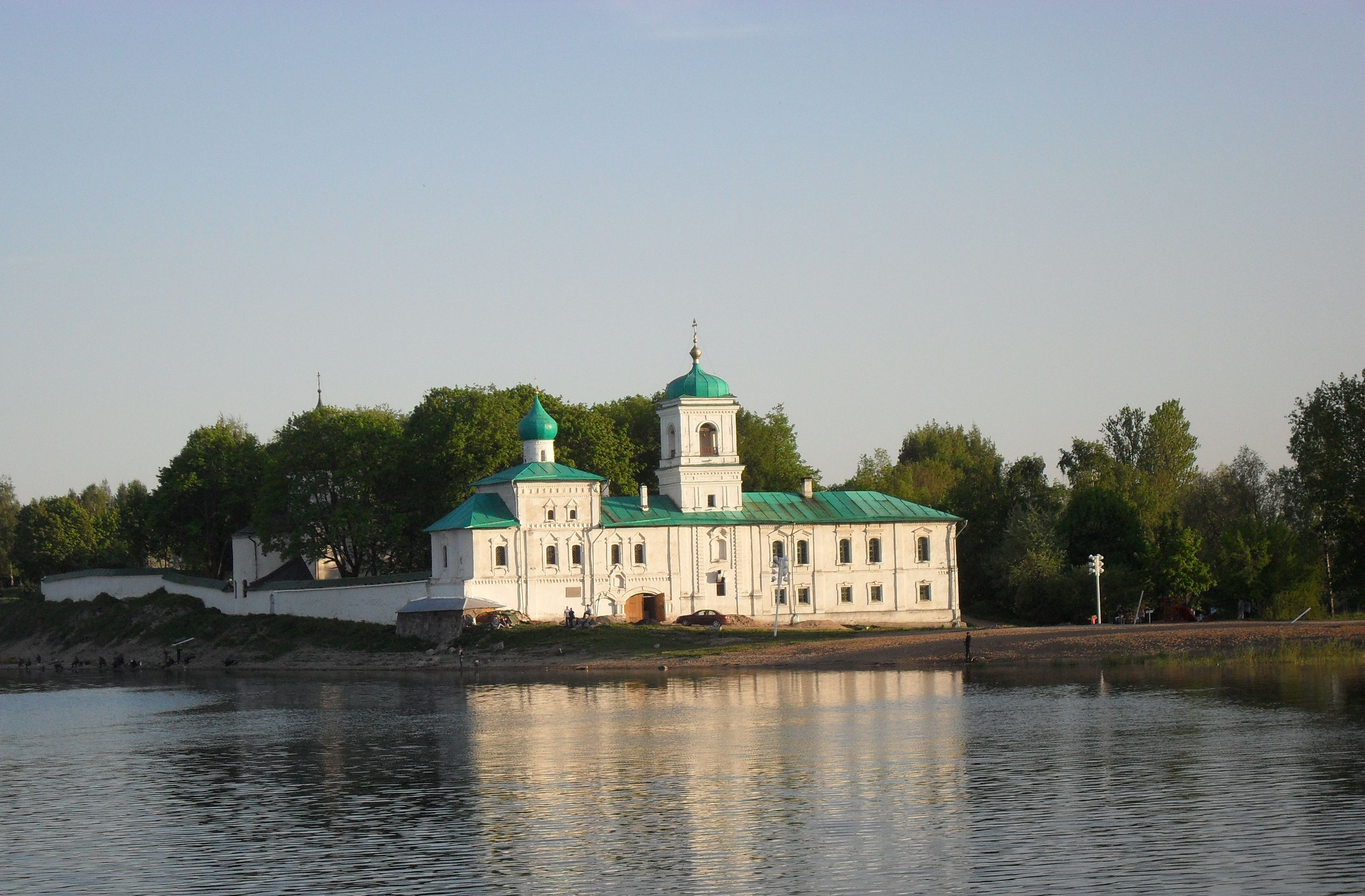
Спасо-Преображенский Мирожский мужской монастырь

- Введенский монастырь (Владимирец) (2003) — учреждён при каменной церкви 1797 года
- Крыпецкий монастырь (1487) — каменные постройки 1557 года
- Мальский монастырь (XV) — каменные постройки 1550-х годов
- Мирожский монастырь (XII) — каменные строения 1156—1546 годов
- Никандрова пустынь (1589) — каменные постройки 1680—1802 годов утрачены, новые строения 2005—2010 годов
- Псково-Печерский монастырь (1473) — каменные постройки 1541—1820 годов
- Святогорский Свято-Успенский монастырь (1569) — каменные постройки 1569—1844 годов, один из храмов утрачен во время Великой Отечественной войны
- Спасо-Казанский Симанский монастырь (1897) — каменные строения 1845—1910 годов, один из храмов утрачен
- Снетогорский монастырь (XIII) — каменные постройки 1311—1528 годов, один из храмов утрачен в 1934 году, новые строения 2009 года
- Спасо-Елеазаровский монастырь (1447) — каменные строения 1574—1910 годов
- Творожковский Свято-Троицкий монастырь (1865) — каменный храм 1882 года
- Тихоновский Воскресенский монастырь (Клин) (2003) — учреждён при каменной церкви 1733 года
- Феофилова Пустынь (1396) — каменная церковь 1824 года полуразрушена в 1944 году, новый храм 2017 года

Упразднены или утрачены:
- Алексеевский монастырь (Псков) (XVI) — упразднен в 1764 году, каменная церковь 1688 года сохранилась и восстановлена[137]
- Афанасьевский монастырь (Гдов) (1434) — каменная церковь 1855 года утрачена
- Благовещенский монастырь (Псков) (1421) — упразднён в 1701 году, каменные постройки XVI века разобраны и обращены в бастионы
- Богородице-Рождественский монастырь (Владимирец) (XVI)
- Богородице-Рождественский монастырь (Изборск) (XVI) — упразднен в 1764 году, каменная церковь XVII века сохранилась и восстановлена[138]
- Богородице-Рождественский монастырь (Красногородск)
- Богородице-Рождественский Клинский монастырь (Себеж)
- Борисоглебский с Прощеника монастырь
- Васильевский Трёхсвятительский монастырь (XV) — упразднен в 1764 году
- Варваринский монастырь (Выбор) (XVI) — деревянные постройки утрачены
- Варваринский монастырь (Псков) (XVI) — упразднён в 1764 году, сохранилась деревянная церковь 1618 года
- Введенский Радославль монастырь (Псков) (XVI) — упразднён в 1722 году
- Введенский Толвитский монастырь (XVII) — упразднён в 1764 году, каменная церковь 1914—1917 годов сохранилась и восстановлена[139]
- Вербиловский монастырь (XVI) — деревянные храмовые постройки утрачены
- Вознесенский монастырь (Великие Луки) (XVI) — каменный храм 1752 года сохранился и восстановлен
- Воскресенский монастырь в Запсковье (XV) — упразднён в 1764 году, каменная церковь 1532 года на реставрации[140]
- Воскресенско-Покровский монастырь (Нежадово) (1908) — деревянный соборный храм утрачен в 1958 году
- Григорьевский Путятин монастырь (XVI)
- Демянский Михайловский монастырь (XIV) — упразднён в 1764 году, каменная церковь 1828 года разрушена, сохранились руины
- Дмитриевский в Поле монастырь (XIV–XV вв) — каменная церковь 1534 года сохранилась и восстановлена[141]
- Евстратьевский монастырь (XV)
- Зачатьевский монастырь (Псков) (XVII) — упразднён в 1764 году
- Знаменский монастырь (Псков) (1421)
- Ильинский монастырь (Врев) — упразднён до XVIII века
- Ильинский монастырь (Остров) — упразднён в XVII веке
- Ильинский монастырь (Псков) (XV) — упразднён в 1764 году, каменная церковь 1677 года сохранилась и восстановлена[142]
- Ильинский монастырь (Себеж) (XVI) — упразднён в XVI веке при польско-литовской интервенции
- Ильинский Опоцкий монастырь (XVI) — упразднён до 1688 года, каменный храм XVI века утрачен, построенная на его месте церковь 1772 года восстановлена
- Ильинский Черменецкий монастырь (XVI) — каменная церковь 1874 года сохранилась [143]
- Иоанно-Златоустовский монастырь (Псков) (XVI)
- Иоанно-Предтеченский монастырь (Псков) (XIII) — каменные постройки 1240—1845 годов, один из двух храмов сохранился и восстановлен
- Климентовский в Завеличье монастырь (XIV) — упразднён в начале XVIII века, каменная церковь XV века сохранилась [144]

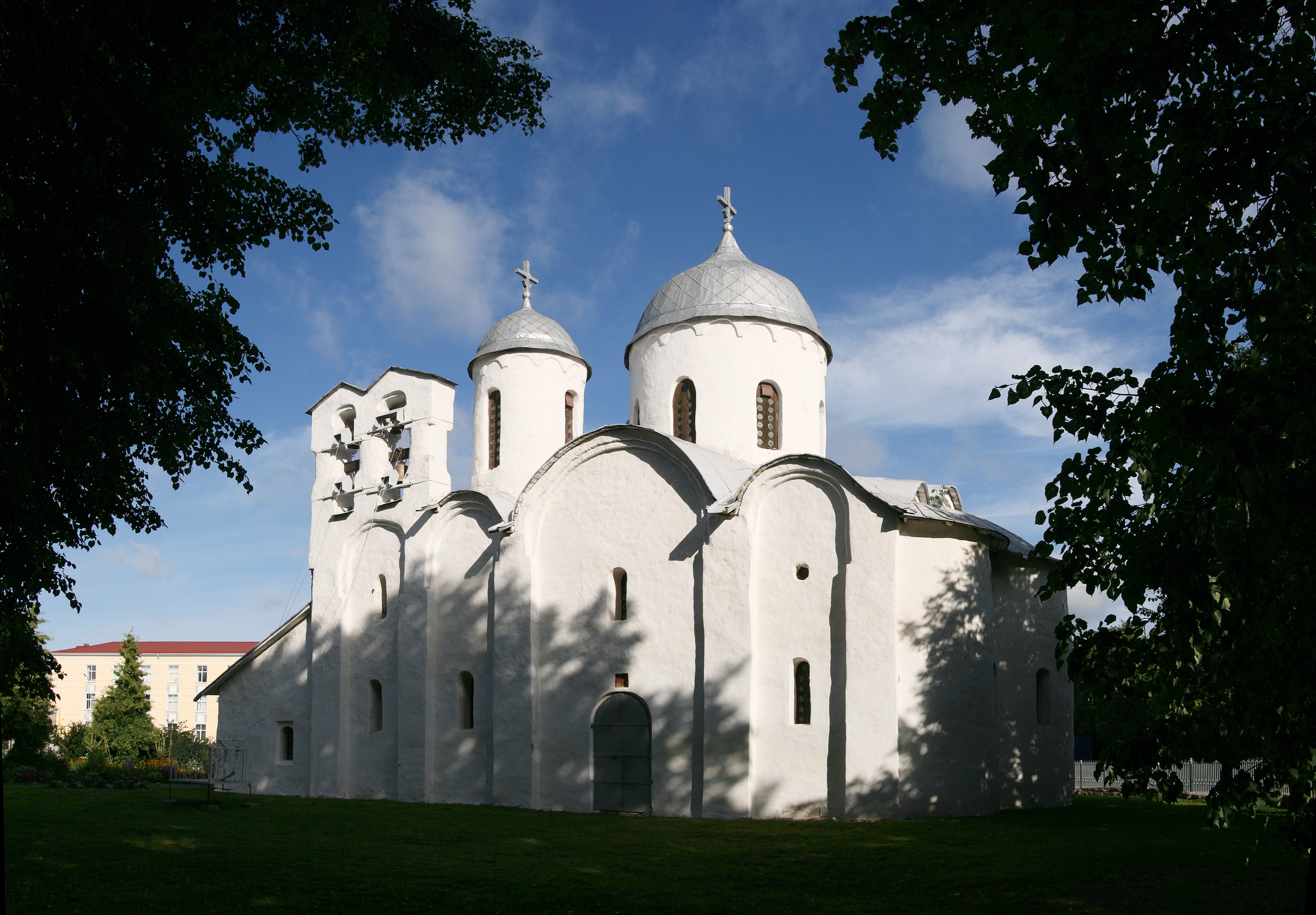
Собор Иоанна Предтечи Иоанно-Предтеченского монастыря

- Константино—Еленинский монастырь (XVI)
- Козьмодемьянский Гремяцкий монастырь (XIV) — упразднён в 1764 году, каменная церковь 1540 года сохранилась [145]
- Козьмодемьянский на Полонище монастырь (XV) — упразднён до XVIII века, каменная церковь утрачена
- Козьмодемьянский монастырь (Воронач)
- Костельников монастырь (XVI) — упразднён в 1764 году, каменная церковь 1547 года сохранилась и восстановлена [146][147]
- Крестовоздвиженский монастырь (Выбор) (XVI) — деревянные постройки утрачены
- Лазаревский в Запсковье монастырь (XV)
- Любятовский Николаевский монастырь (XVI) — упразднён в 1764 году, каменная церковь XVI века восстановлена[148]
- Медовский монастырь (XVI) — упразднён в 1764 году
- Мироносицкий монастырь (Псков) — упразднён в 1764 году, каменная церковь 1546 года сохранилась и восстановлена[149]
- Михайловский монастырь (Псков) (XIV) — упразднён в 1764 году
- Михайловский монастырь (Воронач)
- Настецкий монастырь (XVII) — упразднён в 1764 году, каменный храм 1884 года на реставрации[150]
- Невельский Преображенский монастырь (XVI) — каменные строения 1732—1825 годов утрачены в 1930-х
- Никитьевский в Поле монастырь (1424) — упразднён в 1714 году, каменная церковь XV века утрачена во время Великой Отечественной войны
- Николаевский Вoлковский монастырь (1395) — каменные строения 1395—1484 годов утрачены
- Николаевский на Взвозе монастырь (XV)
- Никольский Дворицкий монастырь (XVI) — каменный храм 1822 года на реставрации[151]
- Николаевский Заборовский монастырь
- Николаевский Зарезницкий монастырь (XVI)
- Николаевский Каменноградский монастырь (XIV–XV вв) — каменная церковь XVI века сохранилась и восстановлена
- Николаевский Кожин в Завеличье монастырь (XV) — каменная церковь 1804 года разрушена во время Великой Отечественной войны и снесена в 1953
- Николаевский Малопустынский монастырь (XVI)
- Николаевский монастырь (Велье)
- Николаевский монастырь (Воронач)
- Николаевский монастырь (Гдов) (XV) — упразднён в 1764 году, деревянные постройки утрачены во время Великой Отечественной войны[152]
- Николаевский монастырь (Красногородск)
- Николаевский монастырь (Опочка) — упразднён в 1764 году, каменная церковь 1807 года утрачена в 1930-х
- Николаевский монастырь (Себеж) (XVI) — упразднён в XVI веке при польско-литовской интервенции
- Николаевский Песоцкий монастырь (XIV–XV вв) — упразднён в 1701 году, каменные постройки XV века разобраны и обращены в бастионы
- Николаевский Перинский монастырь — каменный храм 1550-х годов утрачен
- Николаевская Плесская пустынь (XVI) — упразднена в 1764 году, каменный храм XVIII века утрачен в 1930-х
- Николаевский на Старом городище монастырь (Изборск) (XVI) — упразднён в 1764 году, каменная церковь XVII века сохранилась, входит в музей-заповедник Труворово городище.
- Николаевский Хвоинский монастырь (1627) — упразднён в 1764 году, деревянные постройки утрачены
- Образский в Запсковье монастырь (XV) — упразднён в 1764 году
- Община сестер милосердия Марии Магдалины (1865)
- Пантелеимонов монастырь (Псков) (XIV) — каменные постройки c XVI века по 1905 год, храм разрушен во время Великой Отечественной войны, сохранилась колокольня[153]
- Пантелеимонов на Красном дворе монастырь (Псков) (XVI)
- Петропавловский Верхнеостровский монастырь (1470) — деревянные строения утрачены
- Петропавловский в Завеличье монастырь
- Петропавловский Сироткин монастырь (XIV–XV вв) — упразднён в 1764 году, каменные постройки c XV века по 1845 год сохранилась и восстановлены[154]
- Покровский монастырь (Воронач)
- Покровский монастырь (Врев) — упразднён до XVIII века
- Покровский монастырь (Остров) (XV) — каменная церковь 1793 года сохранилась без верхних ярусов
- Покровский монастырь (Псков) (XV) — упразднён в 1764 году, каменная церковь 1581 года на реставрации [155]
- Покровский Озерский монастырь (1470) — упразднён в 1764 году, каменные постройки 1844—1871 годов, церковь сохранилась и восстановлена [156]
- Посолотин монастырь (XVI) — упразднён в 1764 году, каменный храм 1901 года на реставрации
- Пятницкий Песоцкий монастырь (XIV–XV вв)
- Пятницкий монастырь (Себеж) (XVI)
- Рождественский монастырь (Порхов) (XVI) — упразднён в 1764 году, каменная церковь предположительно 1305 года сохранилась[157]
- Рыжков монастырь (XVII)
- Саввинский монастырь (XVI)
- Свято-Духов Иглин в Завеличье монастырь (XV) — упразднён в 1764 году, каменная церковь 1484 года утрачена
- Святоотецкий в Запсковье монастырь (XVI)
- Сергиевский монастырь (1581) — упразднён в 1710 году, каменная церковь 1590-х годов на реставрации[158]
- Симеоновский в Печищах монастырь (XV) — упразднён в 1764 году, каменная церковь 1546 года утрачена к середине XIX века
- Спасо-Преображенский Великопустынский монастырь (XIV) — упразднен в 1766 году, каменная церковь 1875 года полуразрушена [159]
- Спасо-Преображенский монастырь (Велье) (XV)
- Спасо-Преображенский монастырь (Воронач)
- Спасо-Преображенский монастырь (Порхов) (XIV) — упразднён в 1764 году, каменная церковь 1772 года сохранилась и восстановлена[160]
- Спасо-Преображенский на Промежицы монастырь (XV)
- Спасо-Преображенский Надолбин в Запсковье монастырь (XV) — упразднён в 1764 году
- Спасский на Бдехе монастырь
- Сретенский из Застенья монастырь (XVI)
- Сретенский монастырь (Велье)
- Старо-Вознесенский монастырь (Псков) (XV) — каменные строения 1467—1854 годов сохранились [161]
- Стефановский в Завеличье монастырь (XIV–XV вв)
- Троице-Сергиевский монастырь (Великие Луки) (XVI век) — каменные постройки 1712—1784 годов утрачены во время Великой Отечественной войны
- Троицкий на Овчюхах монастырь
- Троицкий Хлавицкий монастырь (XIII) — упразднён в 1764 году, каменная церковь 1811 года сохранилась и восстановлена [162]
- Успенский Кебский монастырь
- Успенский Колюбацкий монастырь (XVII) — упразднён в 1764 году, каменная церковь 1807 года утрачена
- Успенский Морипчельский монастырь (XVI) — разорён польско-литовскими интервентами в 1611 году, деревянные строения утрачены
- Успенский на Полонище монастырь (XIV–XV вв) — упразднён в 1764 году, каменная церковь 1810 года сохранилась и восстановлена [163]
- Успенский монастырь (Воронач)
- Успенский монастырь (Опочка) (XVI) — упразднён в 1764 году, каменная церковь 1894 года утрачена в 1934 г.
- Успенский монастырь (Порхов) — упразднён в 1764 году
- Фроловский в Поле монастырь (XV)
- Якиманский монастырь (Псков) (XVI) — каменная церковь XVI века сохранилась и восстановлена [164][165][166][167]

## Ростовская область
- Донской Старочеркасский монастырь (1837) — каменный храм 1761 года Д.Е. Ефремова
- Иверский женский монастырь (Ростов-на-Дону) (1903) — каменные храмовые постройки 1908 и 2012 годов
- Покровский мужской монастырь (Верхнемакеевка) (2004) — учреждён при деревянной церкви 1894 года

Упразднены или утрачены:
- Александро-Невский Иерусалимский греческий мужской монастырь (Таганрог) (1814) — каменный храм 1813 года снесён в 1933 году
- Бекреневский Свято-Николаевский монастырь (1895) — каменный храм 1913 года утрачен
- Троицкий Мигулинский монастырь (1688) — пещерная обитель

## Рязанская область

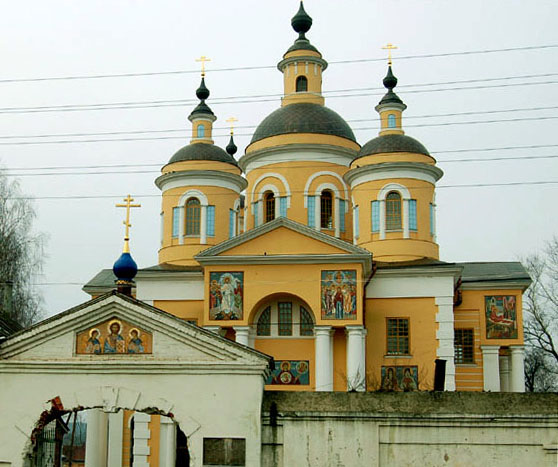
Казанский собор и Святые ворота, Вышенский монастырь, Рязанская область

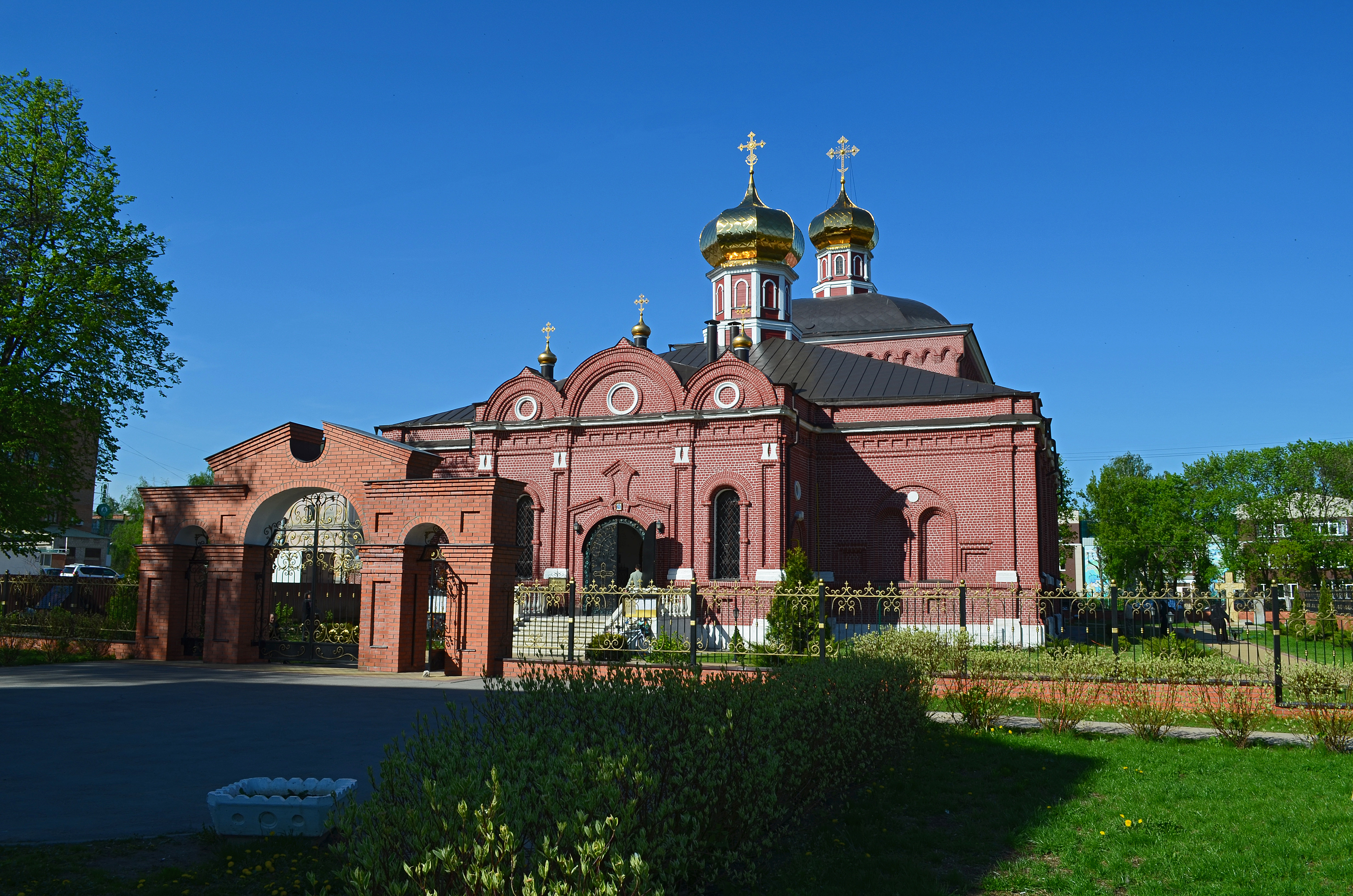
Казанский монастырь (Рязань)

- Вышенский монастырь (1625) — каменные постройки 1761—1890 годов, колокольня снесена в 1976 году
- Ибердский Александро-Невский Софрониев монастырь (1907) — каменный храм 1892 утрачен, новая церковь 1998 года
- Иоанно-Богословский Пощуповский монастырь (XIII) — каменные строения 1652—1870 годов
- Казанский монастырь (Рязань) (1786) — каменные строения 1870—1872 годов
- Милостиво-Богородицкий монастырь (1868) — каменные постройки 1857—1910 годов
- Николо-Бавыкинский монастырь (1894) — каменные постройки 1880—1908 годов, оба храма утрачены, сохранилась колокольня
- Николо-Чернеевский монастырь (1573) — каменные строения 1636—1813 годов
- Никольский Шостьенский монастырь (2015) — учреждён при каменной церкви 1878 года
- Свято-Покровский монастырь (Михайлов) (1819) — каменные строения 1808—1836 годов утрачены, новые постройки 2007-2014
- Скопинский Димитриевский монастырь (XVI) — каменные постройки 1763—1770 годов
- Солотчинский монастырь (1390) — каменные строения с XV века по 1695 годы
- Спасо-Преображенский монастырь (Рязань) (XVI) — каменные постройки 1647—1904 годов
- Спасо-Преображенский Пронский монастырь (XVI) — каменные постройки 1765—1903 годов, один храм утрачен
- Покровский монастырь (Шаморга) (2002) — учреждён при каменной церкви 1856 года
- Троицкий монастырь (Рязань) (XIV) — каменные строения 1695—1858 годов

Упразднены или утрачены:
- Воскресенский Пронский монастырь (1914) — деревянные постройки утрачены
- Зарецкий Спасский монастырь (XV) — упразднён в 1764 году, деревянные постройки утрачены
- Казанский монастырь (Касимов) (1627) — каменные строения 1735—1864 годов утрачены в 1930-х
- Казанский монастырь (Конобеево) (XVII) — упразднён в 1764 году, деревянные постройки утрачены
- Никоновский монастырь (Сушки) (1870) — каменные строения 1859—1871 годов утрачены
- Рождественский монастырь (Елатьма) (XVII) — упразднён в 1764 году, каменная церковь XVIII века сохранилась
- Свято-Духов монастырь (Скопин) (XVII) — каменные постройки с XVII века по 1880 годы, один из храмов сохранился [168]
- Сергиевский Мещеряковский монастырь (1909) — каменный храм 1915 года без верхних ярусов
- Спасский монастырь (Елатьма) (1623)
- Старо-Кадомская Троицкая пустынь (1652) — упразднена в 1764 году, каменный храм 1902 года сохранился [169]
- Успенский монастырь (Елатьма) (XVII)
- Успенский Ольгов монастырь (XIII) — каменные строения 1666—1820 годов утрачены

## Самарская область
- Александро-Невский монастырь (Старая Бинарадка) (2014) — деревянная церковь 2012 года
- Вознесенский монастырь (Сызрань) (1684) — каменные постройки 1739—1852 годов
- Воскресенский монастырь (Самара) (2003) — каменные постройки 1998—2010 годов
- Воскресенский монастырь (Тольятти) (1997) — каменные строения 1872 года, храм построен в 2016 году
- Заволжский Свято-Ильинский монастырь (2003) — учреждён при каменной церкви 1865 года, новые постройки 2007—2016 годов
- Заволжский монастырь в честь Честного и Животворящего Креста Господня (2007) — деревянная церковь 2006 года
- Иверский монастырь (Самара) (1860) — каменные строения 1869—1903 годов, один из храмов и колокольня утрачены, новые постройки 2011—2014 гг.
- Ильинский старообрядческий монастырь (Самара) (2000) — каменный храм 1998 года
- Свято-Богородичный Казанский монастырь (Винновка) (2006) — учреждён при каменной церкви 1851 года, новые постройки 2010—2014 годов
- Кашпирский монастырь (1712) — каменная церковь 1728 года и деревянная 2008 года
- Никольский монастырь (Богатое) (2016) — храмовые постройки 1998—2018 годов
- Покровский монастырь (Чубовка) (2016) — каменные постройки 2015—2016 годов
- Свято-Троицкий монастырь (Ташла) (2016) — учреждён при деревянной церкви 1775 года, новые постройки 1990—2005 годов
- Чагринский Покровский монастырь (1885) — деревянные строения 1890—1907 годов утрачены, каменные постройки 2018—2019 годов

Упразднены или утрачены:
- Богородицкий монастырь (Сызрань) (1695) — упразднён в 1764 году, каменные постройки 1742—1760 годов утрачены
- Мойский Свято-Троицкий монастырь (1860) — каменный храм 1876 года и деревянные постройки утрачены
- Николаевский Вознесенский женский монастырь (1860) — каменная церковь 1870 года и деревянные постройки утрачены
- Раковский Свято-Троицкий монастырь (1850) — каменные строения 1876—1895 годов утрачены в 1920-х
- Самарский архиерейский дом (1851) — каменное здание 1878 года сохранилось
- Самарский Николаевский монастырь (1863) — каменные постройки 1860—1909 годов утрачены в 1930-х
- Спасо-Преображенский женский монастырь (Самара) (XVI) — упразднён в 1764 году, каменная церковь 1685 года снесена в 1952
- Старо-Костычевский Смоленский монастырь (1869) — каменный храм 1914 года и деревянная церковь 1869 года утрачены в 1920-х
- Сызранский Сретенский женский монастырь (1858) — каменные строения 1862—1871 годов утрачены в 1920-х
- Свято-Троицкий Шихобаловский монастырь (1898) — деревянная церковь 1898 года утрачена в 1930-х

## Саратовская область
- Владимирский монастырь (Вольск) (1892) — каменные постройки 1874—1899 годов, один храм утрачен, новые строения 2016 года
- Иоанновский монастырь (Алексеевка) (2013) — каменный храм 2008 года
- Иргизский Нижне-Воскресенский монастырь (1762) — каменная церковь 1863 года утрачена, новая построена к 2010 году
- Покровский монастырь (Балашов) (2013) — каменные строения 1862—1918 годов утрачены в 1927, сохранилась деревянная церковь 1905 года
- Саратовский Спасо-Преображенский монастырь (1822) — каменные строения 1822—1917 годов, из пяти церквей сохранилась одна
- Свято-Алексиевский монастырь (Саратов) (1997) — каменные постройки 1880 и 2008 годов
- Свято-Никольский монастырь (Монастырский) (1762) — каменная церковь 1887 года
- Свято-Никольский монастырь (Саратов) (1997) — учреждён при каменной церкви 1898 года
- Свято-Сергиевский монастырь (Алексеевка) (2007) — учреждён при каменном храме 1884 года

Упразднены или утрачены:
- Верхний Спасо-Преображенский монастырь (1764) — каменные постройки с XVIII века по 1885 годы, частично сохранились
- Крестовоздвиженский монастырь (Саратов) (XVII) — каменные строения 1740—1903 годов, из четырёх церквей сохранилась одна
- Новоузенский Свято-Троицкий монастырь (1893) — каменный храм 1901 года утрачен
- Никольский монастырь (Петровск) (XVIII) — каменные постройки XVIII века утрачены
- Свято-Троицкий монастырь (Хвалынск) (1908) — каменные постройки 1880—1900 годов сохранились
- Черемшанский монастырь (Хвалынск) (1870) — каменные строения 1881 года сохранились

## Сахалинская область
- Покровский монастырь (Корсаков) (1999) — каменная церковь 1991 года

## Свердловская область

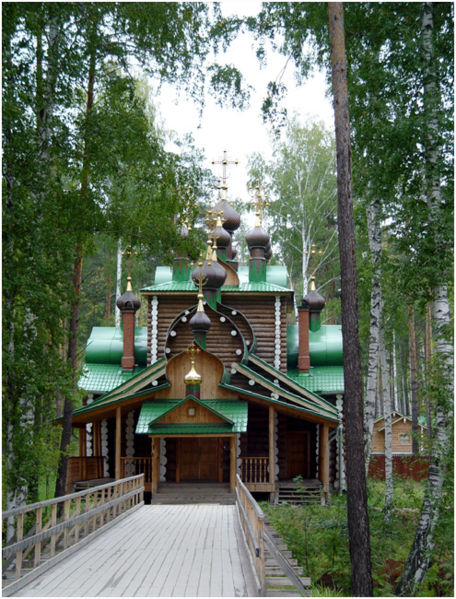
Храм Святого Николая Чудотворца, Монастырь в честь Святых Царственных Страстотерпцев, Свердловская область

- Верхотурский Николаевский монастырь (1604) — каменные постройки 1738—1913 годов, церковь 1999 года возведена на месте утраченного храма.
- Елизаветинский монастырь (Алапаевск) (2005) — каменный храм 2018 года
- Казанский монастырь (Нижний Тагил) (1998) — учреждён при деревянной церкви 1871 года
- Крестовоздвиженский монастырь (Екатеринбург) (1995) — учреждён при каменной церкви 1880 года
- Кыртомский Крестовоздвиженский монастырь (1893) — деревянный храм 1899 года сгорел в 1972, новая церковь 2013 года
- Монастырь в честь иконы Пресвятой Богородицы «Спорительница хлебов» (2005) — каменные строения 2004—2017 годов
- Монастырь Новомучеников и Исповедников Российских (Алапаевск) (1995) — каменные строения 1992—2018 годов, возведены на месте гибели княгини Елизаветы Фёдоровны и великих князей дома Романовых.
- Монастырь Святых Царственных Страстотерпцев (2000) — деревянные строения 2000—2014 годов, возведены на месте захоронения царской семьи Николая II.
- Ново-Тихвинский монастырь (1809) — каменные строения 1782—1902 годов, один из храмов утрачен
- Пантелеимоновский монастырь (Краснотурьинск) (1995) — деревянная церковь 1904 года и каменный храм 2013 года
- Покровский монастырь (Верхотурье) (1621) — каменная церковь 1902 года
- Покровский монастырь (Колчедан) (1865) — каменная церковь 1877 года утрачена, сохранились здания 1900-х годов
- Сарсинский Боголюбский монастырь (1896) — деревянные постройки 2014 года
- Свято-Косьминская пустынь (2007) — каменные постройки 2003 года
- Свято-Николаевский монастырь (Туринск) (1624) — каменный храм 1785 года утрачен, деревянная церковь 2006 года
- Свято-Покровский монастырь (Камышлов) (1998) — учреждён при каменном храме 1821 года
- Свято-Троицкий монастырь (Тарасково) (2003) — учреждён при каменной церкви 1906 года
- Скорбященский монастырь (Нижний Тагил) (1904) — каменные строения 1883—1914 годов
- Спасо-Преображенский монастырь (Каменск-Уральский) (1892) — каменные постройки 1862—1878 годов

Упразднены или утрачены:
- Грязновская Покровская община (1909) — деревянные постройки утрачены
- Елизавето-Мариинский монастырь (Шамары) (1916)
- Красносельский Введенский монастырь (1899) — каменный храм 1893 года утрачен
- Невьянский Спасо-Богоявленский монастырь (1621)

## Смоленская область
- Спасо-Преображенский Авраамиев монастырь (XIII) — каменные постройки 1755—1773 годов, один из двух храмов утрачен
- Вознесенский монастырь (Смоленск) (XVII) — каменные постройки 1700—1830 годов
- Димитриевский монастырь (Дорогобуж) (1998) — учреждён при каменной церкви 1799 года
- Иоанно-Предтеченский монастырь (Вязьма) (1542) — каменные строения 1650—1750 годов, один из храмов утрачен
- Свято-Владимирский монастырь на истоке Днепра (2014) — деревянная церковь 2015 года
- Спасо-Богородицкий Одигитриевский женский монастырь (2014) — каменные постройки 2013—2019 годов
- Спасо-Преображенский монастырь (Рославль) (XVI) — каменные строения 1819—1857 годов
- Троицкий Болдин монастырь (1530) — каменные строения 1590—1890 годов, уничтоженные в 1943 году храмы построены в 1997—2010 годах
- Троицкий монастырь (Смоленск) (1674) — каменные постройки 1727—1767 годов

Упразднены или утрачены:
- Аркадьевский монастырь (XVII) — каменные строения 1630—1783 годов сохранились
- Воскресенская община в Сычёвке (1903) — каменная церковь 1912 года утрачена
- Казанский Сычевский монастырь (1864) — каменные строения 1864—1888 годов утрачены во время Великой Отечественной войны
- Красногородищенская пустынь (1731) — каменные строения 1732—1767 годов утрачены
- Крестовоздвиженский Бизюков монастырь (XVII) — каменные постройки 1750—1774 годов утрачены
- Ризская Алексеевская община (1912) — каменная церковь 1774 года разрушена [170]
- Свирколуцкий Богородицкий монастырь (XVI) — упразднён в 1764 году
- Троице-Сергиевская община (1906) — деревянные постройки утрачены

## Ставропольский край
- Иоанно-Мариинский монастырь (Ставрополь) (1848) — каменные постройки 1850—1888 годов, из пяти храмов сохранился один
- Монастырь «Всех скорбящих Радость» (Татарка) (2007) — каменный храм 2013 года
- Свято-Георгиевский монастырь (Ессентуки) (2006) — каменные строения 2003—2005 годов
- Успенский Второафонский монастырь (Лермонтов) (1904) — каменный храм 1906 года утрачен, новые постройки 2001—2020 годов

Упразднены или утрачены:
- Мамай-Маджарский Воскресенский монастырь (1884) — каменный храм 1900 года утрачен
- Георгиевский женский монастырь на реке Куре (село Горнозаводское).(1879) - каменная ограда, жилые постройки, монастырь утрачен
- Казанский Агафодоров женский общежительный монастырь находился (село Винодельное), утрачен

## Тамбовская область
- Вознесенский монастырь (Тамбов) (1690) — каменные строения 1798—1891 годов, один из храмов утрачен, новые постройки 1998—2014 годов
- Знаменский монастырь (Сухотинка) (1849) — каменные строения 1822—1908 годов, один из храмов утрачен
- Казанский монастырь (Тамбов) (1667) — каменные постройки 1796—1821 годов и новые строения 2005—2019 годов
- Козловский Троицкий монастырь (Мичуринск) (1627) — каменные строения 1672—1692 годов, один из храмов утрачен
- Мамонтова пустынь (1629) — каменные постройки 1912—1915 годов утрачены, новые строения 2005—2015 годов
- Трегуляевский Иоанно-Предтеченский монастырь (1688) — каменные постройки 1789—1903 годов утрачены, новые строения 2002—2016 годов

Упразднены или утрачены:
- Александро-Невский монастырь (Оржевки) (1890) — каменный храм 1907 года утрачен [171]
- Ахтырский Богородицкий монастырь (1893) — каменный храм 1869 года утрачен [172]
- Боголюбовский Тишениновский монастырь (Оржевка) (1881) — каменные постройки 1879—1891 годов, храм утрачен, сохранилась лишь колокольня
- Ильинский монастырь (Мичуринск) (1638) — упразднён в 1764 году, каменный храм 1781 года сохранился и восстановлен[173]
- Козловский Боголюбский монастырь (Мичуринск) (1849) — каменные строения 1869—1873 годов, один из храмов восстановлен
- Носовский Спасо-Преображенский монастырь (1908) — каменная церковь 1908 года сохранилась и восстановлена[174]
- Терская Казанская община (1904) — каменная церковь 1905 года утрачена
- Тихвино-Богородицкий монастырь (Кирсанов) (1846) — каменный храм 1825—1857 годов на реставрации
- Троицкий Цнинский монастырь (1615) — упразднён в 1764 году, деревянные постройки утрачены
- Успенский Софийский монастырь (Тулиновка) (1880) — каменные строения 1824—1887 годов сохранились и восстановлены[175]

## Тверская область

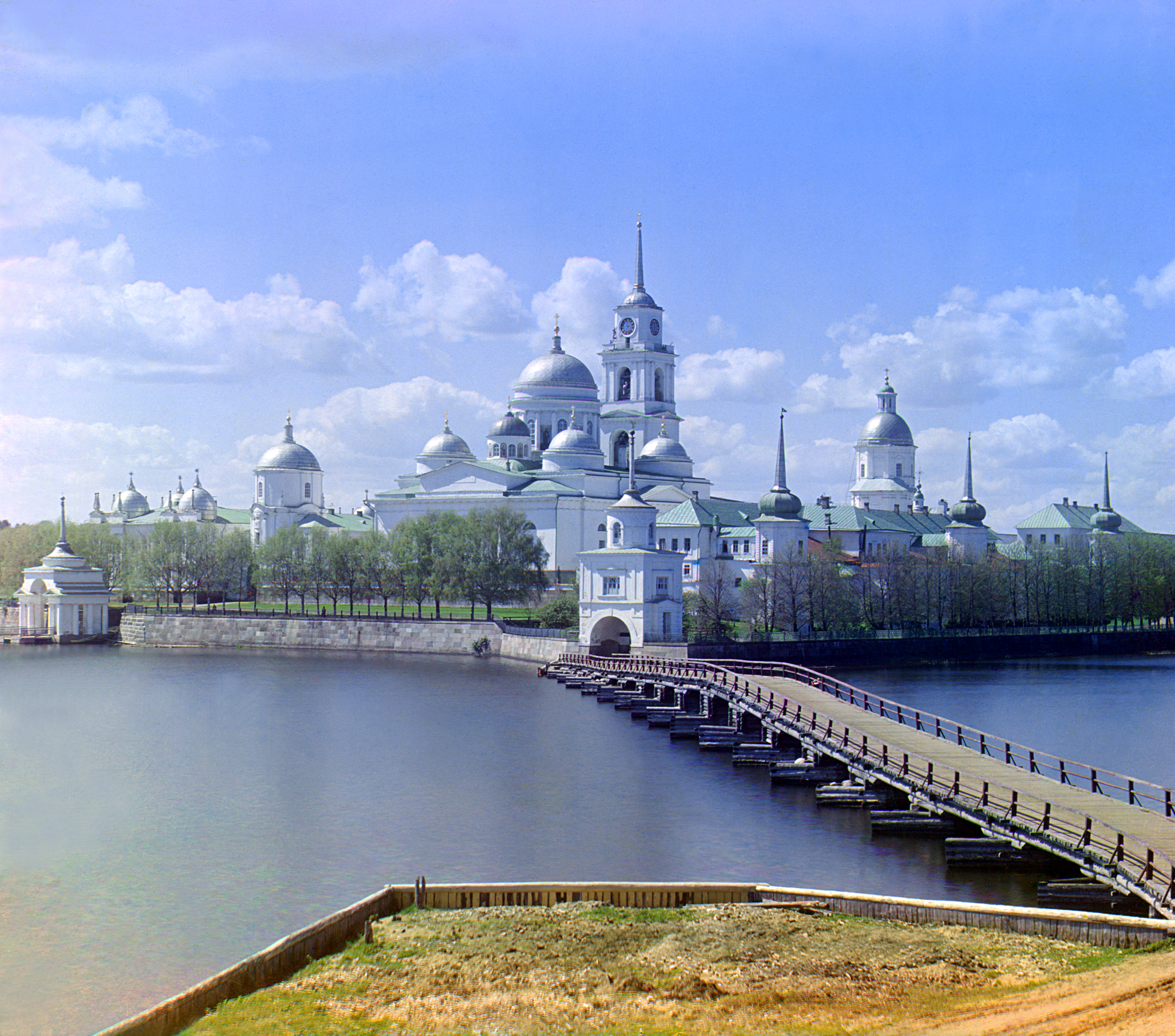
Нило-Столобенская пустынь, Тверская область

- Благовещенский монастырь (Бежецк) (1994) — каменная церковь 1709 года
- Борисоглебский монастырь (Торжок) (1038) — каменные постройки 1620—1811 годов
- Вознесенский Оршин монастырь (XVI) — каменные постройки 1567—1850 годов
- Житенный монастырь (1716) — храмовые каменные строения 1742—1768 годов
- Казанский монастырь (Вышний Волочёк) (1872) — каменные строения 1882—1901 годов
- Клобуков монастырь (XV) — каменные постройки 1684—1851 годов

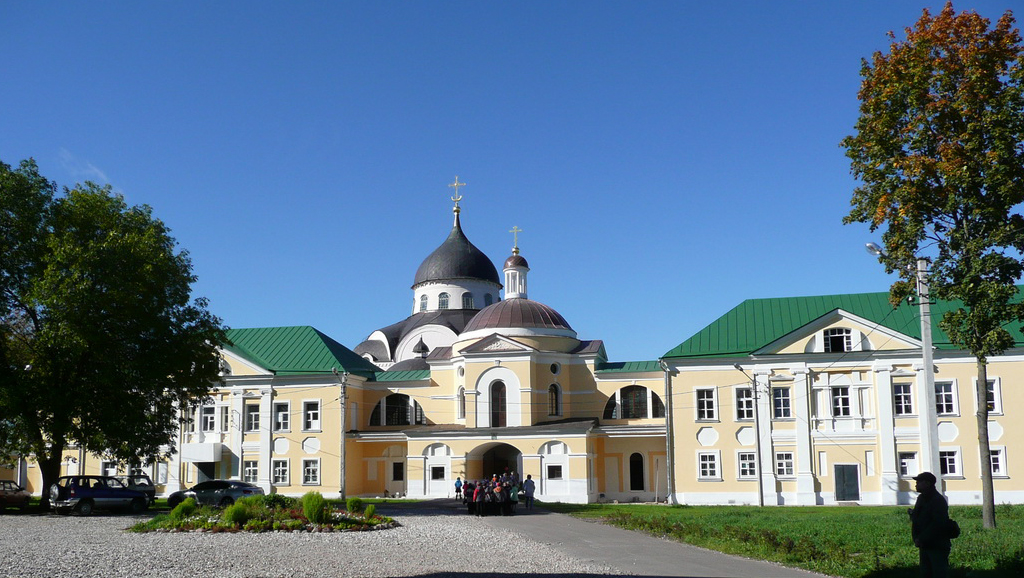
Тверской Христорождественский монастырь

- Николаевский Малицкий монастырь (XVI) — каменные постройки 1676—1760 годов разрушены во время Великой Отечественной войны и снесены к 1954 году, новые строения 2010—2019 годов.
- Николо-Теребенская пустынь (1492) — каменные постройки 1757—1883 годов, один из храмов утрачен[176]
- Нило-Столобенская пустынь (XVI) — каменные строения 1701—1833 годов, один из храмов утрачен
- Ольгин монастырь (1649) — каменный храм 1902—1920 годов
- Покровский Отмицкий монастырь (XV) — каменный храм 1854 года утрачен, новые постройки 2015—2018 годов[177]
- Савватиева пустынь (1390) — каменные постройки 1679—1685 годов утрачены в 1930-х, новый храм 2006 года
- Свято-Екатерининский монастырь (Тверь) (1996) — учреждён при каменной церкви 1781 года
- Свято-Тихоновский монастырь (Торопец) (2005) — каменные постройки 1697—1774 годов
- Спасский монастырь (Пальцево) (1890) — каменные постройки 1895—1905 годов
- Старицкий Успенский монастырь (XII) — каменные строения 1537—1819 годов
- Христорождественский монастырь (Тверь) (XIV) — каменные строения 1805—1913 годов и постройки 2006 года

Упразднены или утрачены:
- Александров Городенский монастырь (XVI) — упразднён до 1764 года
- Афанасьевский Николаевский монастырь (Видогощи) (XVI) — упразднён в 1764 году, каменная церковь 1881 года утрачена
- Афанасиевский на Песках монастырь (Тверь) (XVI) — упразднён в 1723 году, каменная церковь 1774 года восстановлена
- Афанасиевский у Спаса монастырь (Тверь) (XIV)
- Афинейский монастырь (XVI) — упразднён до XVIII века
- Бельский Богородице-Рождественский монастырь (1862) — каменные строения 1865—1868 годов утрачены
- Богородице-Дубровская пустынь — упразднена в 1723 году, деревянные строения утрачены
- Богородице-Рождественский монастырь (Ригодищи) (1897) — каменные постройки 1893—1916 годов, один из двух храмов сохранился
- Богородицкий монастырь (Гостовня) (XIV)
- Богородицкий монастырь (Красный Бор) (XIV) — упразднён в XVII веке, каменная церковь 1809 года сохранилась
- Богословский монастырь (Торжок) — упразднён до 1764 года
- Благовещенский монастырь (Бежецк) (1879) — каменные строения 1881—1900 годов, храмы утрачены, сохранилась часовня и часть монастырской ограды с башнями
- Благовещенский Большой Перемеры монастырь (XV) — упразднён в XVII веке
- Благовещенский Ширинский монастырь (XVII) — упразднён в 1764 году, сейчас это зона затопления Угличского водохранилища
- Васильевский Кесарийский монастырь (XIV) — упразднён в 1764 году, каменные постройки 1733—1760 годов, колокольня утрачена, храм восстановлен

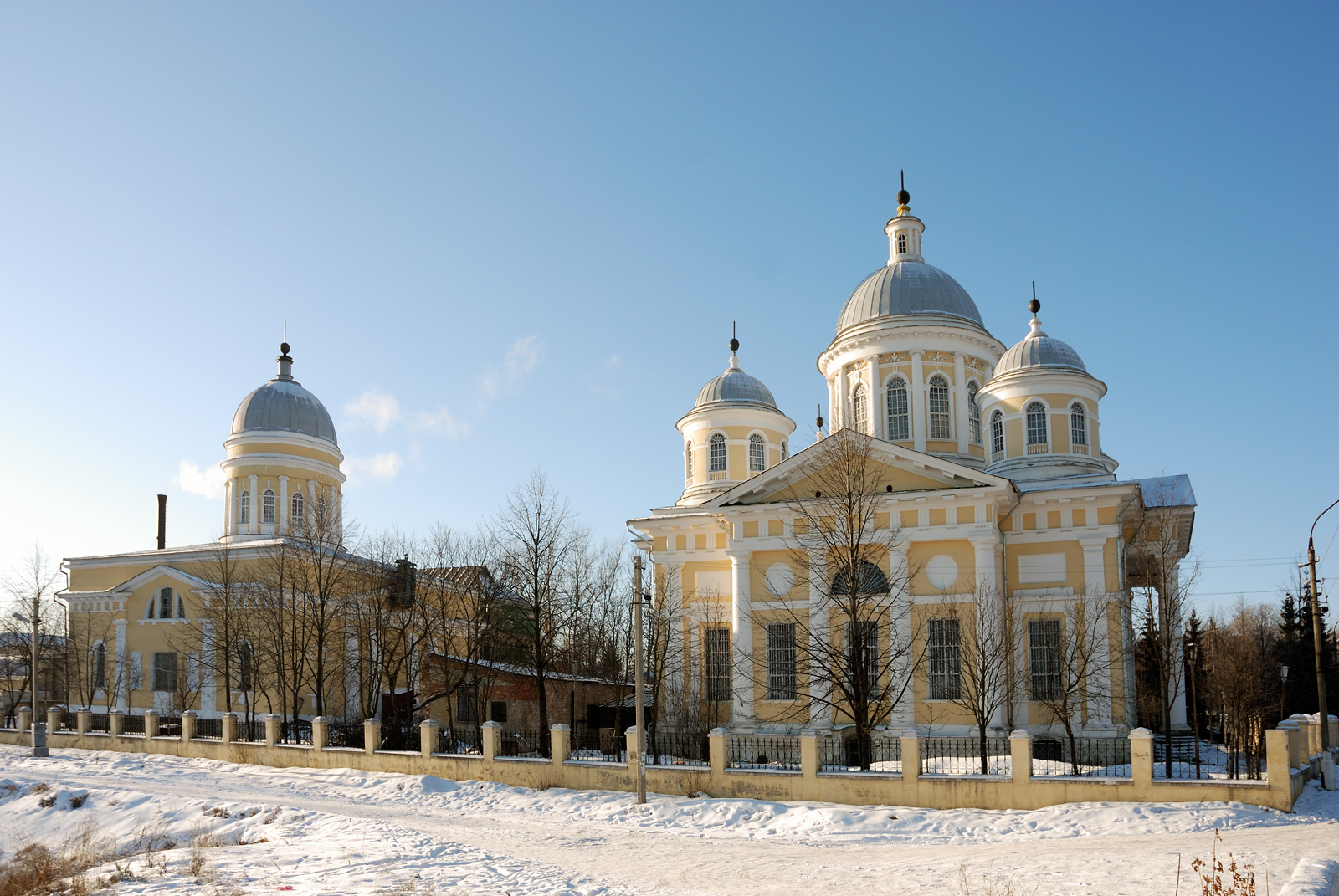
Воскресенский монастырь в Торжке

- Введенский монастырь (Кашин) (XV) — упразднён в 1764 году, каменные строения 1781—1835 годов утрачены в 1941 году
- Вознесенский монастырь (Старица) (XVI) — упразднён в 1764 году, каменные строения 1668—1763 годов, храм в руинах [178]
- Вознесенский монастырь (Тутань) (XV) — каменная церковь 1824 года утрачена во время Великой Отечественной войны
- Воронцовский Благовещенский монастырь (1896) — каменный храм 1919 года сохранился [179][180]
- Воскресенский монастырь (Торжок) (XVI) — каменные постройки 1778—1840 годов сохранились
- Городолюбский монастырь (XVI) — упразднён в 1764 году, каменный храм 1890 года сохранился
- Дмитровский монастырь (Кашин) (XV) — каменные строения 1682—1903 годов без верхних ярусов
- Дмитровский монастырь (Черкассы) (XVI) — упразднён в XVIII веке, деревянные строения утрачены
- Елизаветинская община (Елизаветино) (1900)
- Желтиков монастырь (1394) — каменные постройки 1404—1722 годов, храмы утрачены во время Великой Отечественной войны
- Знаменский монастырь (Капшино) (XVII) — упразднён в 1764 году, каменные постройки 1765—1858 годов, храмы утрачены, сохранилась лишь колокольня
- Знаменский монастырь (Осташков) (1673) — каменные строения 1748—1868 годов, один храм утрачен, второй сохранился и восстановлен[181]
- Иванишский монастырь (XVI) — упразднён в 1764 году, каменный храм 1542 года на реставрации
- Ильинский Троицкий монастырь (1896) — каменный храм 1915 года сохранился
- Иоанно-Богословский монастырь (Тверь) (XVI) — упразднён в 1764 году
- Иоанно-Предтечевский монастырь (Торопец) (XVI) — каменная церковь 1704 года на реставрации
- Казанский монастырь (Апухтино) — утрачен в 1610 году при польско-литовской интервенции
- Кириллов монастырь (Тубосс) (XVI) — каменный храм 1818 года сохранился
- Краснохолмский Антониев монастырь (1461) — каменные постройки 1482—1764 годов в руинах
- Красногородищенская Введенская пустынь (оз. Красногородское) (XVIII) — каменные постройки 1732—1878 годов утрачены
- Крестовоздвиженский монастырь (Бежецк) (1627) — упразднён в 1780, каменные постройки 1709—1782 годов сохранились и восстановлены[182]
- Макариева пустынь (Бежецк) (XV) — каменная церковь 1778 года утрачена
- Мариинский монастырь (Коноплино) (1877) — каменные строения 1877—1889 годов, один из двух храмов утрачен
- Марфин монастырь (Тверь) (XVI) — утрачен при польско-литовской интервенции в XVII веке
- Мининская пустынь — упразднена в 1764 году
- Михаило-Архангельский на Всполье монастырь (XIII) — упразднён в 1764 году
- Mихаило-Архангельский на Шоше монастырь (XVI) — упразднён до 1764 года, каменная церковь 1830 года сохранилась
- Могилевский Успенский монастырь (1634) — храмовые каменные постройки 1682—1790 годов сохранились[183]
- Монастырь "Труд и Молитва" (Волково) — каменный храм 1910 года сохранился
- Мшенская Пятницкая пустынь (XVII) — упразднена в 1764 году, каменный храм 1864 года сохранился и восстановлен[184]
- Нектарьев монастырь (XV) — деревянные постройки утрачены
- Никитский монастырь (Тверь) (XVI) — утрачен при польско-литовской интервенции в XVII веке
- Никитский монастырь (Торжок) (XVII) — упразднён до 1764 года, каменная церковь 1823 года сохранилась
- Никитский Евановский монастырь (XVI) — упразднён до 1764 года
- Николо-Городищенский монастырь (XVI) — каменная церковь 1845 года утрачена
- Никольская-Иловицкая пустынь (XV) — упразднена до 1764 года, каменная церковь 1791 года утрачена
- Никольский на Жабне монастырь (XII) — упразднён в XV веке, каменные постройки 1694—1800 годов, в 1940 году при создании Угличского водохранилища оба храма были разрушены, сохранившаяся колокольня возвышается в зоне затопления.
- Николаевский на Мытище монастырь — упразднён в XVII веке
- Николаевский на Сучку монастырь (XVI) — каменная церковь 1844 года попала в зону акватории Иваньковского водохранилища и была снесена в 1930-х
- Николо-пустынский монастырь (Торжок) (XVI) — упразднён в 1764 году, каменная церковь 1813 года утрачена
- Никольская пустынь Кесовой Горы (XIII)
- Никольская Красногорская пустынь (XVI) — упразднена в XVIII веке, каменная церковь 1910-х годов утрачена
- Николы Лапотника монастырь — упразднён в XVII веке
- Николаевский Особный монастырь (XVI) — упразднён в 1764 году, каменная церковь 1697 года сохранилась и восстановлена[185]
- Николаевская Пустоподлесская пустынь (1702) — упразднена в 1764 году, каменные строения 1802—1819 годов, сохранилась одна полуразрушенная церковь
- Николаевский Рожковский монастырь (XV) — упразднён в XVII веке, каменный храм 1768 года сохранился и восстановлен [186]
- Новосоловецкая пустынь (1701) — упразднена в 1764 году, каменная церковь 1753 года утрачена
- Ордынская Поречская пустынь (XVIII) — каменные строения 1852—1866 годов утрачены
- Отроч монастырь (Тверь) (XIII) — каменные постройки XIV—XVIII веков утрачены, храм 1722 года сохранился и восстановлен
- Параскево-Пятницкая община (Фефелово) (1907) — деревянные постройки утрачены
- Параскево-Пятницкий монастырь (XVI) — упразднён в 1764 году
- Пелагеина пустынь (XV) — упразднена в 1764 году, каменная церковь 1770 года на реставрации
- Петровский Городенский монастырь (XVI) — упразднён до 1764 года
- Преображенский монастырь (Зубцов)
- Преображенский монастырь (Присеки) (XVI) — каменный храм 1796 года сохранился
- Пречистенский на Каменке монастырь (XVII) — упразднён до 1764 года, каменная церковь 1698 года утрачена
- Пятницкий на Плоту монастырь (XI) — упразднён в XVII веке, каменная церковь 1790 года сохранилась
- Рождественский монастырь (Торжок) (XVII) — упразднён в 1764 году, каменная церковь 1860 года утрачена
- Ракова Покровская пустынь (XVI) — упразднена в 1764 году, каменная церковь 1843 года утрачена
- Свято-Духов монастырь (Кашин) (XVI) — упразднён в 1764 году
- Свято-Отцовский монастырь (XVI) — упразднён в XVII веке
- Серемская пустынь (XVI) — упразднена до 1764 года, каменная церковь 1915 года сохранилась и восстановлена[187]
- Симеоновский монастырь (Кашин) (XVII)
- Симеоновский монастырь (Семёновское) (XVI) — упразднён в 1721 году, каменная церковь 1782 года сохранилась и восстановлена[188]
- Смердынский Евфимиев монастырь (XVI) — упразднён до 1764 года
- Софийский монастырь (Тверь) (XIV)
- Спасо-Преображенский Владычин монастырь (XVI) — упразднён до 1764 года
- Спасо-Преображенский Городецкий монастырь (Бежецк) (XVI) — упразднён до 1764 года, каменные строения 1773—1864 годов, один из храмов без верхних ярусов, другой восстановлен[189].
- Спасо-Ренская пустынь (XV) — упразднена в 1764 году, деревянные строения XIX века утрачены
- Спасский Березовецкий Городищенский монастырь (XV) — упразднён до 1764 года
- Спасский Забережский монастырь (XVI) — упразднён до 1764 года, каменная церковь 1834 года сохранилась
- Спасский на Сози монастырь (XIV) — сохранилась деревянная церковь 1732 года и каменный храм 1833 года
- Спасский на Инюхе монастырь (XVI) — упразднён до XVII века
- Сретенский монастырь (Кашин) (XV) — каменные постройки 1691—1872 годов, два храма утрачены в 1935, сохранившийся храм без верхних ярусов
- Сретенский монастырь (Саввино) (1397) — каменные постройки 1561—1864 годов утрачены
- Трёхсвятский монастырь (XIV) — упразднён до 1764 года
- Троицкий Городенский монастырь (XVI) — упразднён до 1764 года
- Троицкий Иоанно-Богословский монастырь (XVI) — упразднён в 1764 году, каменный храм 1840 года сохранился и восстановлен [190]
- Троицкий Кушников на Овинчищах монастырь (XVI)
- Троицкий Макарьев монастырь (XV) — каменные строения 1521—1884 годов, все пять храмов попали в зону затопления Угличской ГЭС и были снесены в 1936-1939 г.
- Троицкий Млёвский монастырь — упразднен в 1764 году, каменная церковь 1756 года утрачена
- Троицкий монастырь (Кудино) (XVI) — упразднен в 1764 году, каменная церковь утрачена
- Троицкий монастырь (Рябово) (XV) — упразднен в 1764 году, каменная церковь 1722 года утрачена
- Троицкий монастырь (Торжок) (XVI) — упразднен в 1764 году, каменная церковь 1760 года сохранилась и восстановлена[191]
- Троицкий Небин монастырь (1592) — каменный храм 1718 года сохранился без верхних ярусов
- Троицкий Селижаров монастырь (XVI) — каменные постройки 1686 годов, один из двух храмов сохранился
- Троице-Пятницкий монастырь (1895) — каменный храм 1910 года утрачен
- Успенская Богородицкая Ламская пустынь (XIV) — упразднена 1764 году, каменная церковь 1845 года утрачена, территория затоплена Рыбинским водохранилищем
- Успенская киновия (Спирово) (1875) — деревянная церковь 1878 года без верхних ярусов
- Успенский монастырь (Кашин) (XIV) — каменный храм 1672 года снесён в 1936
- Феодоровский монастырь (Тверь) (XIV) — упразднён в XVIII веке, каменный храм 1323 года утрачен
- Христорождественский на Кушалинке монастырь (XVI) — упразднён до 1764 года, каменный храм 1848 года сохранился
- Яминский Спасский монастырь (XVI) — упразднён в XVIII веке, каменная церковь 1798 года разрушена во время Великой Отечественной войны и снесена в 1952 [192][193]

## Томская область
- Богородице-Алексеевский монастырь (1663) — каменные строения 1789—1860 годов
- Никольский монастырь (Могочино) (1989) — каменный храм 1991 года
- Свято-Преображенский монастырь (Большой Волок) (2002) — каменные постройки 2010—2020 годов

Упразднены или утрачены:
- Иоанно-Предтеченский монастырь (Томск) (1876) — каменные постройки 1865—1871 годов снесены в 1951 году
- Христорождественский монастырь (Томск) (1671) — упразднён в 1776 году, каменный храм 1898 года утрачен

## Тульская область

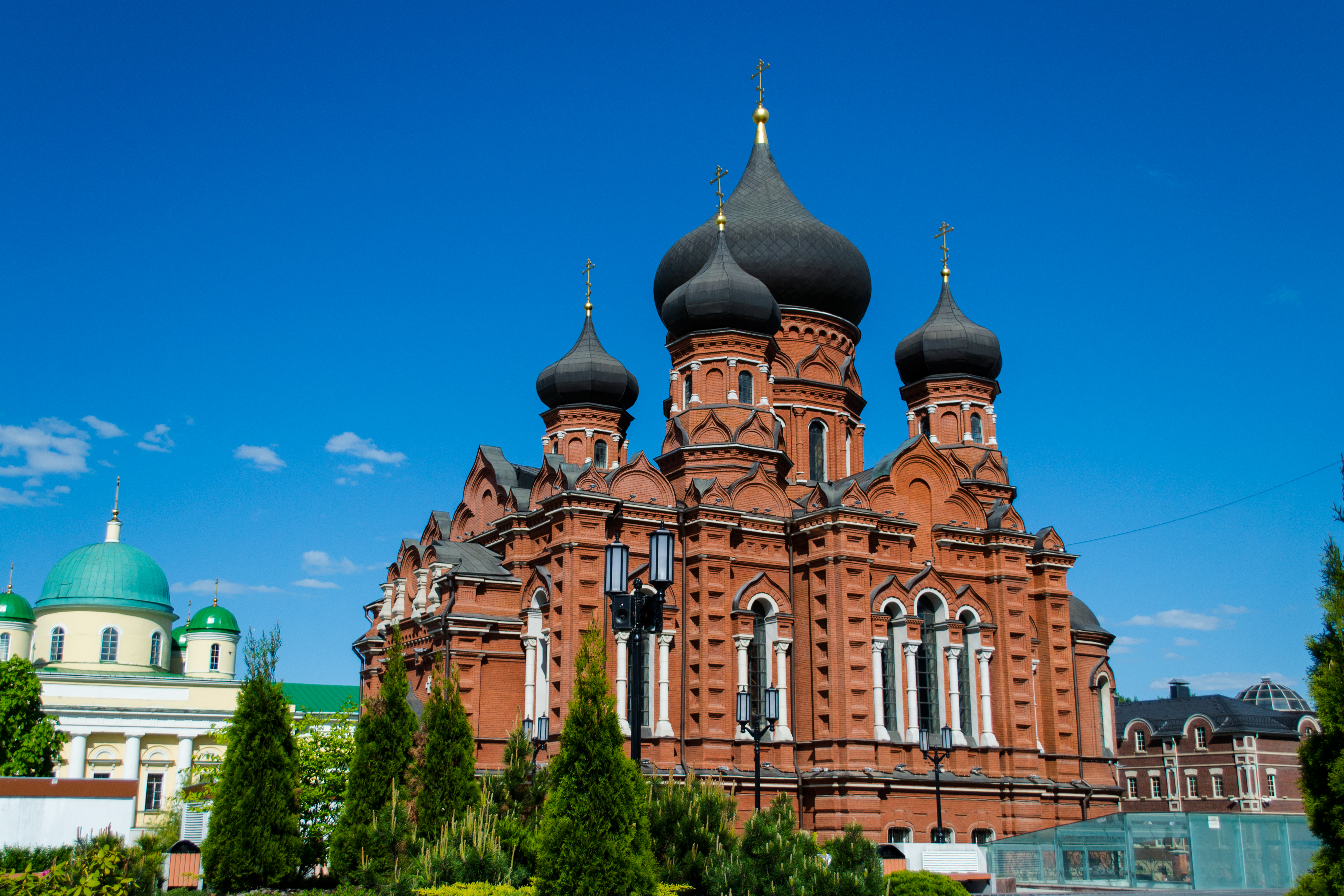
Собор Успения Пресвятой Богородицы, Тула

- Белёвский Спасо-Преображенский монастырь (XVI) — каменные постройки 1686—1820 годов, один из храмов утрачен
- Богородице-Рождественский монастырь (Тула) (2000) — учреждён при каменной церкви 1783 года
- Богородице-Рождественский Анастасов монастырь (XVI) — каменный храм 1676 года
- Богородичный Щегловский монастырь (1859) — каменные строения 1863—1889 годов
- Венев-Никольский монастырь (XV) — каменный храм 1701 года
- Казанский монастырь (Папоротка) (2001) — учреждён при каменном храме 1870 года
- Крестовоздвиженский Белёвский монастырь (XVII) — каменные постройки 1713—1869 годов
- Свято-Введенский Макарьевский Жабынский монастырь (1585) — каменные строения 1708—1895 годов
- Свято-Казанский монастырь (Колюпаново) (1995) — каменные строения 1996—2009 годов
- Успенский монастырь (Новомосковск) (1995) — каменные постройки 1992—1994 годов

Упразднены или утрачены:
- Богоявленский монастырь (Венёв) (XVII) — упразднён в 1764 году, каменные постройки 1766—1775 годов сохранились и восстановлены
- Богородице-Владимирская пустынь (Липово) (1905) — каменная церковь 1900 года без верхних ярусов
- Иоанно-Предтеченский монастырь (Тула) (1552) — упразднён в 1799 году, каменные строения 1606—1866 годов утрачены
- Крапивенский Троицкий монастырь (XVII) — упразднён в 1764 году, каменная церковь 1763 года сохранилась
- Лихвинский Афанасьевский монастырь (XVI) — упразднён в 1768 году, каменная церковь 1784 года утрачена [194]
- Свято-Покровский Добрый монастырь (1477) — каменные постройки 1667—1832 годов, один храм утрачен, второй сохранился без верхних ярусов.
- Спасо-Казанская община (Дворяниново) (1904) — деревянные постройки утрачены [195]
- Успенско-Иверский монастырь (Борщовое) (1855) — каменные постройки 1862—1913 годов, один из двух храмов сохранился и восстановлен [196]
- Успенский монастырь (Тула) (XVI) — каменные постройки 1792—1902 годов, храмы сохранились и восстановлены

## Тюменская область
- Абалакский Знаменский монастырь (1783) — каменные строения 1691—1759 годов и новые постройки 2012 года
- Богородично-Рождественский Ильинский монастырь (Тюмень) (1620) — каменный храм 1851 года
- Иоанно-Введенский монастырь (1653) — каменные строения 1814—1900 годов
- Свято-Троицкий монастырь (Тюмень) (1616) — каменные постройки 1715—1755 годов, два из четырёх храмов утрачены
- Сургутский монастырь Божией Матери «Умиление» (2015) — каменные постройки 2012—2020 годов

Упразднены или утрачены:
- Знаменский монастырь (Тобольск) (1623) — каменные строения 1691—1905 годов, сохранившиеся постройки без верхних ярусов
- Рафайловский монастырь (1645) — каменные постройки 1783–1907 годов утрачены, деревянная церковь 2014 года [197][198][199]
- Суклёмский Свято-Троицкий монастырь (1899) — каменный храм 1851 года утрачен
- Троицкий монастырь (Кодинск) (1653) — каменный храм 1731–1765 годов восстановлен[200][201]

## Ульяновская область
- Жадовский монастырь (Самородки) (1714) — каменные строения 1746—1856 годов утрачены, новые постройки 2010—2014 годов
- Михаило-Архангельский монастырь (Комаровка) (1994) — учреждён при каменном храме 1919 года, новые строения 1995—2000 годов
- Знаменский монастырь (Ляховка) (2022) — учреждён при каменном храме 1830 года, новые строения 2002—2022 годов
- Спасский женский монастырь — храмовые каменные постройки 1696—1870 годов утрачены, новые строения 2002—2024 годов

Упразднены или утрачены:
- Успенский монастырь (1648) — упразднён в 1724 году, постройки утрачены
- Соловецкая пустынь (XVII) — упразднена в 1764 году, деревянные постройки утрачены
- Покровский монастырь (1697) — каменные постройки 1724—1890 годов утрачены

## Хабаровский край
- Петропавловский монастырь (Хабаровский край) (2003) — каменные строения 2004—2016 годов
- Успенский монастырь (Беловодье) (2012)

## Челябинская область
- Богоявленский монастырь (Челябинск) (2017) — каменная церковь 2000 года
- Казанский монастырь (Троицк) (1865) — каменные постройки 1841—1870 годов, один из двух храмов утрачен
- Николаевский монастырь (Кадымцево) (1913) — церковь 1910 года утрачена, новые строения 2005 года
- Одигитриевский монастырь (Челябинск) (1854) — каменные постройки 1863—1890 годов утрачены, новые строения 2000—2002 годов
- Симеоно-Аннинский монастырь (Кизильское) (1999) — каменная церковь 1993 года

Упразднены или утрачены:
- Верхнеуральский Покровский монастырь (Дзержинка) (1896) — храмовые деревянные постройки утрачены
- Воскресенский монастырь (Иструть) (1849) — каменные строения 1890—1901 годов сохранились
- Казанский монастырь (Касли) (1904) — каменная церковь 1882 года утрачена
- Никольский старообрядческий монастырь (Миасс) (1907) — деревянные постройки утрачены
- Саткинская община (1912) — деревянные постройки утрачены
- Симеоновский монастырь (Свобода) (1860) — каменный храм 1890-х годов сохранился без верхних ярусов
- Тихвинская община (1901) — деревянная церковь 1916 года сохранилась

## Ярославская область

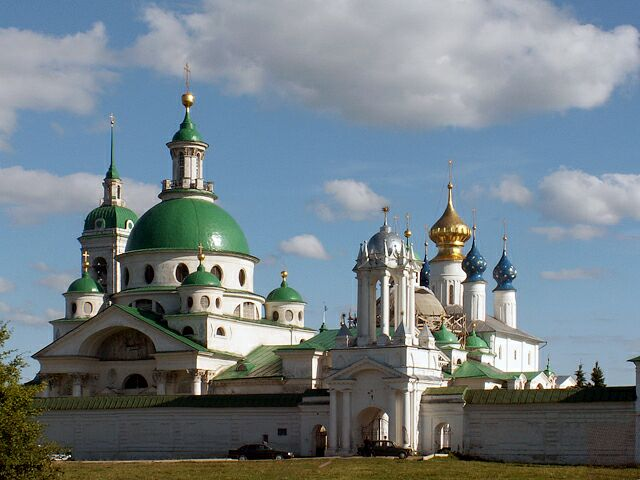
Спасо-Яковлевский монастырь, Ярославская область

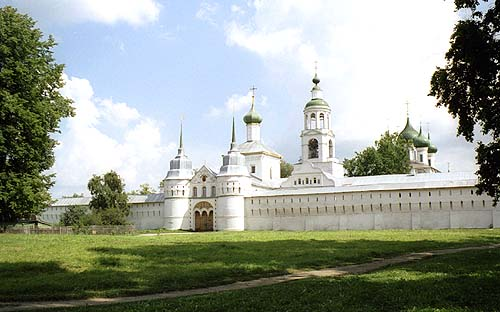
Толгский монастырь, Ярославская область

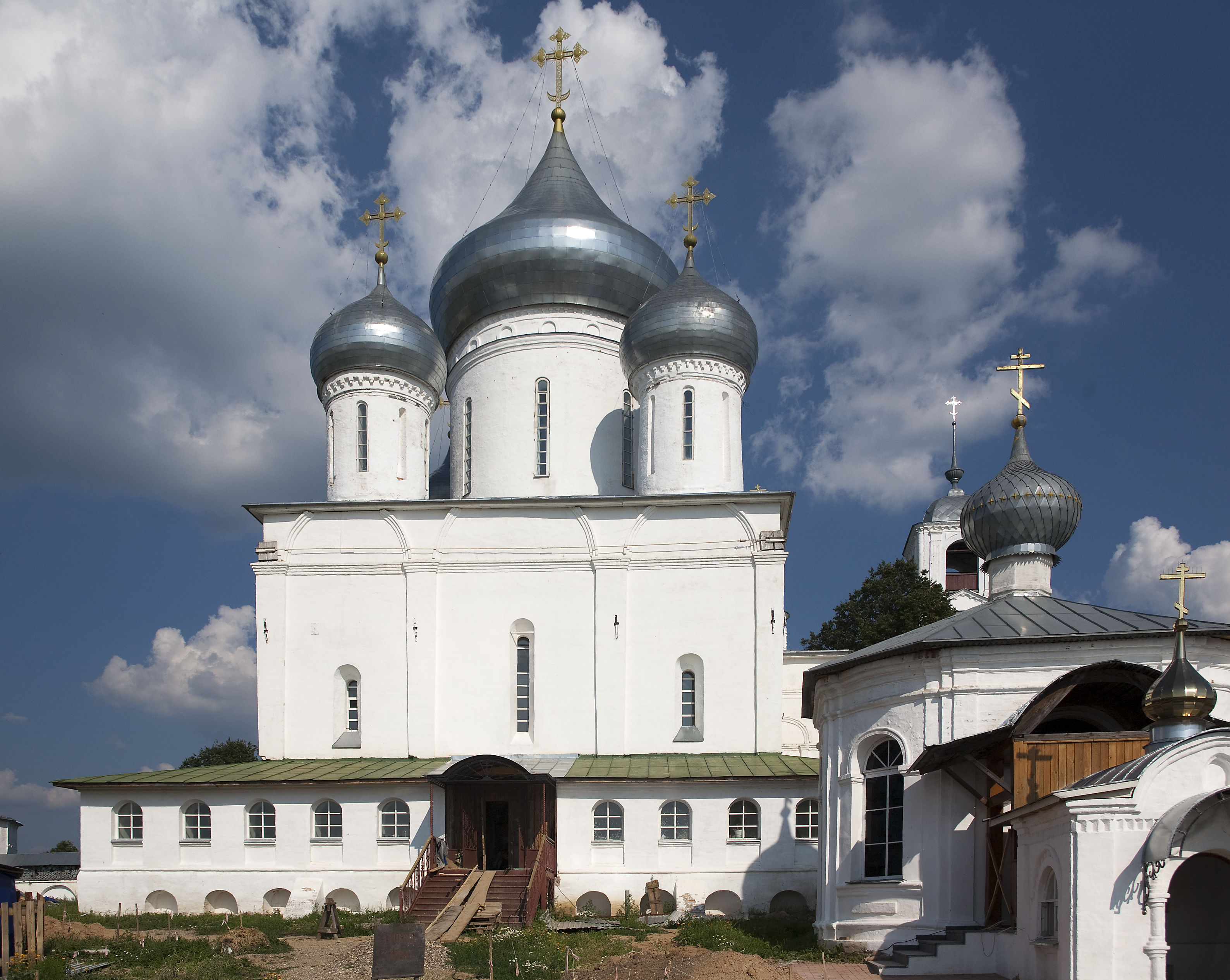
Никитский собор, Никитский монастырь, Ярославская область

- Авраамиев Богоявленский монастырь (XI) — каменные постройки 1553—1691 годов
- Адрианов Успенский монастырь (1540) — каменные храмовые постройки 1717—1850 годов утрачены, сохранились корпуса и колокольня.
- Алексеевский монастырь (Углич) (1371) — каменные строения 1522—1681 годов
- Богоявленский монастырь (Углич) (XVI) — каменные строения 1700—1888 годов
- Борисоглебский монастырь (Борисоглебский) (1363) — каменные постройки 1524—1692 годов
- Воскресенский монастырь (Углич) (XV) — каменные строения 1674—1677 годов
- Казанский монастырь (Данилов) (1901) — каменный храм 1918 года
- Казанский монастырь (Ярославль) (1609) — каменные строения 1649—1845 годов
- Кирилло-Афанасьевский монастырь (Ярославль) (1615) — каменные постройки 1664—1832 годов
- Мологский Покровский монастырь (1885) — каменные постройки 1882—1889 годов, сохранилась церковь без верхних ярусов [202]
- Никитский монастырь (Переславль-Залесский) (XII) — каменные строения 1564—1818 годов
- Николо-Бабайский монастырь (XV) — каменные строения c XVII века по 1877 год, утраченный храм построен в 2009-2014 годах
- Николо-Сольбинский монастырь (XV) — каменная церковь 1731 года и новые строения 2002—2019 годов
- Николо-Улейминский монастырь (XII) — каменные постройки 1563—1713 годов
- Никольский монастырь (Переславль-Залесский) (XIV) — каменные постройки 1695—1748 годов, один из храмов утрачен, новые строения 2001—2005 годов
- Петровский монастырь (Ростов) (XIII) — каменные строения 1684—1835 годов, один из двух храмов утрачен[203]
- Рождественский монастырь (Ростов Великий) (1390) — каменные строения 1680—1847 годов
- Свято-Алексеевская пустынь (XIX) — каменный храм 1891 года [204]
- Свято-Троицкий Данилов монастырь (1508) — каменные постройки 1532—1700 годов
- Спасо-Геннадиев монастырь (1530) — каменные строения 1647—1831 годов
- Спасо-Яковлевский монастырь (XIV) — каменные строения 1686—1836 годов
- Толгский монастырь (1314) — каменные постройки 1620—1710 годов
- Троице-Сергиев Варницкий монастырь (1427) — каменные строения 1771—1828 годов, один из двух храмов утрачен, новые постройки 2005—2014 годов
- Фёдоровский монастырь (Переславль-Залесский) (XV) — каменные строения 1557—1714 годов

Упразднены или утрачены:
- Акакиева пустынь (XVII) — упразднена в 1764 году, каменная церковь 1647 года утрачена [205]
- Александрова Успенская пустынь (XVI) — упразднена в 1764 году, каменная церковь XVII века в руинах [206]
- Александровский монастырь на Плещеевом озере (XIII)
- Афанасьевский монастырь (Молога) (XV век) — каменные строения 1756—1882 годов снесены в конце 1930-х и затоплены водами Рыбинского водохранилища
- Белогостицкий Георгиевский монастырь (XVI) — каменные постройки 1657—1867 годов на реставрации [207][208]
- Борисоглебский Надозёрный монастырь (XVI)
- Борисоглебский Песоцкий монастырь (XVII) — каменная церковь 1705 года на реставрации [209]
- Борисоглебская пустынь (1888) — каменный храм 1894 года на реставрации
- Вепрева пустынь (XV) — каменная церковь 1822 года на реставрации [210]
- Воскресенский Карашский монастырь (XV) — упразднён в 1764 году, каменная церковь 1795 года сохранилась [211]
- Всехсвятская пустынь (1898) — каменная церковь 1898 года восстановлена
- Горицкий Успенский монастырь (XIV) — каменные постройки 1520—1777 годов, входят в историко-архитектурный Переславский музей-заповедник
- Исакова Рождество-Богородицкая пустынь (1662) — каменная церковь 1758 года на реставрации
- Кассианов Учемский монастырь (XV) — упразднён в 1764 году, каменный храм 1711 года утрачен [212]
- Морозовская женская пустынь (1634) — упразднена в 1764 году, каменная церковь XVIII века утрачена
- Назаретская пустынь (1864)
- Николо-Сковородский монастырь (XV)
- Петровский монастырь (Ярославль) (XII) — каменный храм 1701 года утрачен
- Паисиев Покровский монастырь (XV) — каменные постройки 1482—1831 годов снесены в конце 1930-х и затоплены водами Угличского водохранилища
- Софийский монастырь (Рыбинск) (1860) — каменные постройки 1863—1902 годов, три храма утрачены, последний в руинах
- Спасо-Песоцкий монастырь (XIII) — упразднён в 1764 году, каменный храм 1603 года сохранился и восстановлен [213]
- Спасо-Преображенский монастырь (Ярославль) (1216) — каменные строения 1516—1833 годов, входят в историко-архитектурный Ярославский музей-заповедник
- Сретенский Новодевичий монастырь (1659) — упразднён в 1764, каменные постройки 1740—1749 годов сохранились и восстановлены
- Троицкий на Бору монастырь (XVI) — упразднён в 1764 году, каменная церковь 1708 года на реставрации[214][215]
- Троице-Колясниковская пустынь (1634) — упразднена в 1764 году, каменные постройки XVII века утрачены
- Шестоковский Вознесенский монастырь (Шелтомежи) (1887) — каменные постройки 1832—1908 годов, один храм сохранился, второй в руинах
- Югская Дорофеева пустынь (1615) — каменные постройки 1811—1857 годов снесены в конце 1930-х и затоплены водами Рыбинского водохранилища

## республика Алтай
- Чемальский Богословский скит (2000) — деревянные постройки 2001 года

Упразднены или утрачены:
- Улалинский Никольский монастырь (1881) — каменный храм 1915 года снесён в 1928 г.
- Чемальский Скорбященский монастырь (1911) — деревянные постройки утрачены
- Чулымшанский Благовещенский монастырь (1864) — деревянные постройки утрачены

## республика Адыгея
- Михайло-Афонская Закубанская пустынь (1877) — каменные постройки 1880—1902 годов, два храма утрачены в 1946 году

## республика Башкортостан

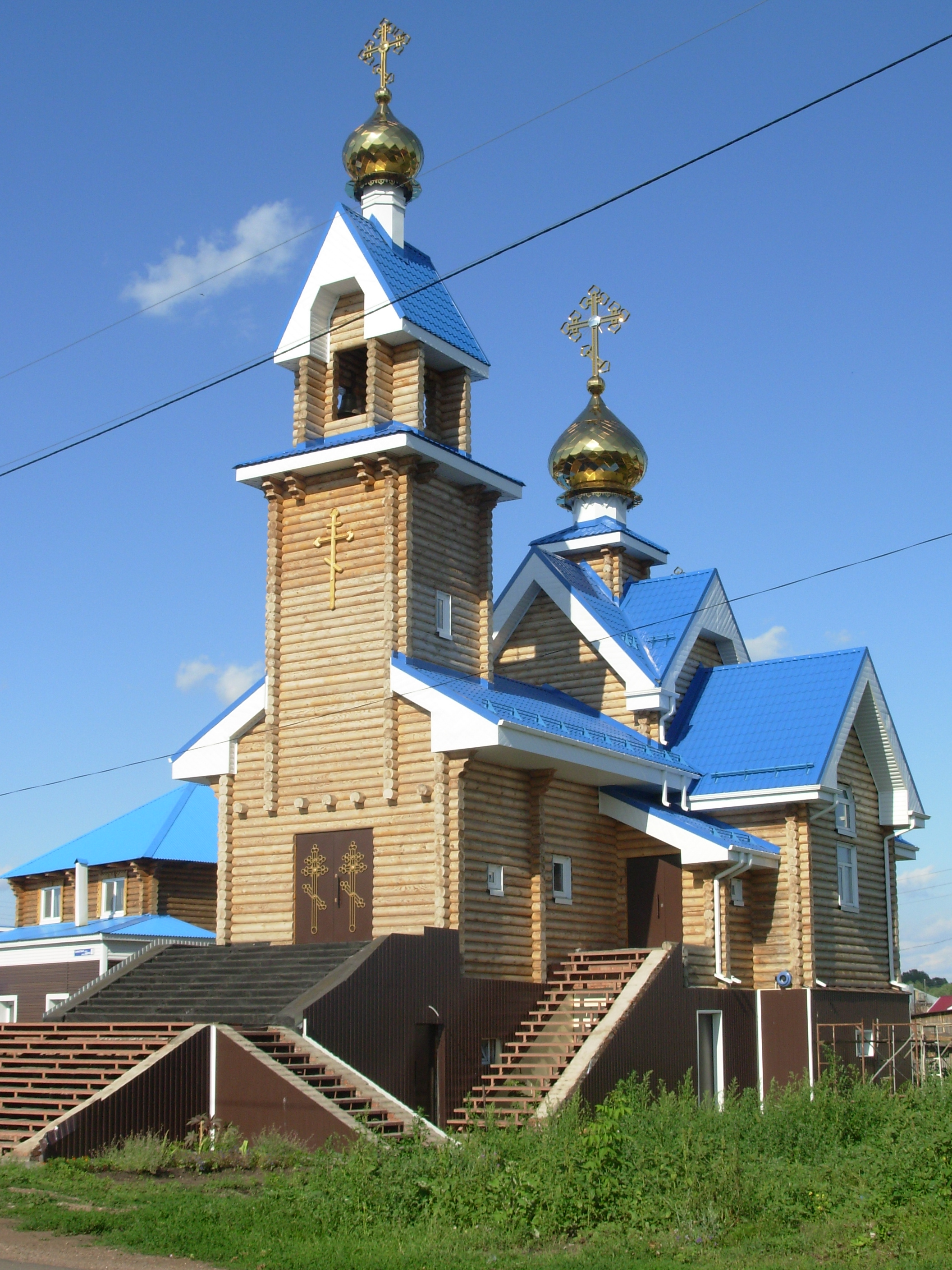
Подворье Покрово-Эннатского монастыря (Салават)

- Благовещенский монастырь (Стерлитамак) (1998) — учреждён при каменном храме 1986 года
- Богородице-Табынский монастырь (1998) — каменные постройки 2006 года
- Богородице-Тихвинский монастырь (Приютово) (2005) — каменный храм 2003 года
- Богородице-Тихвинский Рябашский монастырь
- Бугабашский Богородице-Одигитриевский монастырь (Бугабашево) (1915) — деревянные строения 2007 годов
- Марфо-Мариинский монастырь (Ира) (2001) — каменный храм 1914 года
- Покрово-Эннатский монастырь (1893) — каменный храм 1914 года
- Пророко-Илиинский монастырь (Месягутово) (1998) — учреждён при каменной церкви 1826 года
- Троицкий монастырь (Бирск) (1878) — каменный храм XIX века
- Успенский Свято-Георгиевский монастырь «Святые Кустики» (Уса-Степановка) (1901) — каменный храм 1905—1918 годов утрачен, новые строения 2003—2013 годов
- Уфимский Иверский монастырь (2018)

Упразднены или утрачены:
- Богородицкий Одигитриевский чувашский монастырь
- Вознесенская пустынь
- Георгиевский монастырь «Святые Кустики»
- Златоустовский Воскресенский монастырь (Уфимская губерния)
- Казанско-Богородицкий миссионерский монастырь (Николо-Берёзовка) (1901)
- Камско-Берёзовский Богородицкий монастырь
- Мензелинский Пророко-Ильинский монастырь (Уфимская губерния)
- Уфимский Крестовоздвиженский Благовещенский монастырь (1994) — учреждён при каменной церкви 1893 года, упразднён в 1998 г.
- Уфимский Благовещенский монастырь (1838) — каменные строения 1852—1897 годов сохранились, один из храмов утрачен.
- Уфимский Сергиевский монастырь (начало XVII)
- Уфимский Успенский монастырь (XVI) — каменные строения 1810—1852 годов сохранились
- Уфимский Христорождественский монастырь (XVII) — с 1764 года — штатный монастырь по секуляризационной реформе, куда перевели монахинь из упразднённого Слободского Спасского женского монастыря во главе с игуменьей Таисией. В 1775–1777 году, по представлению игуменьи Таисии Святейшему Синоду, весь Уфимский Христорождественский монастырь переведён обратно в Слободской Христорождественский монастырь как заштатный, с наименованием «Уфимский»

## республика Бурятия
- православные:

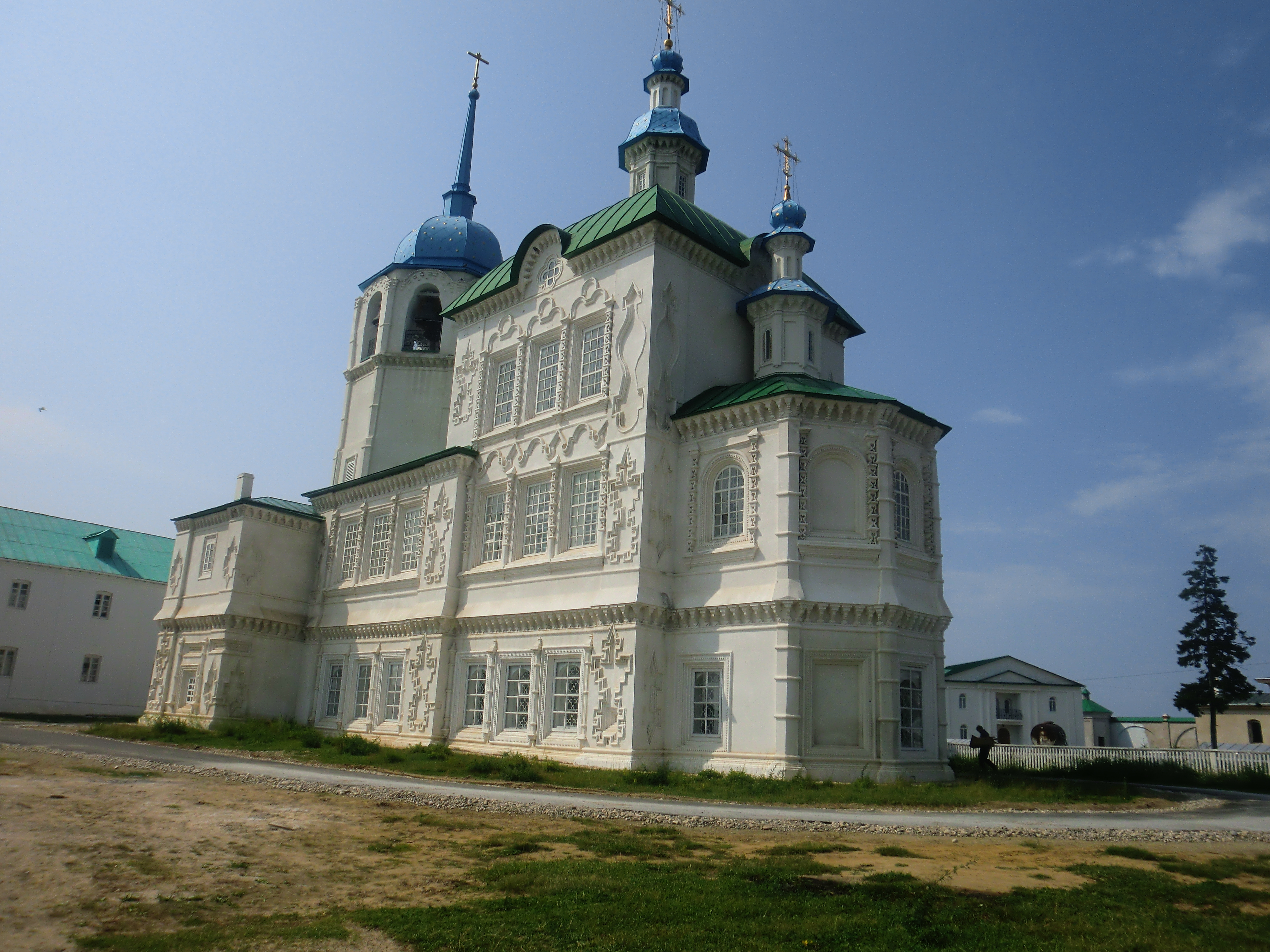
Посольский Спасо-Преображенский монастырь

  - Посольский Спасо-Преображенский монастырь (1682) — каменные строения 1773—1812 годов
  - Сретенский монастырь (Батурино) (2000) — учреждён при каменной церкви 1836 года
  - Свято-Троицкий Селенгинский монастырь (1681) — каменные строения 1785—1905 годов

- буддийские дацаны:
  - Иволгинский дацан

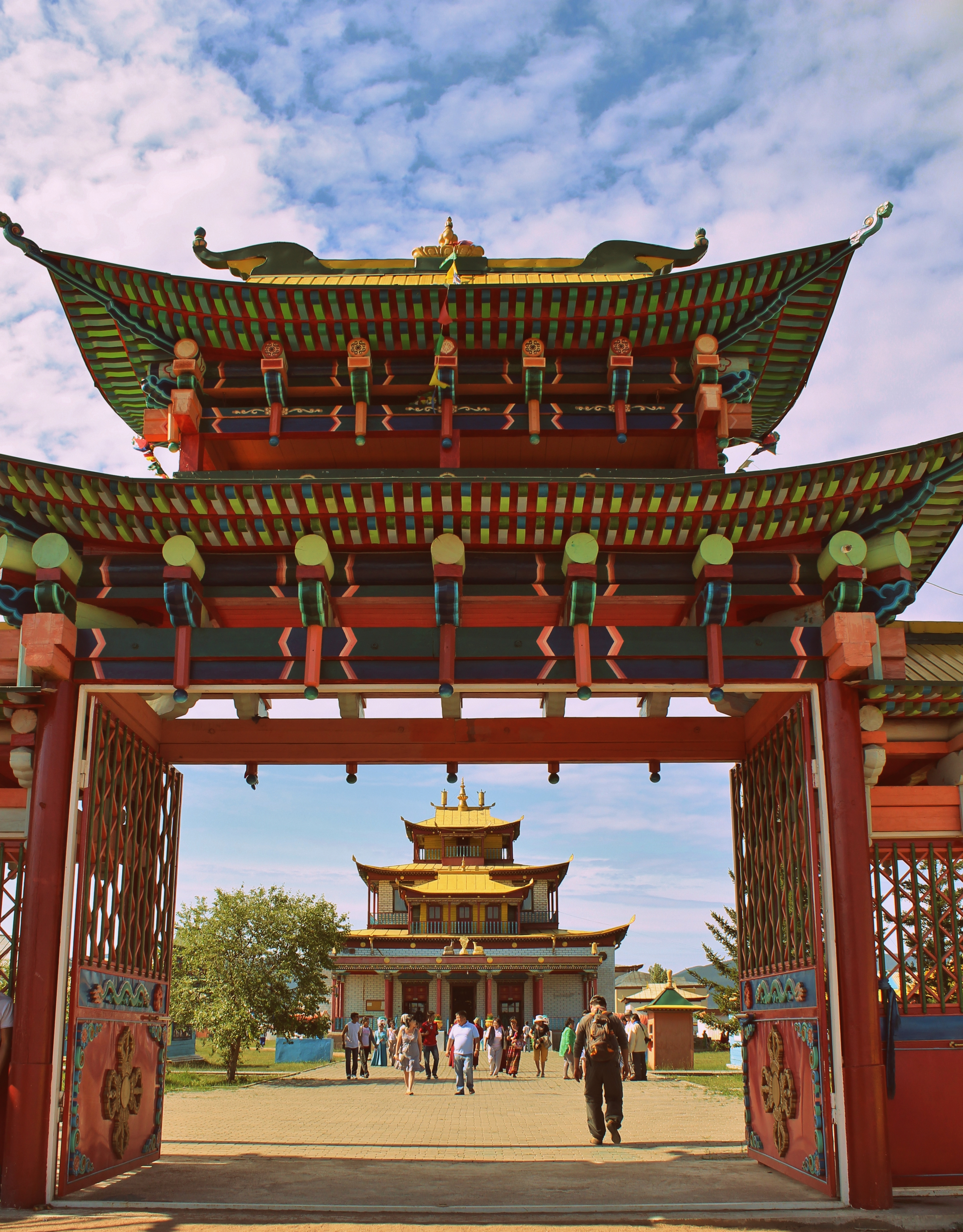
Иволгинский дацан

  - Гусиноозёрский (Тамчинский) дацан
  - Сартул-Гэгэтуйский дацан
  - Анинский дацан
  - Цонгольский дацан
  - Эгитуйский дацан
  - Ацагатский дацан
  - Табангут-Ичётуйский дацан
  - Атаган-Дырестуйский дацан
  - Хойморский дацан
  - Курумканский дацан
  - Кижингинский дацан
  - Чесанский дацан
  - Кыренский дацан
  - Окинский дацан
  - Сартул-Булагский дацан
  - Шибертуйский дацан
  - Загустайский дацан

Упразднены или утрачены:
- Мысовской Успенский монастырь (1917) — деревянные постройки утрачены
- Нилова пустынь (Ниловка) (1845) — деревянные постройки утрачены
- Староселенгинский Спасский монастырь (1915) — каменный храм 1789 года сохранился

## республика Дагестан
- Крестовоздвиженский женский монастырь (Кизляр) (1736) — каменный храм 2017 года

## республика Ингушетия
- Ново-Синайский Покровский монастырь (2014) — каменный храм 2012 года

## республика Кабардино-Балкария
- Троицкий Серафимовский монастырь (1895) — каменный храм 1902 года

## республика Карачаево-Черкесия
- Александро-Афонская пустынь (1889) — каменные строения X—XIII веков

## республика Карелия

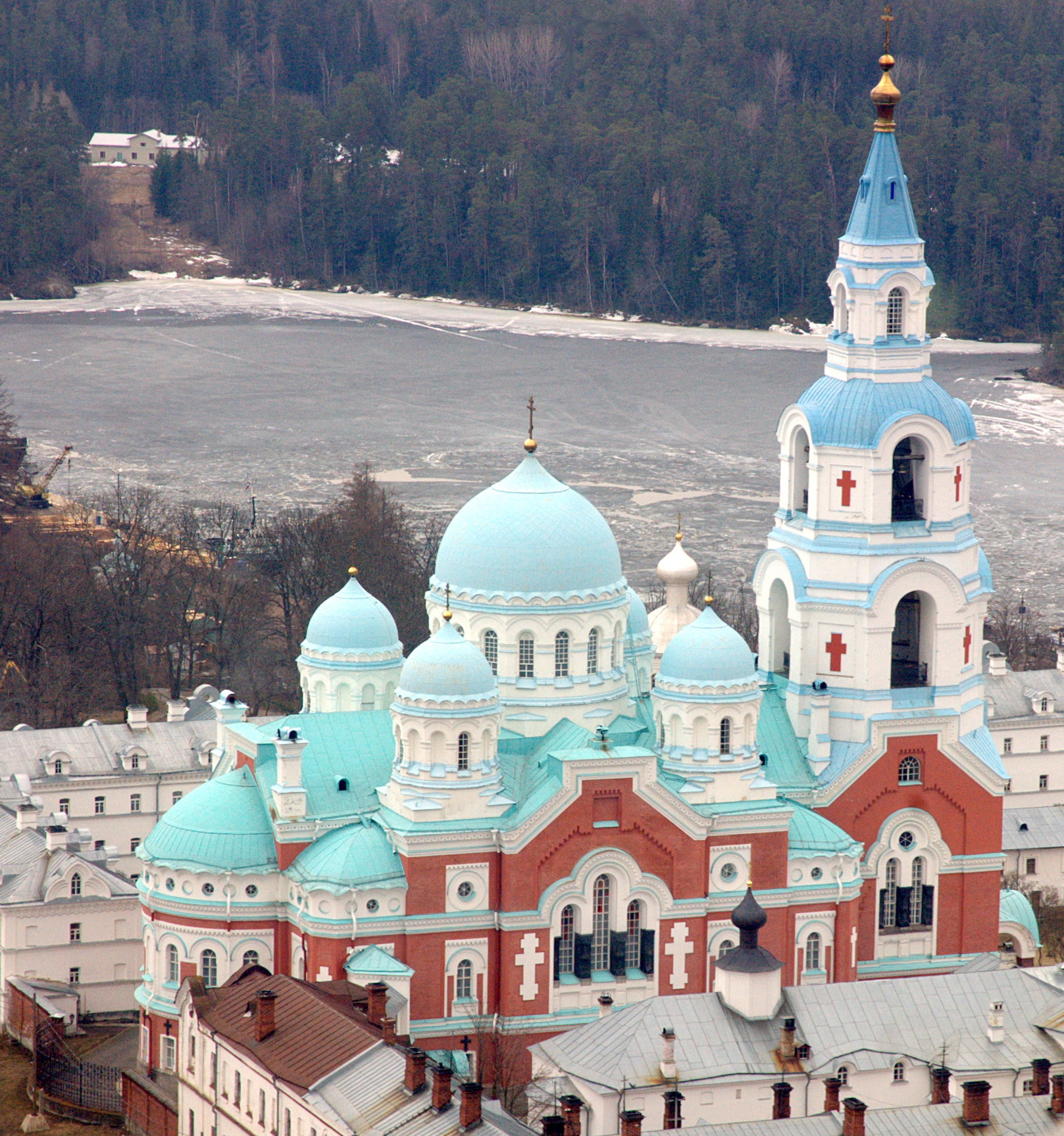
Валаамский монастырь. Преображенский собор

- Валаамский Спасо-Преображенский ставропигиальный монастырь (X) — каменные постройки 1785—1893 годов
- Важеозерский Спасо-Преображенский монастырь (1520) — каменный и деревянные храмы 1858—1898 годов
- Ильинский Водлозерский погост (XVI) — деревянная церковь 1798 года и новые постройки 2016 года
- Кемский Благовещенский монастырь Новомучеников и Исповедников Российских (2000) — учреждён при каменном храме 1905 г.
- Клименецкий Свято-Троицкий монастырь (1520) — каменный храм 1757 года и деревянная церковь 2018 года
- Муромский Успенский монастырь (XIV) — каменные храмовые строения 1866—1891 годов без верхних ярусов, деревянная церковь XV века находится в архитектурно-историческом музее-заповеднике Кижи.
- Никольский Адриано-Андрусовский монастырь (XVI) — каменный храм 1550-х годов утрачен в 1930-х, деревянные постройки 2013—2019 годов [216]
- Палеостровский Рождественский монастырь — каменные постройки 1820—1901 годов
- Сяндебский Свято-Успенский монастырь (XVI) — каменный храм 1865 года утрачен и построен заново в 2017 году, деревянные церкви 2009—2014 годов

Упразднены или утрачены:
- Благовещенский Ионо-Яшезерский монастырь (XVI) — каменные строения 1675—1853 годов, один из двух храмов сохранился
- Вашеостровская пустынь (XVI) — упразднена в 1764 году, деревянные постройки утрачены
- Выговская пустынь (Данилово) (1694) — деревянные постройки утрачены
- Габанова пустынь (XVI) — упразднена в 1764 году, деревянные постройки утрачены
- Ильинский монастырь (Ладва) (XVI) — упразднён в XVII веке
- Ильинский монастырь (Шуньга) (XVI)
- Ладвинский Боголюбский Кирико-Иулиттинский монастырь (1901) — деревянные постройки утрачены
- Нигозерская пустынь (XVII)
- Машезерская Ильинская пустынь (XVI) — упразднена в 1764 году, деревянные постройки утрачены
- Муезерский Троицкий монастырь (XVI) — упразднён в 1764 году, сохранилась деревянная церковь 1602 года
- Олонецкий Рождественский монастырь
- Соломенский Петропавловский монастырь (1589) — упразднён в 1764 году, каменные постройки 1781—1797 годов, один из храмов восстановлен
- Троицкая Сунская пустынь (XVII) — упразднена в 1764 году
- Шальский Спасский монастырь (XV) — упразднён до XVIII века, деревянные постройки утрачены[217]

## республика Коми
- Богородице-Рождественский монастырь (Важкурья) (1997) — учреждён при деревянной церкви 1878 года и каменном храме 1914 года
- Крестовоздвиженский Кылтовский монастырь (1894) — каменный храм 1911 года
- Михаило-Архангельский монастырь (Усть-Вымь) (XIV) — каменные постройки 1766—1806 годов
- Печорский Скоропослушнический монастырь (1992) — строения 1992—2004 годов
- Серафимовский монастырь (1996) — деревянная церковь 1896 года и каменный храм 2011 года
- Стефано-Афанасьевский Вотчинский монастырь (1384) — каменные постройки 1841—1897 г., один из двух храмов сохранился, деревянные строения 1996—2018 г
- Троице-Стефано-Ульяновский монастырь (XIV) — каменные постройки 1875—1886 годов, один из храмов утрачен, деревянная церковь 1997 года

Упразднены или утрачены:
- Троицкая Печорская пустынь (XV)

## республика КрымиСевастополь
- армянские
  - Монастырь Сурб Хач

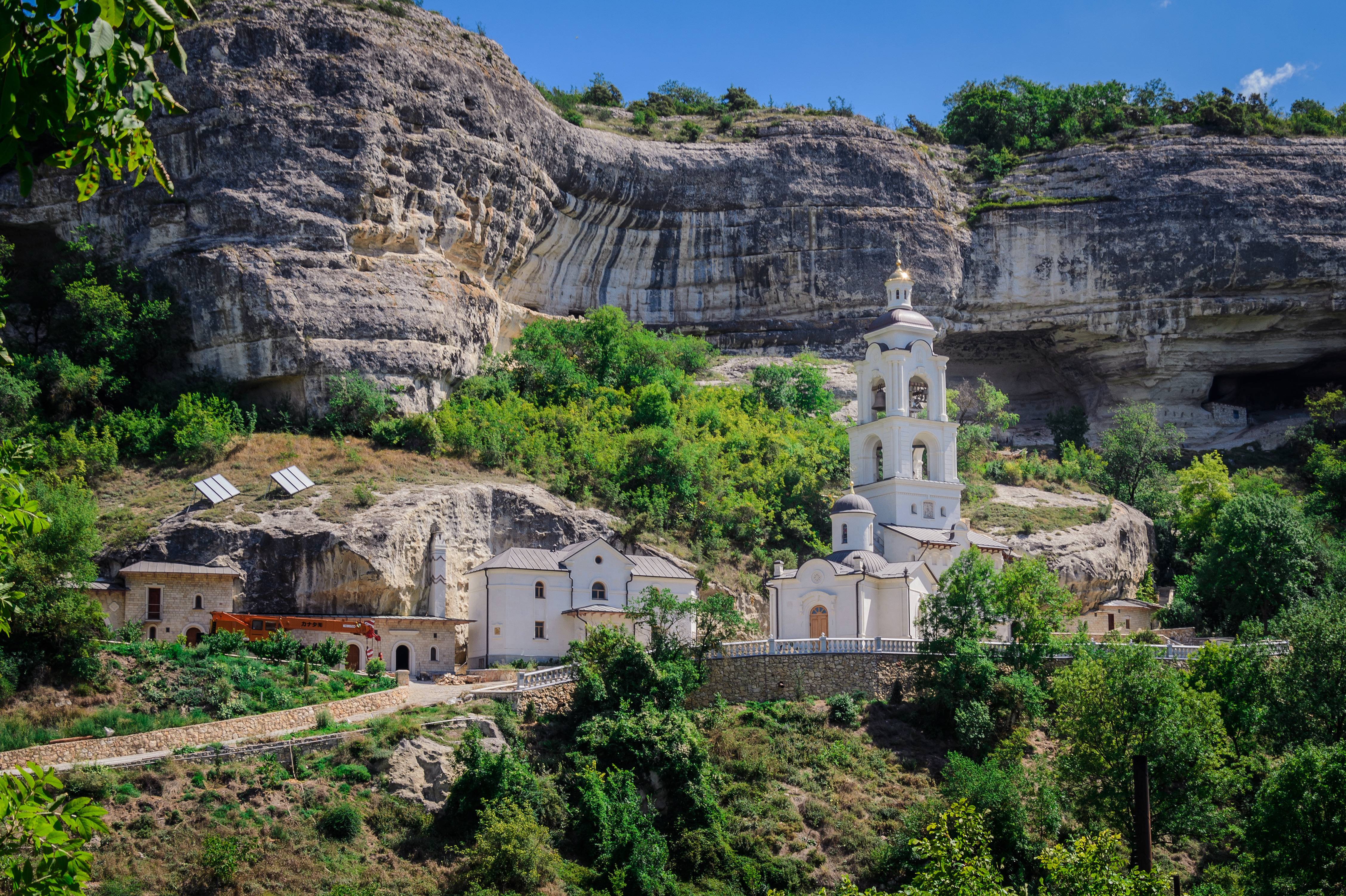
Свято-Успенский пещерный монастырь, Бахчисарай, Крым

  - Монастырь Сурб Степанос (Старый Крым)
- православные
  - Благовещенский монастырь (Мангуп) (XIV) — пещерная обитель
  - Георгиевский монастырь (Балаклава) (IX) — каменные постройки 1816—1917 годов, два храма утрачены в 1930-х, новые строения 2009 года
  - Инкерманский пещерный монастырь — каменные постройки 1867—1905 годов, два храма утрачены в 1930-х
  - Катерлезский Свято-Георгиевский монастырь (1857) — каменные строения 1857—1898 годов утрачены в 1924 году
  - Кизилташский Стефановский монастырь (1852) — каменный храм 1885 года снесён в 1951 году, новые строения 2002-2008 г
  - Космо-Дамиановский монастырь (Алушта) (1856) — деревянные храмы утрачены, сохранилась каменная часовня 1891 года
  - монастырь Анастасии Узорешительницы — пещерная обитель
  - монастырь Лазаря Муромского (2013) — деревянная церковь 2013 года
  - монастырь Паисия Величковского (2001) — каменная церковь 2011 года
  - монастырь Покрова Пресвятой Богородицы (VIII) — пещерная обитель
  - монастырь Саввы Освященного (VIII) — пещерная обитель
  - монастырь Святого Луки (2009) — учреждён при каменном храме 1904 года
  - монастырь Феодора Стратилата — пещерная обитель
  - Николаевский монастырь (Холмовка) (2010) — каменные постройки 2013 года
  - Свято-Успенский монастырь (VIII) — пещерная обитель, храмовые постройки XIX века и новые строения 2012—2017 годов
  - Топловский Свято-Троице Параскевиевский монастырь (1864) — каменные строения 1863—1900-х годов, утраченный храм построен в 2018 году
  - Троицкий монастырь (Симферополь) (2003) — каменный храм 1868 года и церковь 2005 года [218]
- суфийские (см. ханака)
  - Текие (Евпатория) — мусульманская обитель

## республика Марий Эл
- Мироносицкий монастырь (1649) — каменный храм 1719 года
- Богородице-Сергиева пустынь (Тогашево) (1999) — деревянные строения 2000 года
- Введенский Вершино-Сумский монастырь (1894) — каменный храм 1900 года утрачен
- Черемисский Михаило-Архангельский монастырь (1868) — каменные строения 1891—1904 годов утрачены, новая каменная церковь 2019 года

Упразднены или утрачены:
- Куженерский Никольский монастырь (1910) — каменные постройки 1898—1910 годов утрачены
- Мусерская Тихвинская пустынь (1661) — упразднена в 1726 году
- Спасо-Юнгинский монастырь (1625) — упразднен в 1764 году
- Троицкий черемисский монастырь (Козьмодемьянск) (1887) — каменный храм 1891 года утрачен в 1930-х
- Царевококшайский Богородице-Сергиевский монастырь (1888) — каменный храм 1754 года утрачен в 1930-х, построен заново в 2015 году

## республика Мордовия

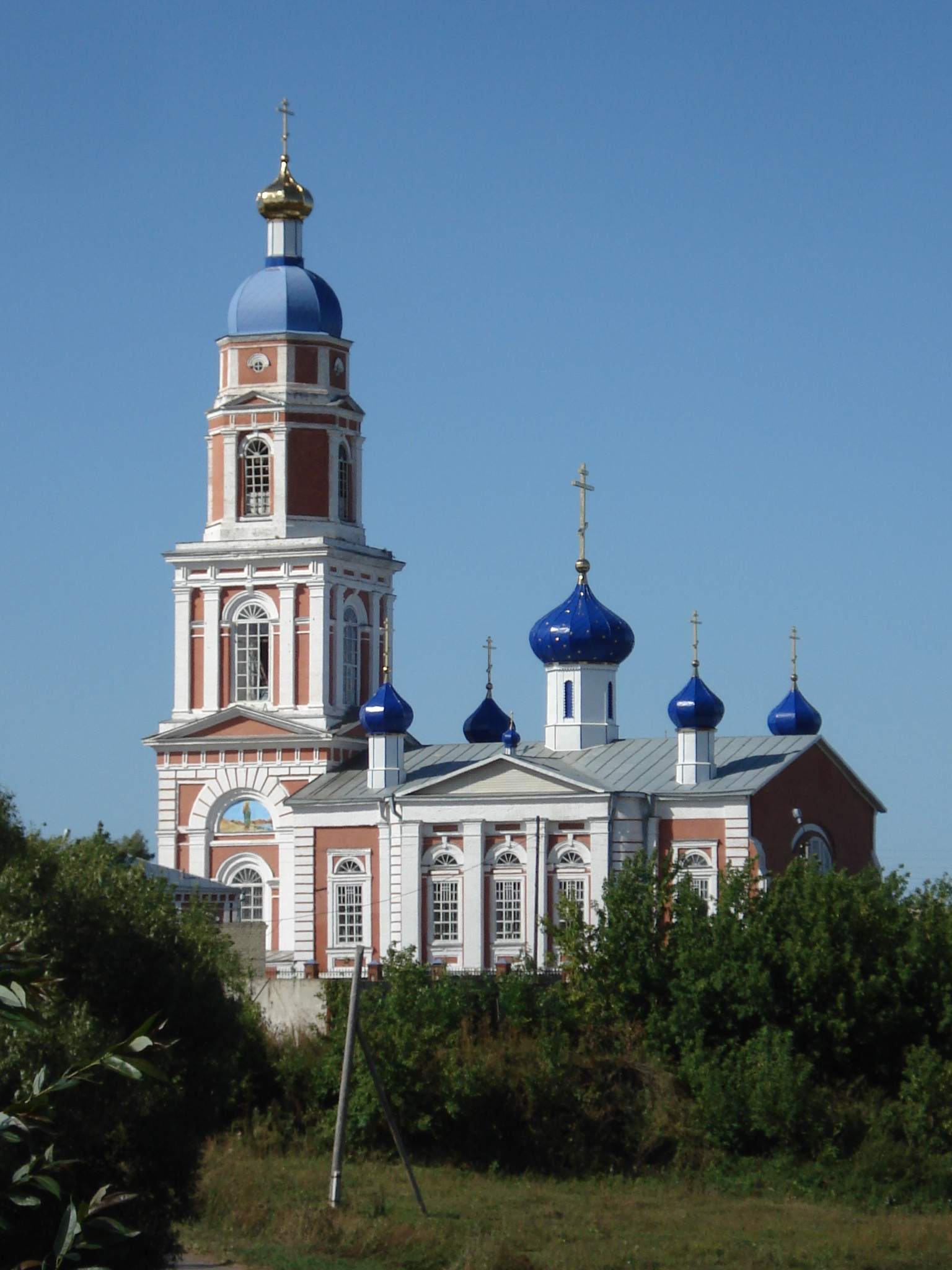
Мордовия, село Дракино, Свято-Покровский мужской монастырь

- Варсонофиевский монастырь (Покровские Селищи) (1996) — деревянная церковь XIX века и каменные строения 2008—2012 г.
- Казанская Ключевская пустынь (XVIII) — каменная церковь 1807 года, колокольня построена в 1999 году
- Краснослободский Спасо-Преображенский монастырь (1655) — каменные строения 1804—1817 годов, один из храмов утрачен
- Кимляйский Александро-Невский монастырь (1901) — каменный храм 1889 года утрачен, новые постройки 2004—2015 годов
- Макаровский Иоанно-Богословский монастырь (1995) — каменные постройки 1702—1805 годов бывшей усадьбы Полянских, один храм утрачен в 1930-х и построен заново в 1976 году [219]
- Монастырь «Живоносный Источник» (2000) — учреждён при деревянной церкви 1899 года
- Параскево-Вознесенский монастырь (Пайгарма) (1884) — каменные постройки 1887—1902 годов
- Покровский монастырь (Дракино) (1998) — учреждён при каменной церкви 1910-х годов
- Санаксарский монастырь (1659) — каменные строения 1773—1782 годов
- Свято-Ольгинский монастырь (1909) — каменный храм 1900 года
- Свято-Троицкий монастырь (Старый Ковыляй) (1875) — каменные постройки 1826—1905 годов, из трёх храмов сохранился один
- Тихвинский монастырь (Курилово) (1890) — каменные постройки 1835—1895 годов утрачены
- Троицкий монастырь (Чуфарово) (1885) — каменные строения 1868—1900 годов утрачены, новые постройки 1996—2000 годов, с 2011 года ведётся строительство собора.

Упразднены или утрачены:
- Атемарский Воскресенский монастырь (XVII) — упразднён до 1764 года, деревянные постройки утрачены
- Богородице-Отрадный монастырь (Шейн-Майдан) (1899) — каменный храм 1903 года утрачен, деревянная церковь 2018 года
- Ильинско-Богоявленский монастырь (1694) — упразднён в 1775 году
- Успенский монастырь (Краснослободск) (1861) — каменные постройки 1816—1900 годов, три храма утрачены
- Рождество-Богородицкий монастырь (Пурдошки) (1591) — упразднён в 1764 году, каменный храм 1796 года снесён в 1952 году
- Рождество-Богородицкий монастырь (Темников) (1859) — каменные строения 1859—1881 годов утрачены
- Саранский Петропавловский монастырь (1775) — каменные строения 1781—1817 годов утрачены в 1930-х
- Саранский Петровский мужской монастырь (1660) — упразднён в 1775 году
- Саранский Казанско-Богородицкий мужской монастырь (XVII) — упразднён в 1764 году[220]
- Знаменский монастырь (Яковщина) (1870) — каменный храм 1792 года сохранился
- Успенская Рябкинская пустынь (1710) — каменные постройки 1731—1872 годов, церковь частично сохранилась, колокольня утрачена [221]

## республика Северная Осетия
- Аланский Свято-Успенский монастырь (2000) — каменная церковь 1908 года и соборный храм 2013 года
- Богоявленский Аланский монастырь (2004) — каменная церковь 2006 года

## республика Татарстан
- Бугульминский Александро-Невский монастырь (1867) — каменный храм 1893 года утрачен в 1930-х
- Елабужский Казанско-Богородицкий монастырь (1868) — каменные постройки 1868—1887 годов, соборный храм утрачен, построен заново в 2012 году
- Зилантов Успенский монастырь (1552) — каменные строения 1625—1898 годов, два храма утрачены в 1929 году, новые постройки 2002—2006 годов
- Казанский Богородицкий монастырь (1579) — каменные строения 1590—1887 годов, собор и колокольня утрачены в 1930-х, новый храм построен в 2019 году
- Казанский Иоанно-Предтеченский монастырь (XVI) — каменные строения 1650—1899 годов
- Кизический Введенский монастырь (1691) — каменные постройки 1690—1882 годов, два храма и колокольня утрачены в 1930-х, новые строения 2005-2007 г.
- Раифский Богородицкий монастырь (1661) — каменные постройки 1708—1910 годов

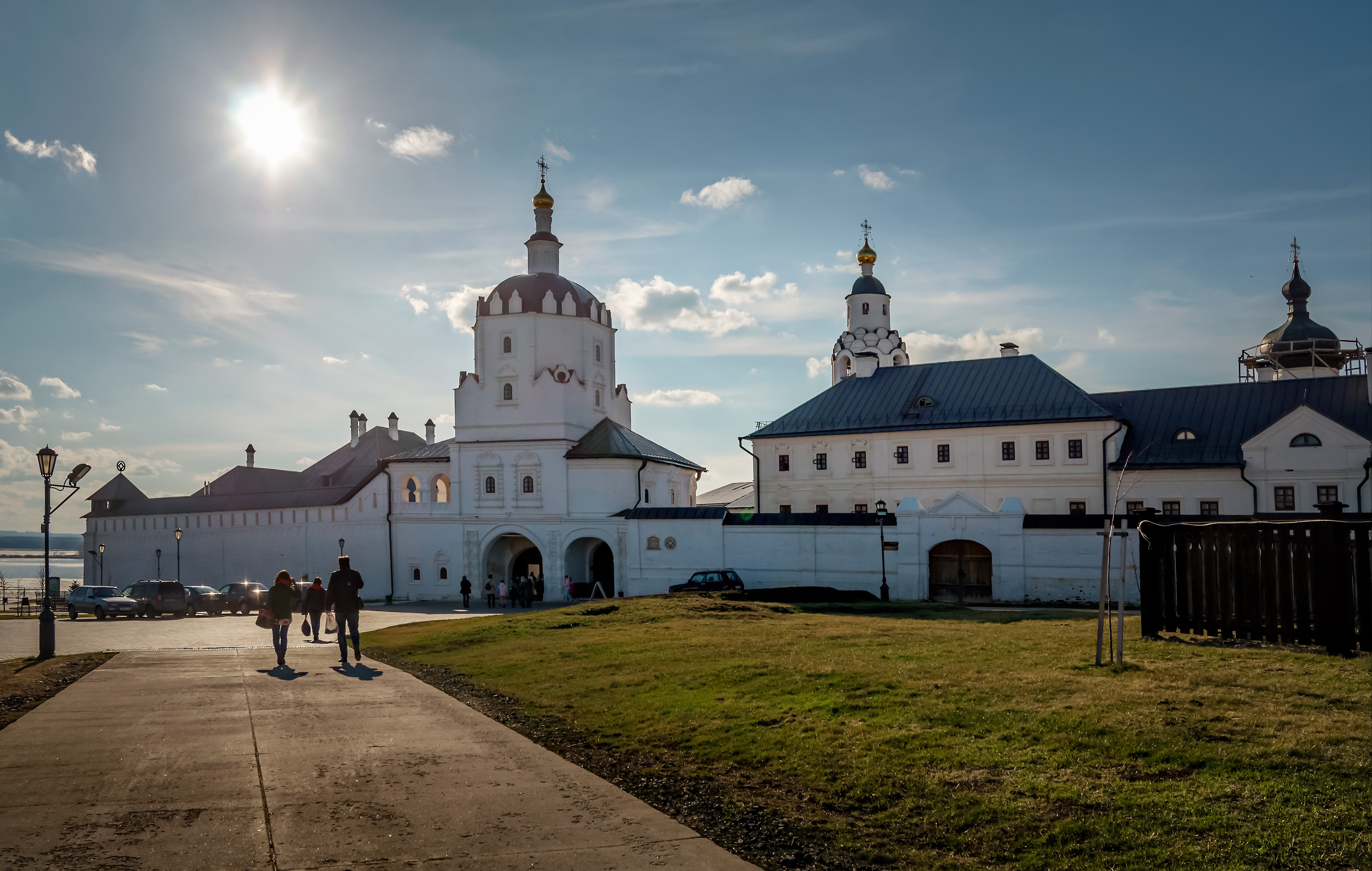
Свияжский Богородице-Успенский монастырь, Татарстан.

- Свияжский Иоанно-Предтеченский монастырь (1551) — каменные строения 1604—1906 годов
- Свияжская Макарьевская пустынь (XVII) — каменные постройки 1829—1866 годов
- Свияжский Успенский монастырь (1555) — каменные строения 1556—1799 годов и постройки 2014 года
- Седмиозерная пустынь (XVII) — каменные постройки 1646—1900 годов, из пяти храмов сохранился один [222]

Упразднены или утрачены:
- Бугульминский Казанско-Богородицкий монастырь (1889) — каменный храм 1885 года без верхних ярусов
- Воскресенский Новоиерусалимский монастырь (Казань) (XVII) — каменные постройки 1698—1780 годов на реставрации
- Мензелинский Пророко-Ильинский монастырь (1860) — каменные храмовые строения 1865—1877 годов утрачены, сохранилась башня с монастырской стеной
- Покровская община (1907) — деревянные постройки утрачены
- Спасо-Преображенский монастырь (Казань) (1556) — каменные постройки 1558—1882 годов, из трёх храмов сохранился один, расположен на территории архитектурного ансамбля Казанского кремля.
- Троицкий монастырь (Лаишево) (1888) — каменные строения 1880—1912 годов, сохранившийся храм восстановлен [223]
- Троице-Сергиев монастырь (XVI) — упразднён в 1764 году
- Троицкий монастырь Каменного городища (Елабуга) (XVI) — упразднён в 1764 году
- Троице-Феодоровский монастырь (1595) — каменная церковь 1700 года утрачена в 1930-х
- Успенский Чистопольский монастырь (1864) — каменный храм 1879 года снесён в 1930-х
- Успенский монастырь (Болгар) (1712) — упразднён в 1764 году, каменные постройки 1734—1862 годов входят в комплекс историко-архитектурного музея-заповедника Болгарское городище.[224]

## республика Удмуртия
- Мало-Дивеевский Серафимовский женский монастырь (1998) — учреждён при каменном храме 1893 года
- Покровский монастырь (Каменное Заделье) (1993) — деревянные церкви 1913 и 1993 годов
- Ризоположенский монастырь (Люк) (2016) — учреждён при каменном храме 1912 года
- Свято-Успенский монастырь (Перевозное) (1994) — учреждён при каменном храме 1910 года

Упразднены или утрачены:
- Старцевогорский Иоанно-Предтеченский монастырь (1899) — каменный храм 1894 года утрачен
- Сарапульский Благовещенский монастырь (1881) — каменные строения 1877—1899 годов без верхних ярусов, колокольня утрачена
- Спасский Усть-Сарапульский монастырь (XVII) — упразднён в 1764 году
- Успенский Лихоткин монастырь (Яромаска) (1682) — упразднён в 1764 году, каменная церковь 1841 годов сохранилась и восстановлена [225]

## республика Чувашия
- Александро-Невский монастырь (Каршлыхи) (1902) — деревянные строения 2001—2019 годов[226]
- Иверский Богородицкий монастырь (Шерауты) (1903) — каменный храм 2019 года
- Киево-Николаевский Новодевичий монастырь (Алатырь) (1639) — каменные строения 1737—1764 годов
- Свято-Троицкий монастырь (Алатырь) (1584) — каменные постройки 1753—1817 годов, два утраченных храма построены в 2006—2010 годах
- Свято-Троицкий мужской монастырь (Чебоксары) (1566) — каменные постройки 1713—1859 годов, снесённая колокольня построена в 1995 году
- Спасо-Преображенский монастырь (Чебоксары) (1716) — каменный храм 1716 года
- Тихвинский монастырь (Цивильск) (1675) — каменные постройки 1755—1886 годов, колокольня утрачена, деревянный храм 2001 года

Упразднены или утрачены:
- Александринский монастырь (Кошлауши) (1898) — деревянные постройки утрачены
- Ильинская пустынь (1719) — упразднена в 1764 году
- Николаевский Стародевичий монастырь (Алатырь) (XVII) — упразднён в 1764 году, каменная церковь 1770—1779 годов сохранилась и восстановлена [227]
- Свято-Духова Алатырская пустынь (XVII) — каменные строения 1831—1833 годов в руинах

## республика Якутия
- Андреевский монастырь (Мирный) (2014) — деревянные постройки 2005—2012 годов
- Покровский монастырь (Якутск) (1996) — учреждён при деревянной церкви 1980 года, каменные постройки 2004 года
- Спасский монастырь (Якутск) (1663) — каменные постройки 1800—1866 годов утрачены, деревянная церковь 2012 года
- Старо-Покровский монастырь (Покровск) (XVII) — каменная церковь 2007 года

## Русские монастыри за рубежом
В этом разделе указаны монастыри, связанные с Русской православной церковью в прошлом или настоящем (за исключением монастырей Украины и Белоруссии; см. Список монастырей Украины, Список монастырей Белоруссии).

### Святая Земля
- Гефсиманская женская обитель с храмом св. Марии Магдалины, Израиль
- Горненский монастырь (Эйн-Карем), Израиль
- Вознесенский монастырь (Елеонская гора) на вершине горы Елеонской, Израиль
- Монастырь Святой Троицы (Хеврон), Палестинская автономия
- Скит на месте Фаранской лавры, Израиль

### Афон
- Свято-Пантелеимоновский монастырь на горе Афон, Греция

### Европа
- Войновский Успенский монастырь, Польша
- Екабпилсский Свято-Духов монастырь, Латвия
- Курки (Курковский монастырь), Молдавия
- Леснинский монастырь, Франция
- Монастырь преподобного Иова Почаевского в Ладомировой, Словакия
- Ново-Валаамский монастырь, Финляндия
- Ново-Нямецкий монастырь, Приднестровье
- Монастырь Преподобного Иова Почаевского (Мюнхен), Германия
- Пюхтицкий монастырь, Эстония
- Супрасльский Благовещенский монастырь, Польша
- Сурдегский монастырь, Литва (упразднённый)

### Северная Америка
- Новая Коренная пустынь, США
- Новодивеевский монастырь, США
- Покровская женская обитель, Канада
- Свято-Троицкий монастырь (Джорданвилль), США

### Прочее
- Новое Шамордино, Австралия

## Лавры
В Русской православной церкви (Московском патриархате) исторически существует пять монастырей-лавр: Александро-Невская лавра в Санкт-Петербурге, Киево-Печерская лавра в Киеве, Почаевская лавра в Почаеве, Святогорская лавра в Святогорске, Троице-Сергиева лавра в Сергиевом Посаде. Самая древняя — Киево-Печерская, самая «молодая» — Святогорская.